# ベルリン
ベルリン州（ベルリンしゅう、独: Land Berlin)、通称ベルリン（独: Berlin、ドイツ語発音: [bɛɐ̯ˈliːn] ( 音声ファイル)、伯林）は、ドイツの首都。16ある連邦州のうちのひとつで、都市州である。
ドイツ北東部、ベルリン・ブランデンブルク都市圏地域の中心に位置する。市域人口はおよそ370万人で、同国最大の都市であり、パリと共に欧州を代表する世界都市である。
ベルリンは、1871年のドイツ帝国成立から1945年の第二次世界大戦終結まで、ドイツ国（ドイツ帝国、ヴァイマル共和政、ナチス・ドイツ）の首都であった。第二次大戦戦後の冷戦時代には東西に分断され、東ベルリンは旧東ドイツの首都、西ベルリンは事実上旧西ドイツの州の一つ であったが、1990年の統一以後は再び統一ドイツの首都となった。
1988年の欧州文化首都に選ばれていた。

## 呼称
ベルリンの名称の元は明らかでないが、おそらくは西スラヴ人が今日のベルリン一帯に住み着いたことにより、古いポラーブ語で湿地を意味するberl-/birl-とつながる説がある。ドイツ語で熊を意味するBärに由来するとの説もある。これは今日のベルリンの紋章にも表現されている。漢字では伯林という表記があてられる。

## 概要
ベルリンが属するベルリン・ブランデンブルク大都市圏地域の人口は590万人に達し、190カ国を超える海外出身者も暮らす。ベルリンは北ヨーロッパ平野に位置し温帯の季節的な気候の影響を受ける。市域の3分の1は森林、公園、庭園、河川や湖で構成されている。ベルリンが最初に文書に言及されたのは13世紀のことで、それ以後プロイセン王国（1701-1918）やドイツ帝国（1871-1918）、ヴァイマル共和政（1919-1933）、ナチス・ドイツ（1933-1945）の首都であった。1920年には「大ベルリン」の成立により市域が大幅に拡大し、現在とほぼ同じ領域となった。1920年代には世界で3番目に大きな都市であった。第二次世界大戦後、ベルリンは東ドイツの首都である東ベルリンと、西ドイツの事実上の飛び地で周辺をベルリンの壁（1961-1989）で囲まれた西ベルリンに分断された。1990年のドイツ再統一によりベルリンは再び首都としての地位を得て、147の大使館が置かれる。ベルリンは文化や政治、メディア、科学の世界都市である。アメリカのシンクタンクが2017年に発表した総合的な世界都市ランキングにおいて、世界14位の都市と評価された。
経済的にはサービス産業を基盤とし創造産業やメディア産業、コンベンション会場などが包括されている。ベルリンはまた、欧州大陸の航空や鉄道交通の中枢でもあり 、代表的な観光地である。重要な産業にはIT、製薬、生物医学技術、生物工学、電子工学、交通工学、再生可能エネルギーが含まれる。
ベルリンは有名な大学や調査機関、著名人が本拠としており、多数の博物館、世界的なオーケストラ、オペラ座を持ち、ベルリンマラソンなど多くのスポーツイベントも催されているほか、都市の光景や歴史的な遺産は国際的な映画製作には人気な場所となっている。ベルリンでは多く祭典や多様な建築、ナイトライフ、現代芸術、公共交通機関の路線網、世界で最も居住に適した都市など様々な分野でも良く知られた都市である。
ドイツ最大の都市であり立法・行政の中心地ではあるが、地方分権の歴史が長いドイツでは、司法の中心地はカールスルーエ、金融と交通の中心地はフランクフルト、産業の中心地はルール地方、ミュンヘン、シュトゥットガルト、ケルンとされ、東京（日本）やソウル（韓国）、パリ（フランス）のような首都一極集中という状態はない。戦間期には科学技術や文学、哲学、芸術などが発展しヴァイマル文化によりドイツはもっとも進んだ国となった。1988年の欧州文化首都に選ばれている。現代の都市ベルリンは発展の一方で、特に東側の人口停滞などから都市構造の変革が進められている。

## 地理

### 地勢

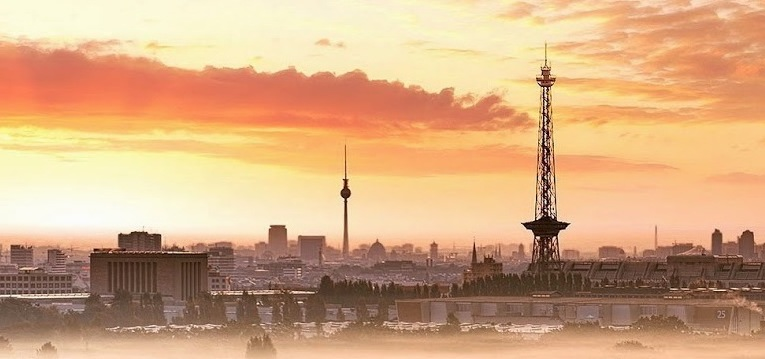
西から東方向へ見たベルリン中心部

ベルリンはドイツ東部に位置し、ポーランドとの国境から西側に60 km離れた場所に位置する。ベルリン周辺部は主に森林が広がり平坦な地形で低地の湿地帯である。広大な北ヨーロッパ平野の一部でこの平野はフランス北部からロシア西部まで延びている。ベルリン-ワルシャワ間はUrstromtalと呼ばれる原流谷で、北の低バルニム台地から南のテルトウ台地までは氷床から流れ出た融水によりヴァイクセル氷河期（最終氷期）の終わりに形成された。シュプレー川はこの谷を現在流れている。
シュパンダウはベルリンでもっとも西にある区であるが、シュプレー川はそこでハーフェル川と合流する。ハーフェル川は北から南に向かってベルリン西部を流れている。ハーフェル川の流路には湖が点在し、最大の湖はテーゲル湖と大ヴァンゼー (湖)である。これらの湖からはシュプレー川上流に水が流れ、ベルリン東部のミュッゲル湖を通っている。
現代のベルリンはシュプレー川流域の両側に都市が大きく広がっている。ライニッケンドルフ区とパンコウ区の両区の大部分はバルニム台地に位置し、シャルロッテンブルク＝ヴィルマースドルフ区、シュテーグリッツ＝ツェーレンドルフ区、テンペルホーフ＝シェーネベルク区、ノイケルン区のほとんどはテルトウ台地に位置している。
シュパンダウの一部はベルリン原流谷とナウエン平野に位置し、これはベルリン西部に延びている。ベルリンの最高地点は市の郊外ではトイフェルスベルクとミュッゲルベルゲ、中心部ではクロイツベルクである。クロイツベルクは海抜66 m、トイフェルスベルクとミュッゲルベルゲは海抜115 mある。なおトイフェルスベルクは第二次世界大戦の瓦礫により人工的に築かれた丘である。

### 気候

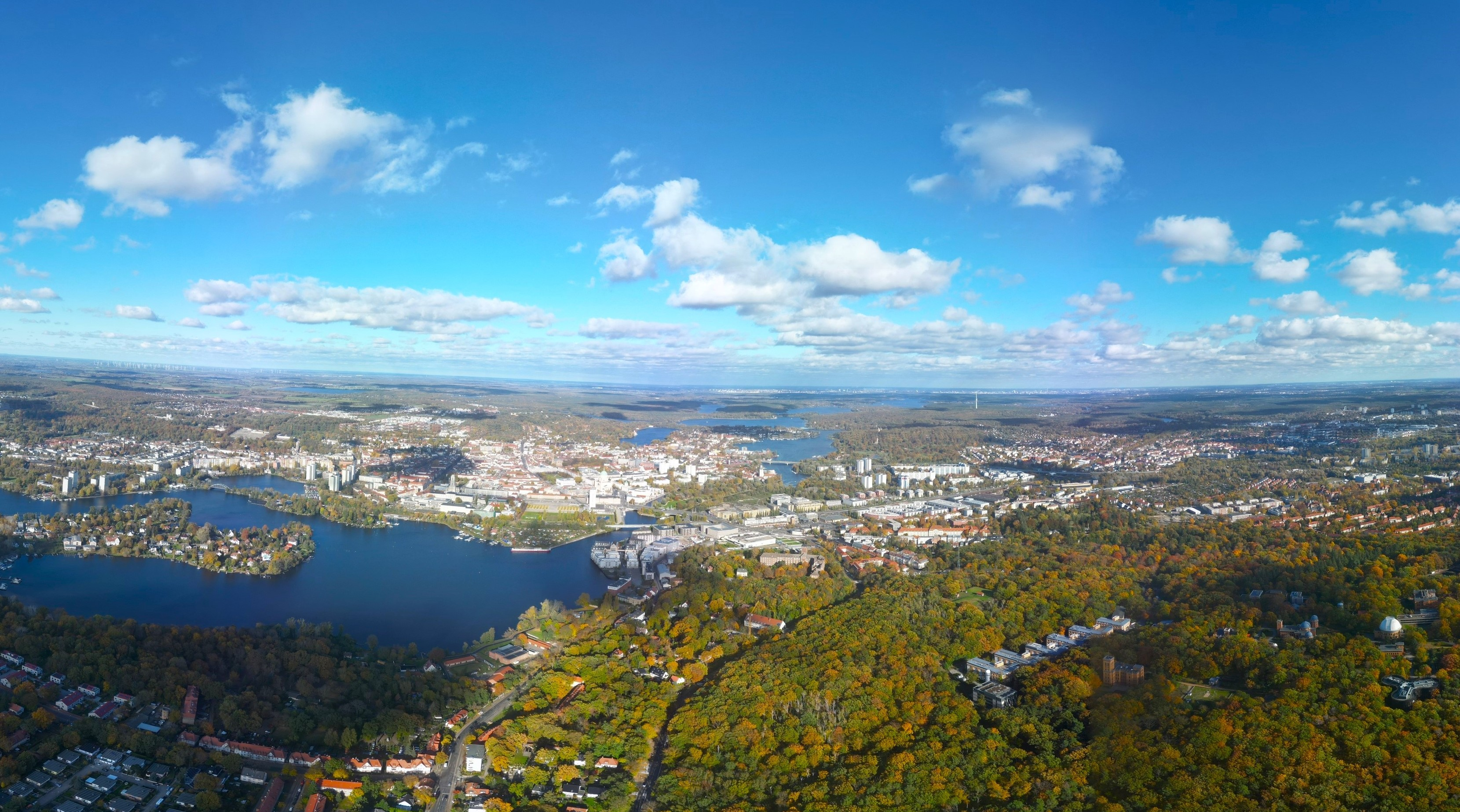
森林と湖が多いベルリン郊外

ベルリンの気候はケッペンの気候区分によれば西岸海洋性気候（Cfb）に属している。夏は温暖でしばしば湿気があり、平均最高気温は23～26℃、平均最低気温は13～15℃である。冬は比較的寒冷で平均最高気温は4～5℃で平均最低気温は-1～0℃であり、時に-10℃を下回ることもある。春や秋はひんやりするか穏やかである。ベルリンは市街地の建物により微気候（ヒートアイランド）が起こり気温は1～4℃ほど周辺地域より高くなる。
年間降水量は559.7mmで年間を通じて平均的である。12月から3月にかけての冬季にはそれ程多くはない降雪も見られるが雪が長い期間残ることはない。2009/2010年のシーズンは12月後半から3月上旬までずっと雪が残っていた例外的な期間であった。
北緯52度に位置するにもかかわらず、北大西洋海流の影響により、冬季の気温が高い。低緯度である北緯35度から北緯40度に位置する飛騨地方や長野県、東北地方内陸部よりも冬季の日平均気温と平均最低気温が高く、降雪量も少ない。
| ベルリン（1991～2020）の気候 | ベルリン（1991～2020）の気候 | ベルリン（1991～2020）の気候 | ベルリン（1991～2020）の気候 | ベルリン（1991～2020）の気候 | ベルリン（1991～2020）の気候 | ベルリン（1991～2020）の気候 | ベルリン（1991～2020）の気候 | ベルリン（1991～2020）の気候 | ベルリン（1991～2020）の気候 | ベルリン（1991～2020）の気候 | ベルリン（1991～2020）の気候 | ベルリン（1991～2020）の気候 | ベルリン（1991～2020）の気候 |
| 月                           | 1月                          | 2月                          | 3月                          | 4月                          | 5月                          | 6月                          | 7月                          | 8月                          | 9月                          | 10月                         | 11月                         | 12月                         | 年                           |
| ---------------------------- | ---------------------------- | ---------------------------- | ---------------------------- | ---------------------------- | ---------------------------- | ---------------------------- | ---------------------------- | ---------------------------- | ---------------------------- | ---------------------------- | ---------------------------- | ---------------------------- | ---------------------------- |
| 最高気温記録 °C （°F）       | 15.5 (59.9)                  | 18.7 (65.7)                  | 24.8 (76.6)                  | 31.3 (88.3)                  | 35.5 (95.9)                  | 38.5 (101.3)                 | 38.1 (100.6)                 | 38.0 (100.4)                 | 34.2 (93.6)                  | 28.1 (82.6)                  | 20.5 (68.9)                  | 16.0 (60.8)                  | 38.5 (101.3)                 |
| 平均最高気温 °C （°F）       | 3.8 (38.8)                   | 5.3 (41.5)                   | 9.4 (48.9)                   | 15.5 (59.9)                  | 20.1 (68.2)                  | 23.4 (74.1)                  | 25.7 (78.3)                  | 25.2 (77.4)                  | 20.2 (68.4)                  | 14.2 (57.6)                  | 8.1 (46.6)                   | 4.7 (40.5)                   | 14.6 (58.3)                  |
| 日平均気温 °C （°F）         | 1.2 (34.2)                   | 2.1 (35.8)                   | 5.2 (41.4)                   | 10.3 (50.5)                  | 14.7 (58.5)                  | 18.0 (64.4)                  | 20.2 (68.4)                  | 19.7 (67.5)                  | 15.2 (59.4)                  | 10.2 (50.4)                  | 5.4 (41.7)                   | 2.3 (36.1)                   | 10.4 (50.7)                  |
| 平均最低気温 °C （°F）       | −1.4 (29.5)                  | −0.9 (30.4)                  | 1.4 (34.5)                   | 5.2 (41.4)                   | 9.4 (48.9)                   | 12.7 (54.9)                  | 15.1 (59.2)                  | 14.8 (58.6)                  | 10.7 (51.3)                  | 6.6 (43.9)                   | 2.7 (36.9)                   | −0.1 (31.8)                  | 6.4 (43.5)                   |
| 最低気温記録 °C （°F）       | −23.1 (−9.6)                 | −26.0 (−14.8)                | −16.5 (2.3)                  | −8.1 (17.4)                  | −4.0 (24.8)                  | 1.5 (34.7)                   | 6.1 (43)                     | 3.5 (38.3)                   | −1.5 (29.3)                  | −9.6 (14.7)                  | −16.0 (3.2)                  | −20.5 (−4.9)                 | −26 (−14.8)                  |
| 雨量 mm （inch）             | 47.0 (1.85)                  | 34.4 (1.354)                 | 39.9 (1.571)                 | 29.0 (1.142)                 | 50.7 (1.996)                 | 57.7 (2.272)                 | 70.4 (2.772)                 | 57.3 (2.256)                 | 45.5 (1.791)                 | 42.6 (1.677)                 | 41.4 (1.63)                  | 43.8 (1.724)                 | 559.7 (22.035)               |
| [ 要出典 ]                   |                              |                              |                              |                              |                              |                              |                              |                              |                              |                              |                              |                              |                              |

## 歴史

### 第二次世界大戦以前

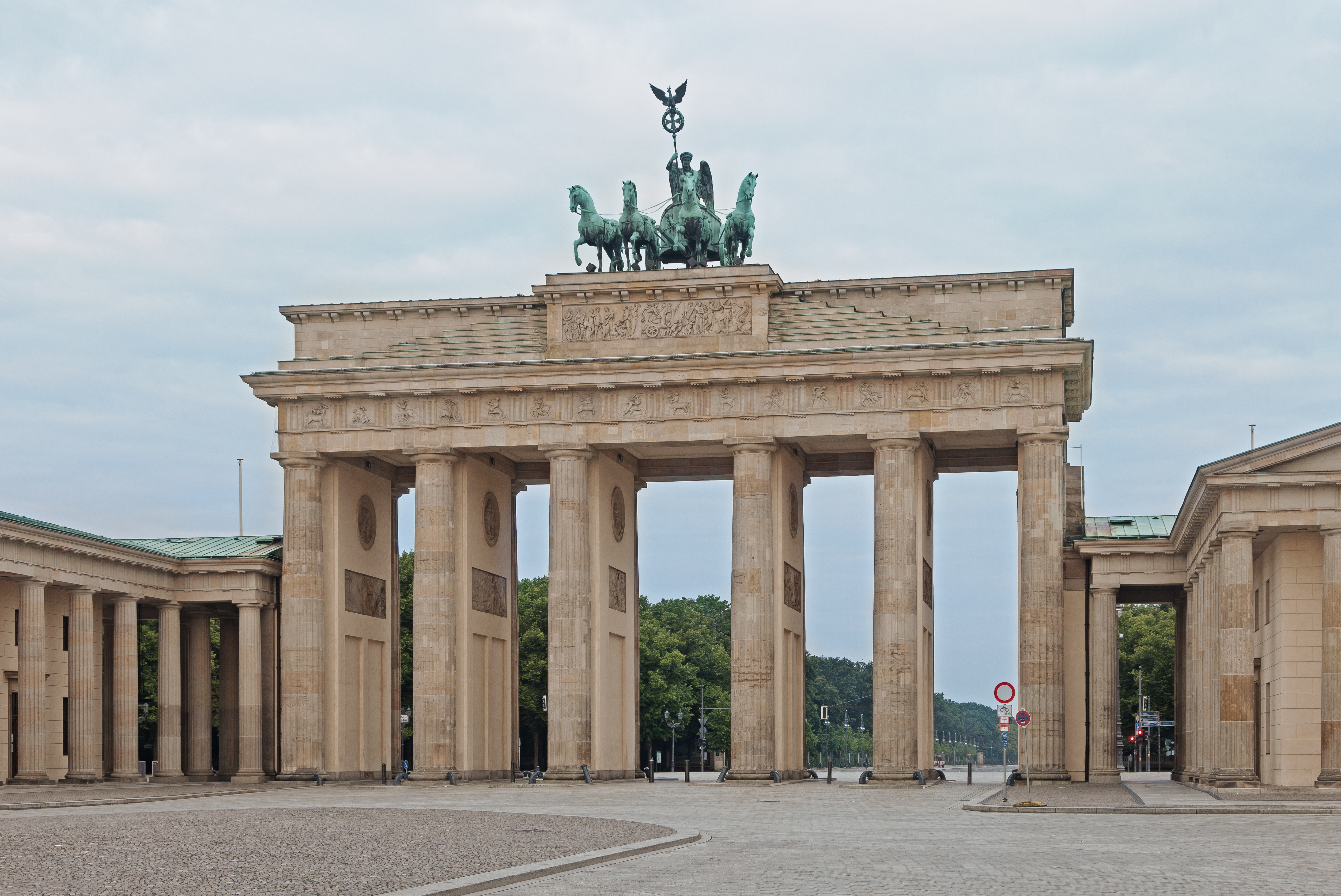
1791年 ブランデンブルク門

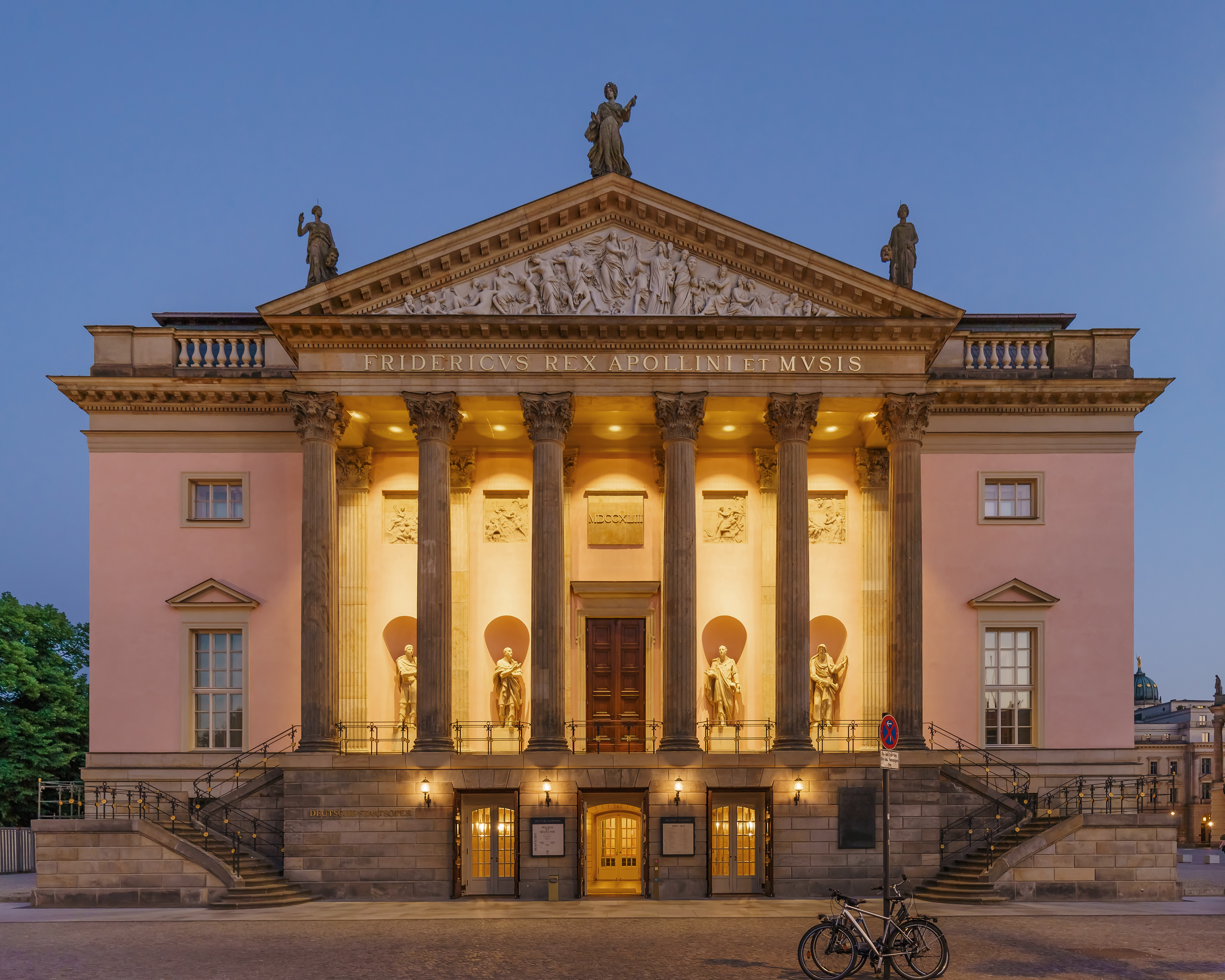
1850年 ベルリン国立歌劇場

ベルリンと言う名称が歴史的文書で最も古く遡れるのが1244年である。1448年にはブランデンブルク辺境伯がブランデンブルクからベルリンに宮殿を移した。
1618年から1648年にかけての三十年戦争ではベルリンは人口の半分を失った。1709年にプロイセン王国の首府となった。
1871年にプロイセン国王ヴィルヘルム1世が皇帝となってドイツ帝国が成立し、ベルリンはその首都となった。ビスマルクの外交手腕とオーストリア・ハンガリー帝国の凋落により、ベルリンはヨーロッパにおける国際政治の中軸となる。人口は飛躍的に増え、30年戦争勃発時には1万人程度であったのが19世紀初頭に17万となり、1860年には50万、1877年の統計では100万を数えた。1873年（明治6年）には日本の岩倉使節団がベルリンを訪問しており、その当時のベルリンの様子が一部銅版画も交えて『米欧回覧実記』に詳しく記されている。1882年（明治15年）には日本の憲法を起草するための調査に伊藤博文等がやってきている。また、1884年（明治17年）には森鷗外が留学し、留学中の経験をもとに小説『舞姫』（1890年（明治23年）『国民之友』）を著している。

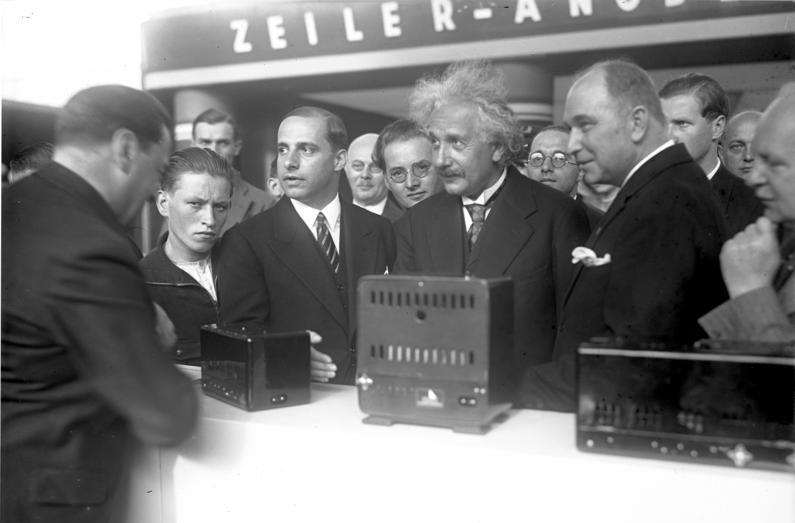
1930年 ベルリンのアルバート・アインシュタイン

第一次世界大戦でドイツ帝国は崩壊し、戦後はヴァイマル共和国の首都となった。ベルリンはなおもヨーロッパの芸術・学問の中心として栄えたが、その一方で1921年の時点で市内の子供約48万人のうち約12万人が栄養失調、約29000人が結核に苦しむという落差も見られた。またベルリンは政治的に「赤いベルリン」の異名を持つ社会主義・共産主義の牙城であり、1928年の選挙では票が社会民主党が33%、ドイツ共産党が25%であるのに対してナチスは2%であり、ヒトラー政権成立直前の1932年11月の選挙では共産党がベルリンで投票総数の31%を獲得して単独第一党となった。1933年にナチスが政権を奪取し、ベルリンはそのゆがめられた政策によって文化が衰退する。
1939年時点で人口434万人の大都市となっていたが、第二次世界大戦ではドイツとイギリスとの間で首都爆撃の応酬があった上、ソビエト連邦の逆侵攻で独ソ戦最後の戦場となり、徹底的に破壊され（ベルリン市街戦）約125,000人の市民が犠牲となった。ヒトラー政権下のベルリンには、日独関係強化のために派遣された日本の外交官や軍人のほか、商社員、留学生など、常時400人以上の日本人が在留し、欧州で一番日本人の多い都市のひとつだった。

### 冷戦時代

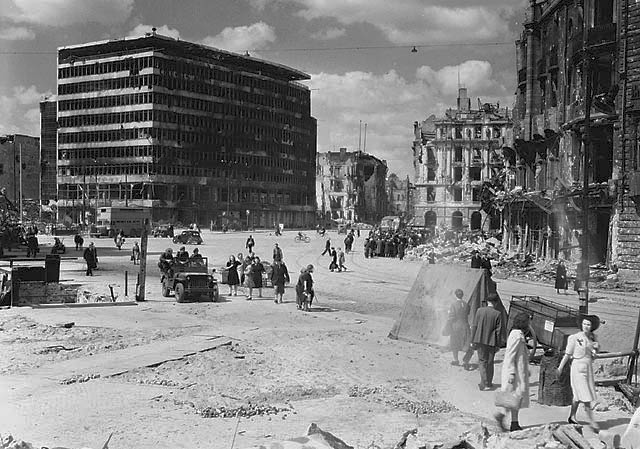
第二次世界大戦後の荒廃（1945年、ポツダム広場）

4カ国による統治

第二次世界大戦後、ベルリンとその周辺地域はソビエト連邦（ソ連）に占領されるも、ベルリンは連合国の合意でアメリカ・イギリス・フランス・ソ連によって周辺地域とは別に分割占領され、西側3か国占領地域はソ連占領地域の中に位置する飛地である西ベルリンとなった。1948年にはソ連が西ベルリン封鎖を行ったが、西側は空輸作戦でこれに対抗した。この作戦は1948年6月24日から翌1949年5月11日まで続けられていた。 
1949年に東西ドイツが分裂して独立し、ソ連占領地区はドイツ民主共和国（東ドイツ）の首都・東ベルリンとなり、西側3か国占領地域は東ドイツの中の飛び地のまま、形式的には米・英・仏の共同占領地ながら、実質的にはドイツ連邦共和国が主権をもって実効的に統治する西ドイツ領・西ベルリンとなった。西ドイツは首都をボンに置いた。西ドイツ本土と西ベルリンは空路または直通専用道路で往来が可能だったが、形式的には西側3か国の管理下に置かれたため、テーゲル空港など西ベルリンの空港への乗り入れは米・英・仏の航空会社のみが認められ、ルフトハンザドイツ航空の乗り入れは禁止されていた。
ヨシフ・スターリンの死から3か月後の1953年6月、東ベルリンで、直接的にはノルマ引き上げなどを理由とする大規模な反政府デモが起きたが、ドイツ人民警察と在独ソ連軍によって6月17日に鎮圧された（ベルリン暴動）。
西ベルリンの主要な道路であるシャルロッテンブルガー・ショセーは、この事件を機会に「6月17日通り」と改名された。旧西独はこの日を「ドイツ統一の日」とした（現在では「ドイツ統一の日」は、実際に東西ドイツが統一された10月3日に変更されている）。なお、この通りはちょうど東西ベルリンの境界となったブランデンブルク門を境に名前が変わる。東ベルリン側にあたるのがウンター・デン・リンデン通りである。
東西ドイツの国境が封鎖された後も東西ベルリンの間だけは往来が自由であったため、東ドイツ→東ベルリン→西ベルリン→西ドイツ、と脱出する人が続出した。労働人口の流出を恐れた東ドイツ政府は1961年8月13日に東西ベルリンの境界線を封鎖。後には西側占領地区と東ドイツとの境界線上にベルリンの壁を建設した。この時代のベルリンは、東西冷戦の最前線であった。また超大国・米ソ両国の戦車が睨み合う場面があった。1971年に4者合意により西ベルリンへの車や列車によるアクセスが保証され、アクセスルートの東ドイツからの妨害の可能性が排除された。

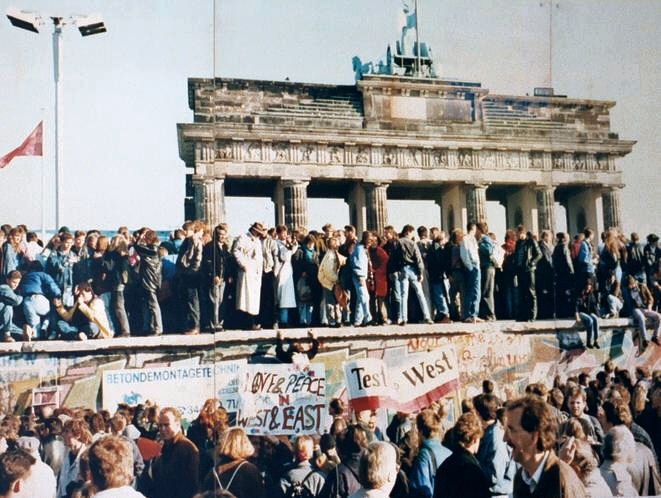
ブランデンブルク門近くのベルリンの壁に登る東西ベルリン市民（1989年11月10日）

1989年11月9日、東ドイツ政府は東西ベルリンの境界線を開放し、ベルリンの壁は崩壊する。

### ベルリンの壁崩壊後
1990年10月3日には東西ドイツが統一し、1991年にはベルリンが東西統一ドイツの首都と定められた。以降、東西に分断されていた道路網や地下鉄も含む鉄道網などの交通網を東西で直結する工事が行われ、インフラ整備や再開発が旧東ベルリン地区を中心に進行した。また、再度首都と定められて以降、ボンからの連邦政府諸機関の移転も漸次進められた。首都機能移転は2001年5月2日に完了し、現在では再度、名実ともにドイツの首都となった。ベルリンの壁が撤去され市内中心部には広大な空き地が出現した。その一つであるポツダム広場は再開発され、巨大なビジネス・商業エリアになっている。

## 政治

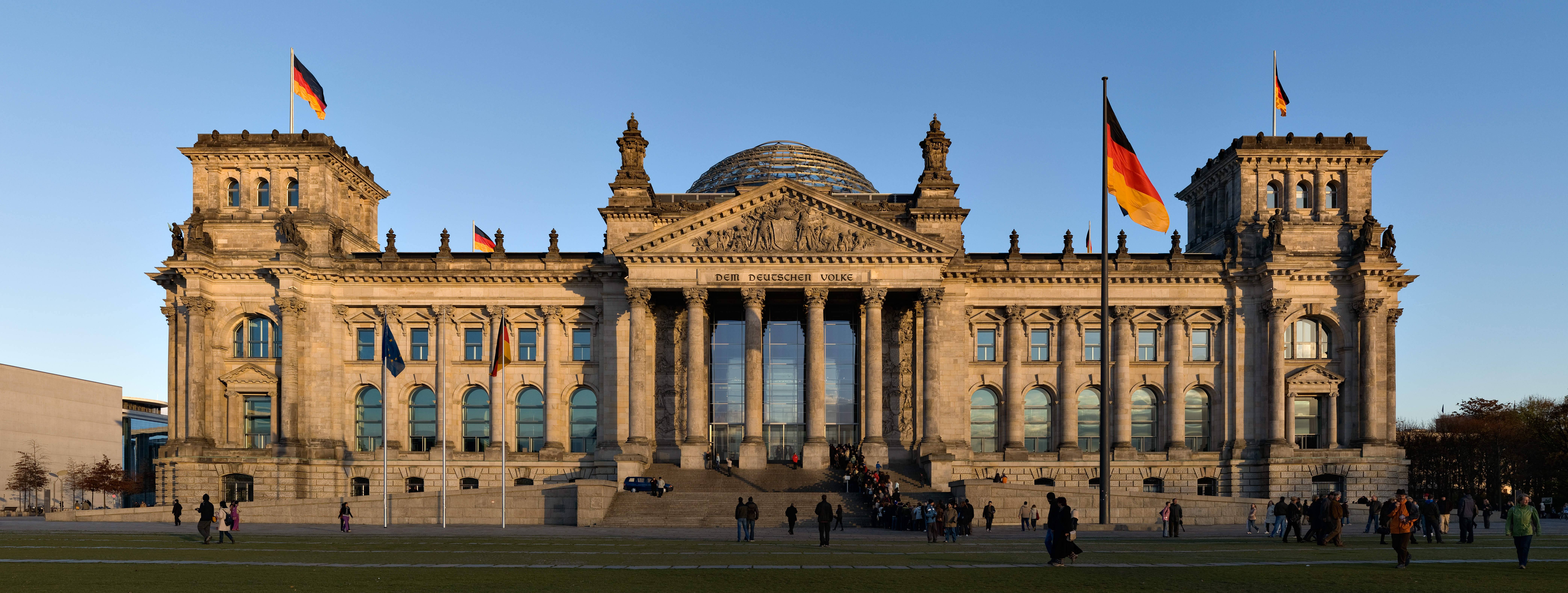
連邦議会議事堂（国会議事堂）

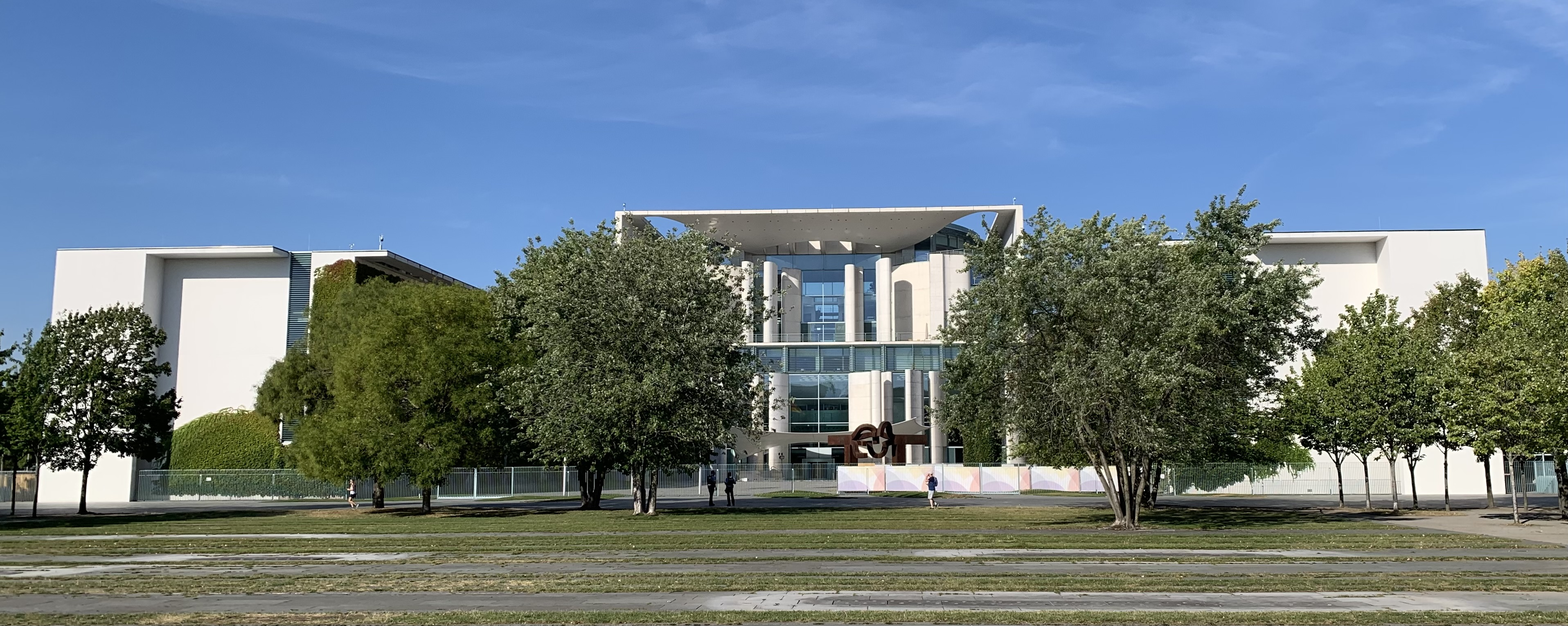
連邦首相府

### 首都機能
ベルリンはドイツ連邦共和国の首都である。2006年にはベルリンが首都であることが憲法に明記された。ベルリンには元首の連邦大統領、政府の長である連邦首相、および連邦の議会両院が置かれている。公式の大統領官邸はベルヴュー宮殿である。首相官邸は連邦首相府である。首相府と向かい合うのが、改修された帝国議会議事堂であり、ドイツ連邦議会はここで開催されている。1998年以来、ドイツ連邦共和国の政府はベルリンにある。連邦参議院の議員はドイツの各連邦州の代表者で構成されており、かつてのプロイセン王国貴族院からの流れを組む。ほとんどの中央官庁はベルリンに本庁を置いているが、若干はベルリン・ボン法により現在でも旧西ドイツの首都であったボンに置かれているし、また支庁をボンに置く官庁もある。なお、最高裁判所に相当する連邦憲法裁判所と連邦裁判所はベルリンには所在せず、ドイツ南西部の都市カールスルーエにある。
1990年10月3日のドイツ再統一以来、ベルリンはハンブルクやブレーメンとともに3つある都市州として、全部で16ある連邦州のひとつとなっている。なお、ベルリン都市州と、隣接するブランデンブルク州との合併が話題に上がることがあり、1995年4月27日には双方の州首相同士が合併に合意し、合併案は両州の議会を通過したが、翌1996年5月5日の住民投票でブランデンブルク州側の反対が多く否決された。

### 州の政治

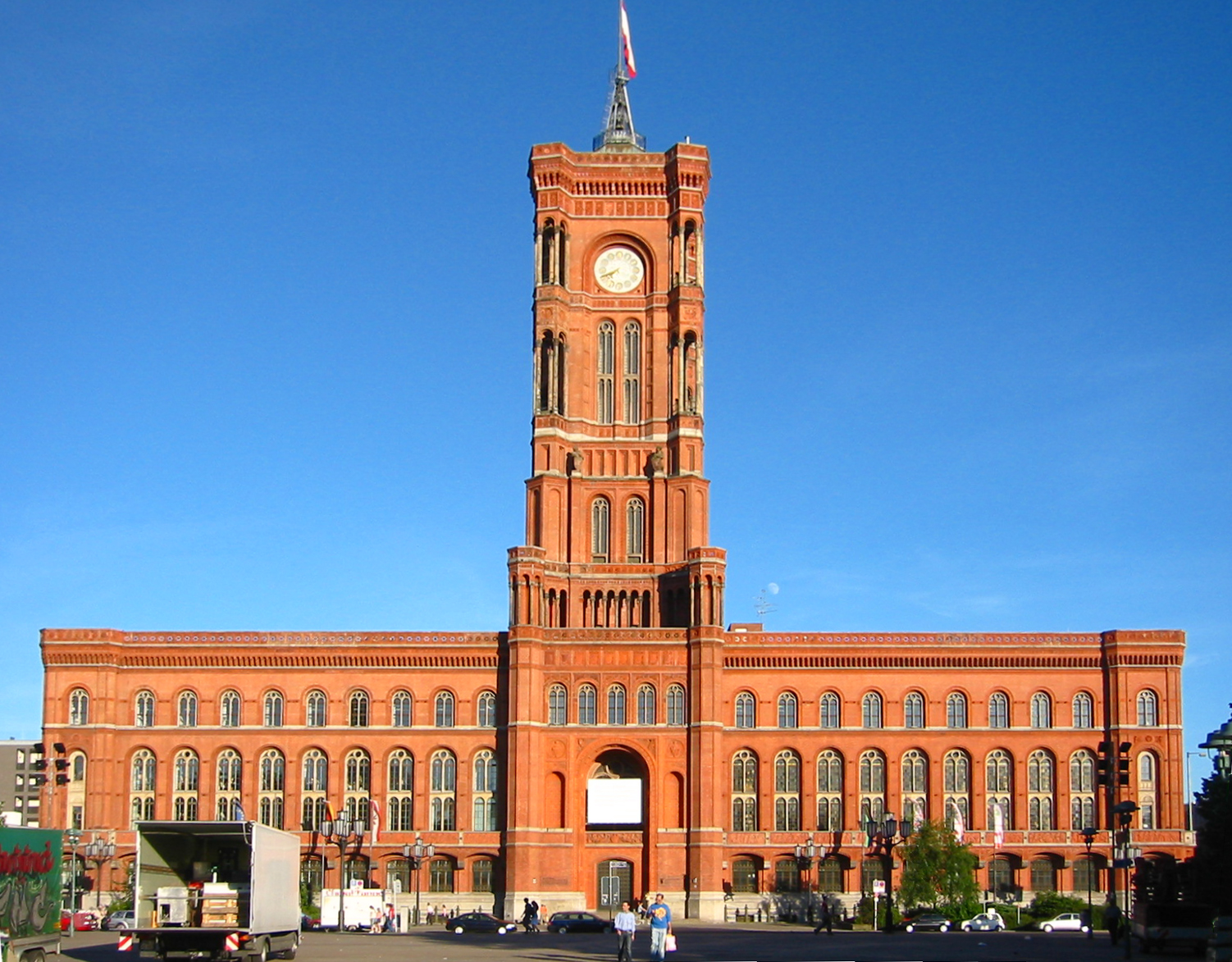
赤の市庁舎

ベルリン州の議会はベルリン市議会（Abgeordnetenhaus）であり、147議席で構成されている（2023年1月現在）。議員の任期は5年。ベルリンは都市州であるため、議会は市議会と州議会の権限を併せ持つ。
ベルリン市長（Regierender Bürgermeister、直訳的には「統治者である市長」）は、議会議員選挙のたびに議会によって選出され、ドイツ連邦議会が任命する。
ベルリン市長は州政府（ベルリン市参事会、Senat von Berlin）を率いる。州政府は、市長のほか8人の閣僚（Senat、直訳的には「元老」）によって構成される。閣僚はそれぞれ州政府の「省」を率いる。閣僚のうち2人は副市長（Bürgermeister、直訳的には「市長」）を務める。市長および州政府の執務は赤の市庁舎で行われる。

#### 議会
2023年ベルリン市議会選挙（2021年選挙の再選挙）の結果、ドイツキリスト教民主同盟（CDU）が議会第1党の座を奪還し、それまで議会与党だったドイツ社会民主党 (SPD) と連立を組み、22年ぶりに市長の座を奪還した。各党の「得票率／獲得議席数(無効となった前回2021年選挙からの増減)／議席占有率」は以下の通りである。
- ドイツキリスト教民主同盟（CDU）　29.7％／52議席(+22)／32.7％
- ドイツ社会民主党（SPD）　19.9%／34議席(-2)／21.4％
- 同盟90/緑の党（Die Grünen）　19.2％／34議席(+2)／21.4％
- 左翼党（Die Linke）　12.3％／22議席(-2)／13.8％
- ドイツのための選択肢（AfD）　9.0％／17議席(+4)／9.4％
- 自由民主党（FDP）　3.9％／0議席(-12)／0.0%

過去、2001～2011年にはSPDと左翼党が連立していた。その後の2011～2016年は、SPDとCDUによる連立政権であった。この時期、ドイツ海賊党がベルリン市議会の議席を有しており、同党としてはこれが州議会レベルで初の議席獲得であった。

#### 歴代市長
詳細は「ベルリン市長」を参照
- 1990年-1991年: ヴァルター・モンパー
- 1991年-2001年: エーベルハルト・ディープゲン
- 2001年-2014年: クラウス・ヴォーヴェライト
- 2014年-2021年: ミヒャエル・ミュラー
- 2021年-　　 　: フランツィスカ・ギファイ

#### 予算
ベルリン州の年間予算規模は2007年度で205億ユーロでこれには8000万ユーロの余剰金も含まれる。この数値はベルリンの政治史の中で初めての黒字を示している。歳入の増加によるもので、ベルリン参事会では2008年に増加する予算の余剰金を計算している。ベルリン州の予算額の合計には約55億ユーロのドイツ政府か連邦州の財源が含まれている。一方で再統一に関連しベルリンは他のドイツの州よりも多くの負債があり、2007年12月現在の負債は600億ユーロに上る。

### 行政区
ベルリン州は12の行政区（Bezirk）で構成されている。2001年まで23区が設置されていたが、現在は行政改革によりそれぞの区の権限が強化され、行政区の再編が行われた。各行政区には複数の地区（Ortsteil ）が含まれる。その歴史は1920年10月に設定された大ベルリン以前の旧自治体に由来する。大ベルリンに合併され都市化されたが、多くの市民は自分の居住する地区や行政区に強い一体感を持っている。現在のベルリンには96の地区があり、それらは通常、いくつかの街区を形成しベルリンの方言で Kiez（キーツ）と呼ばれ小規模な住宅地を指している。
それぞの行政区には、選挙で地区から選ばれた議員からなる区議会（Bezirksamt）を有し、区長（Bezirksbürgermeister）と5人の参事委員（Bezirksstadträte）からなる執行機関がある。各行政区は自治体としては独立していないが、基本的な行政サービスの提供を担い、ベルリン州政府（ベルリン参事会）の補助的な役割を果たす。12の区長は「区長会議」を設置し（議長は市長が務める）、州政府に助言を行う。
Ortsteile には行政的な権限や義務は無く、以前の地区の代表者であった Ortsvorsteher は区長に引き継がれている。

ベルリンの行政区画

ベルリン州は、12の区（Bezirk）に区分される。
- ミッテ区（Mitte）
- フリードリヒスハイン＝クロイツベルク区（Friedrichshain-Kreuzberg）
- パンコウ区（Pankow）
- シャルロッテンブルク＝ヴィルマースドルフ区（Charlottenburg-Wilmersdorf）
- シュパンダウ区（Spandau）
- シュテーグリッツ＝ツェーレンドルフ区（Steglitz-Zehlendorf）
- テンペルホーフ＝シェーネベルク区（Tempelhof-Schöneberg）
- ノイケルン区（Neukölln）
- トレプトウ＝ケーペニック区（Treptow-Köpenick）
- マルツァーン＝ヘラースドルフ区（Marzahn-Hellersdorf）
- リヒテンベルク区（Lichtenberg）
- ライニッケンドルフ区（Reinickendorf）

## 経済

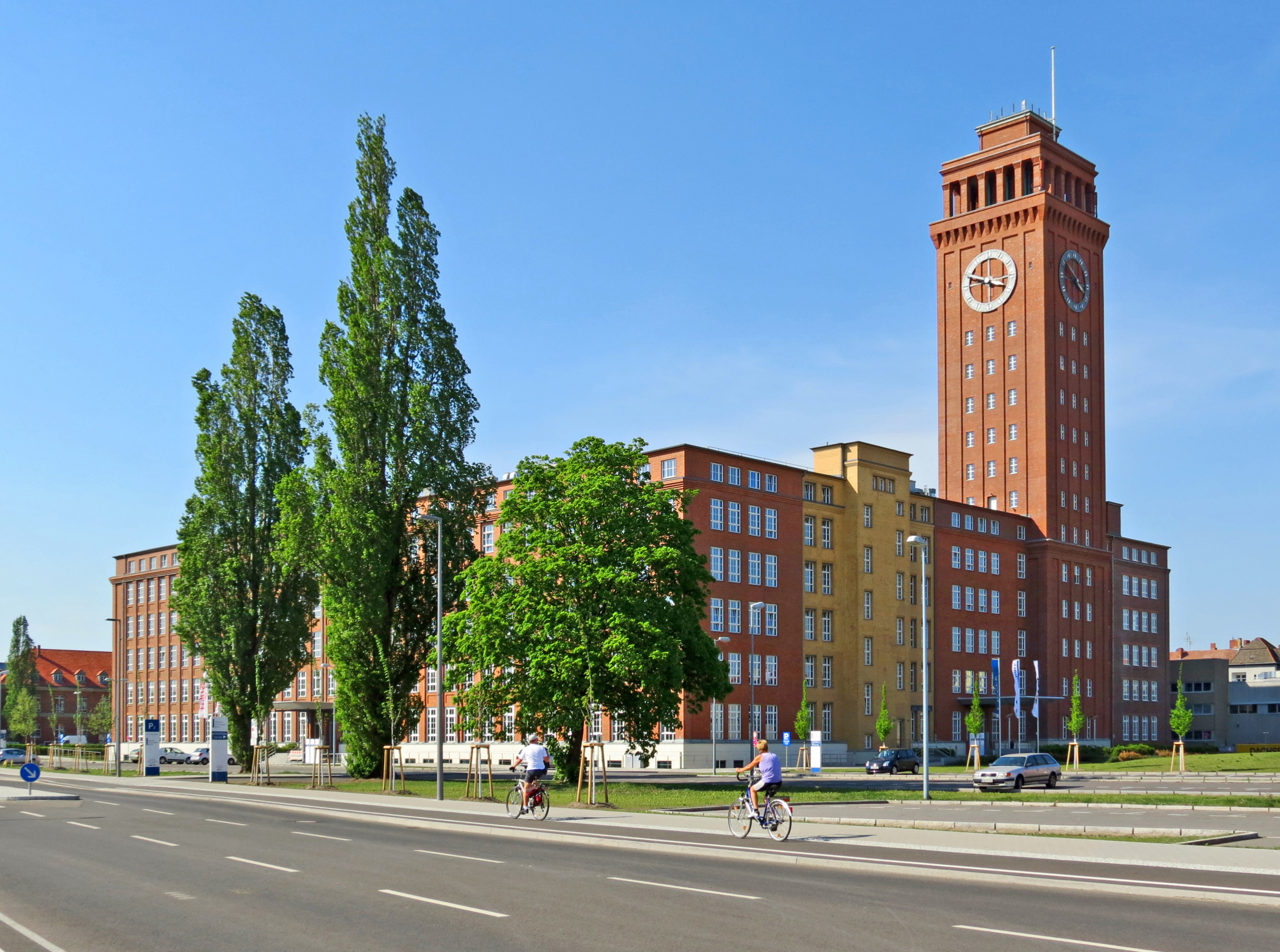
ポツダム広場シーメンス

2021年のベルリンの都市GDPは2180億ユーロであり、欧州連合界第5位である。
この町はかつて製造業や金融の中心地として繁栄していたが、冷戦期における東西ベルリン分断によって、東西ベルリンはそれぞれ東ドイツと西ドイツの経済に組み入れられることとなる。東ベルリンは、東ドイツの商業、工業、金融、輸送の中心となり、シュプレー川の重要な内港としての機能を擁し、運河によってバルト海とも結ばれた。一方、第二次世界大戦で破壊された西ベルリンの経済は、ソ連が1948年から1949年に実行したベルリン封鎖によって再び打撃を被った。しかし1950年代に入ってからは、アメリカによるマーシャル・プランの経済援助のおかげでベルリンは復興を始める。高速道路や鉄道、運河、空路で西ドイツと結ばれた。1989年のベルリンの壁崩壊によって、東西ベルリンは再び一つの町となる。経済統合は公式には1990年7月に開始し、特に東ベルリンの経済はかつての国有企業が民営化されるなど大きな変動を経験することとなった。

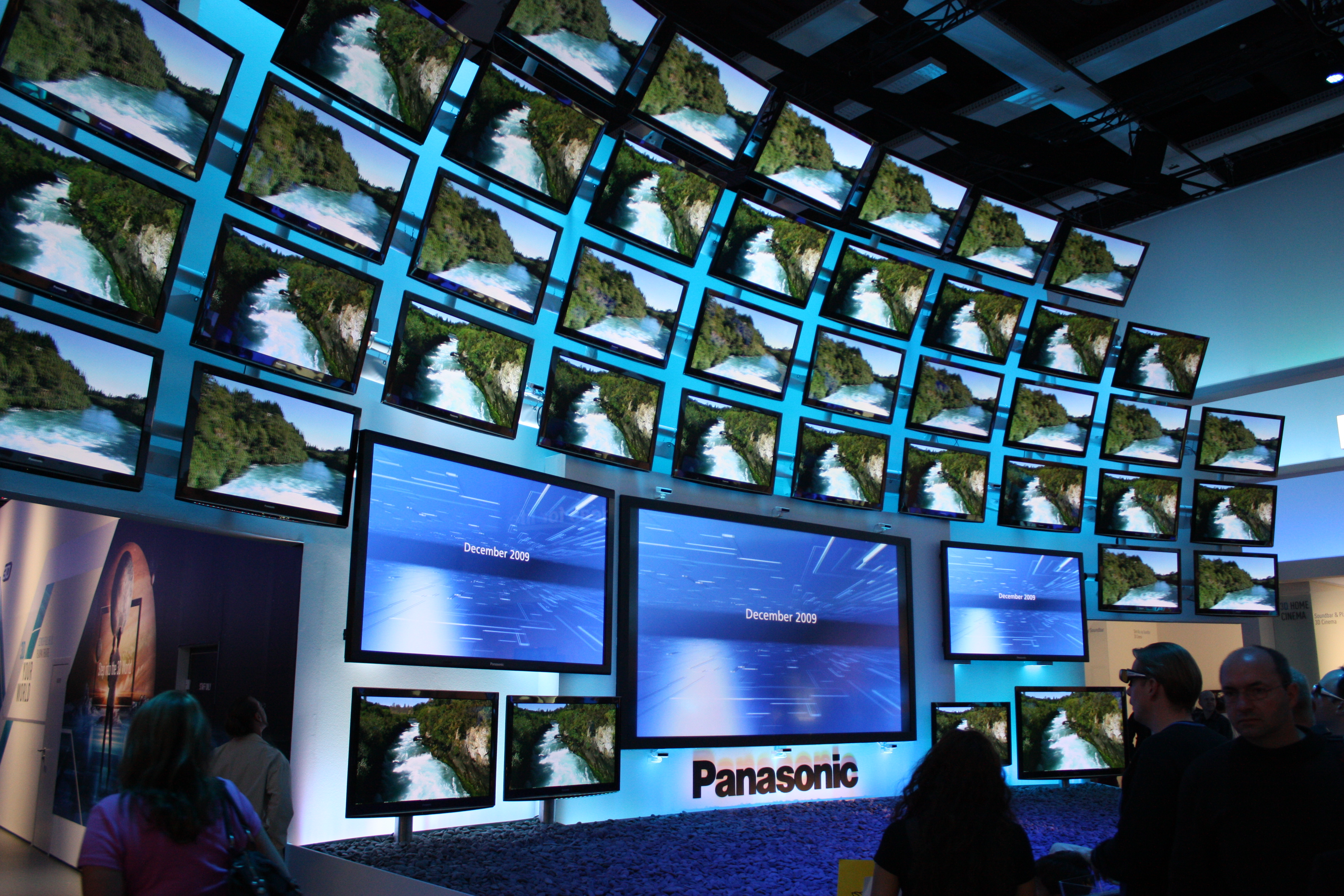
国際コンシューマ・エレクトロニクス展

ベルリンの経済に占める第三次産業の割合は83%である。失業率は2018年現在7.9%でドイツ平均の5.0%に比べると高い数値であるが、ここ25年間では最低である、環境改善事業、輸送工学、医用工学がある。サイエンス・ビジネスパークがアードラースホーフ地区にあり、世界では15番目に大きなテクノロジーパークである。研究開発部門はベルリンの都市経済において重要で、欧州連合の中ではベルリン＝ブランデンブルク地域はトップ3の革新的な地域にランクされている。

### 企業
シーメンスはフォーチュン・グローバル500やDAXにリストされている企業でミュンヘン以外にベルリンにも本社機能を置いている。株式会社化された国営のドイツ鉄道もベルリンに本社を置いている。多くのドイツ企業や国際的な企業がベルリンにビジネスやサービスの中心を置いている。ベルリンには20の大きな雇用主となる大企業があり、代表的なものにはドイツ鉄道 (DB)、医療サービスのシャリテー、ベルリン市内の公共交通を担うベルリン市交通局 (BVG)、様々なサービスを提供するドゥスマンやピーペンブロック・サービス、ダイムラー、BMWのオートバイ製造部門であるBMW Motorradがある。バイエル・シエーリング・ファーマやベルリン化学など主要な製薬会社もベルリンに本社を置いている。

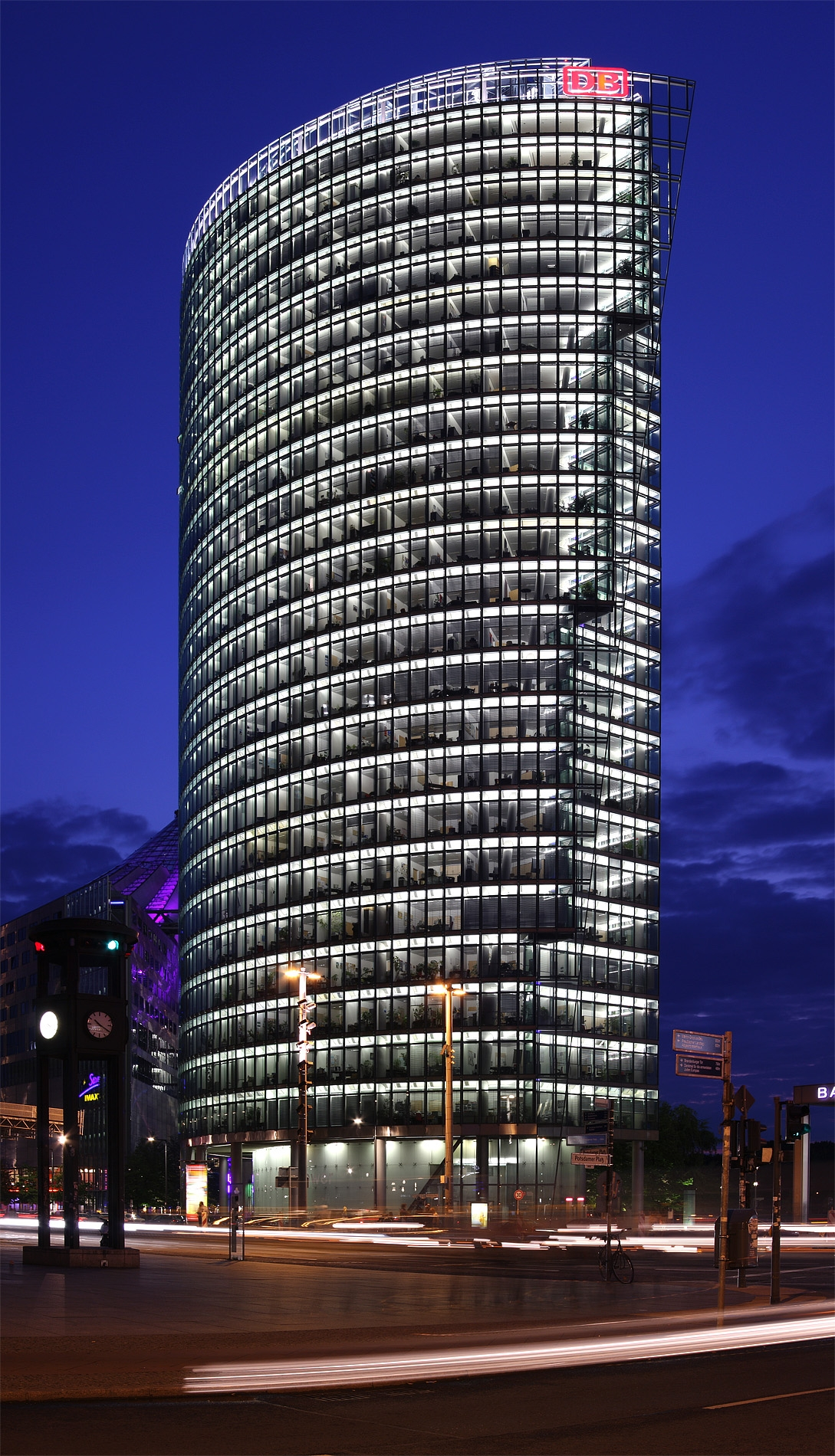
ポツダム広場にあるドイツ鉄道本社

| 順位 | 企業                     | 本社                               | 従業員数 ベルリン市内 | 従業員数 合計 |
| ---- | ------------------------ | ---------------------------------- | --------------------- | ------------- |
| 1.   | ドイツ鉄道(DB）          | ベルリン                           | 18,543                | 276,310       |
| 2.   | シーメンス               | ベルリン/ミュンヘン                | 13,066                | 405,000       |
| 3.   | ベルリン市交通局（BVG）  | ベルリン                           | 10,597                | 10,597        |
| 4.   | ヴィヴァンテス           | ベルリン                           | 10,104                | 10,104        |
| 5.   | シャリテ                 | ベルリン                           | 9,887                 | 9,887         |
| 6.   | ドイツテレコム           | ボン                               | 7,500                 | 247,000       |
| 7.   | ドイツポスト・DHL        | ボン                               | 6,500                 | 470,000       |
| 8.   | ベルリン州立銀行         | ベルリン                           | 6,430                 | 6,430         |
| 9.   | カイザース・テンゲルマン | ミュールハイム・アン・デア・ルール | 6,226                 | 18,350        |
| 10.  | ダイムラー               | シュトゥットガルト                 | 6,000                 | 260,100       |

### 観光・コンベンション
2017年現在、ベルリンには約800の宿泊施設に約14万3000床を備えている。同年、年間約1300万人の観光客が訪れ、延べ宿泊数は約3120万泊に達した。

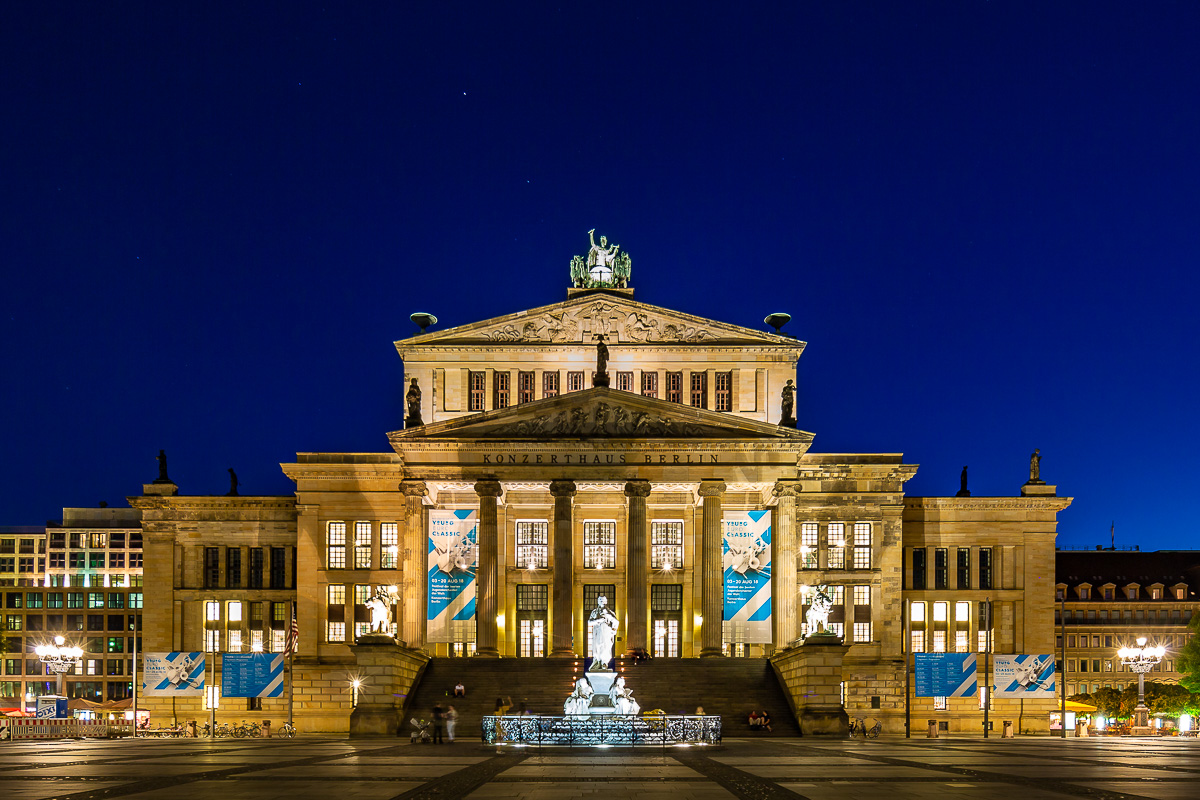
観光地ジャンダルメンマルクトのパノラマ
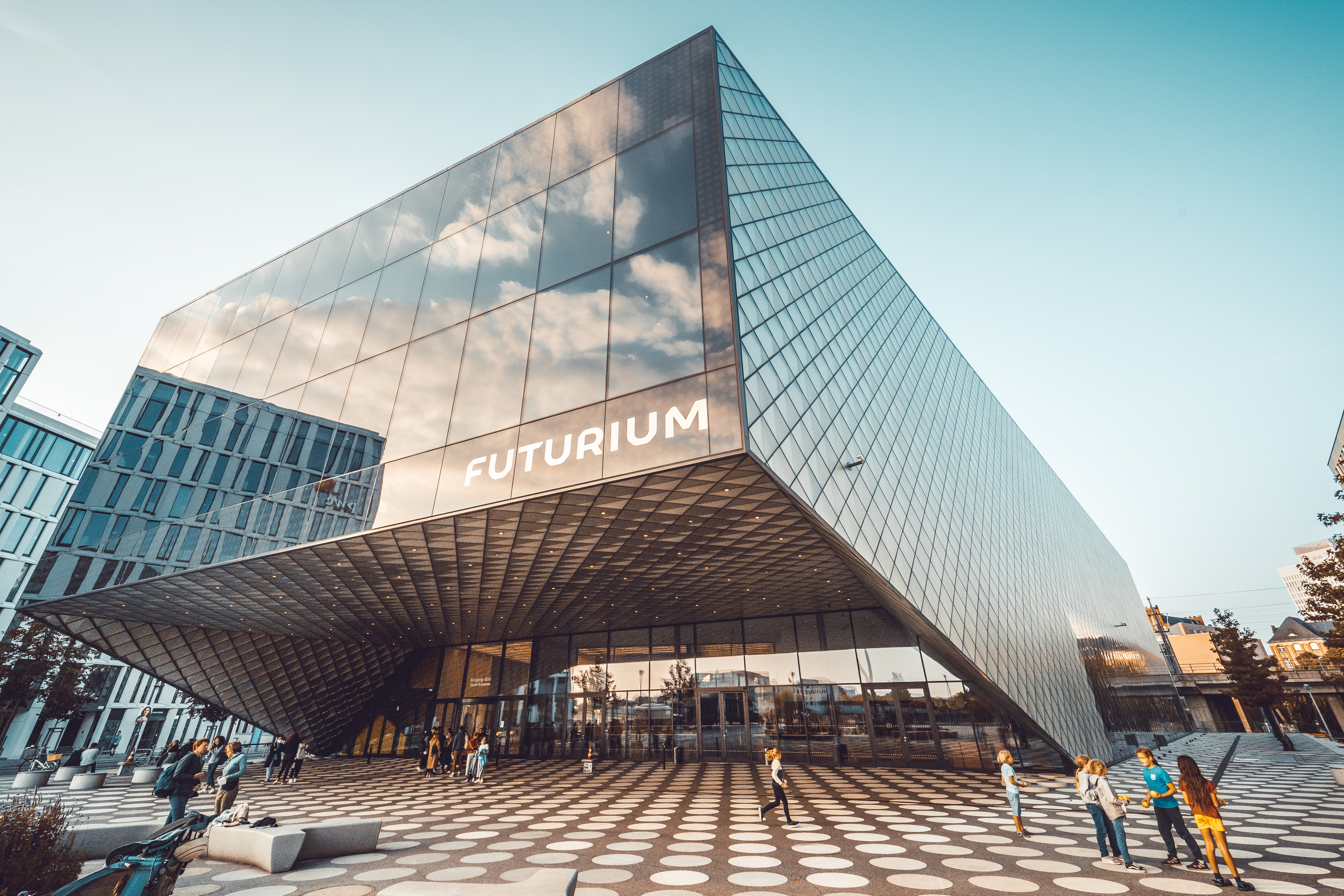
Futurium
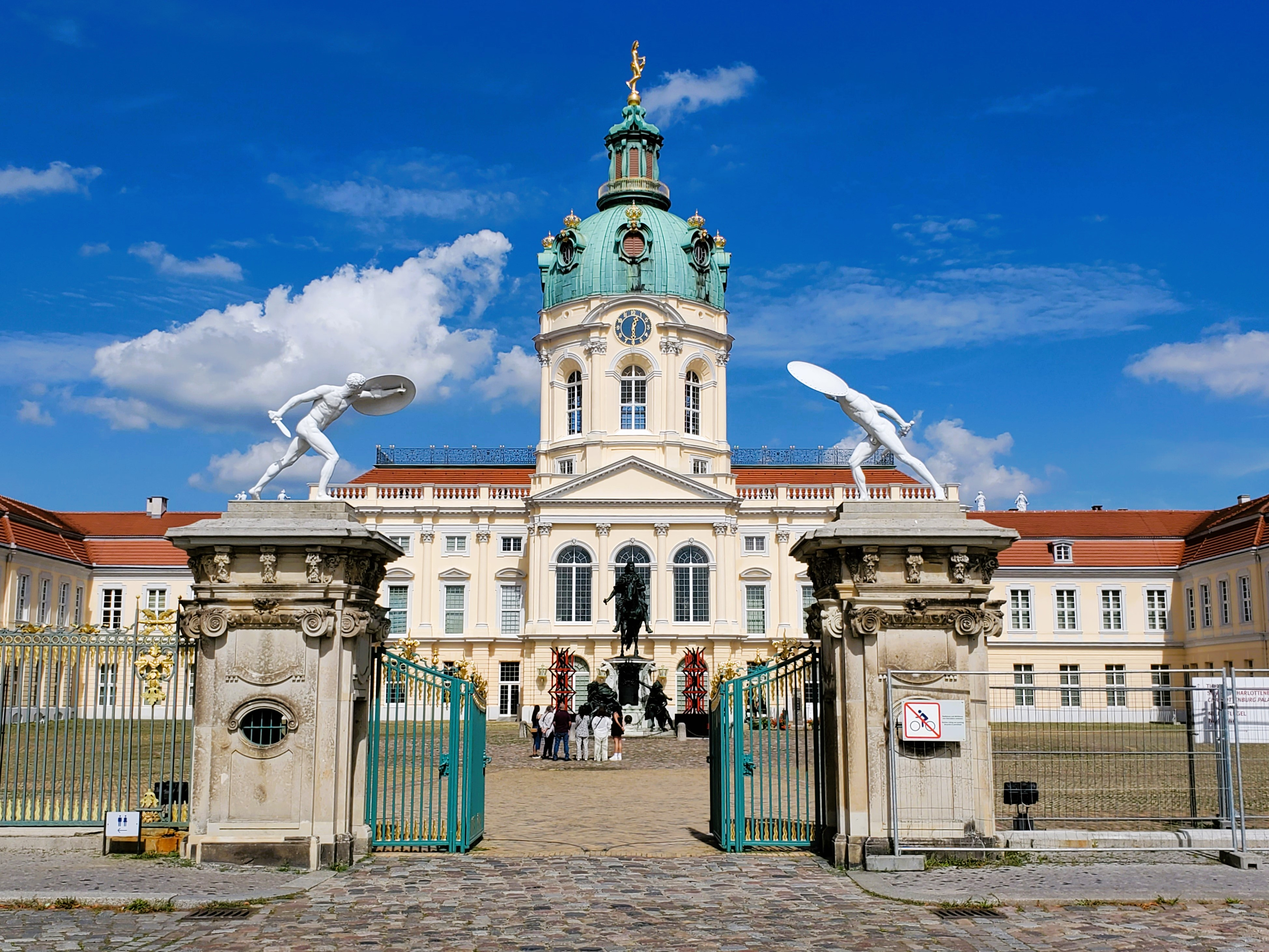
シャルロッテンブルク宮殿
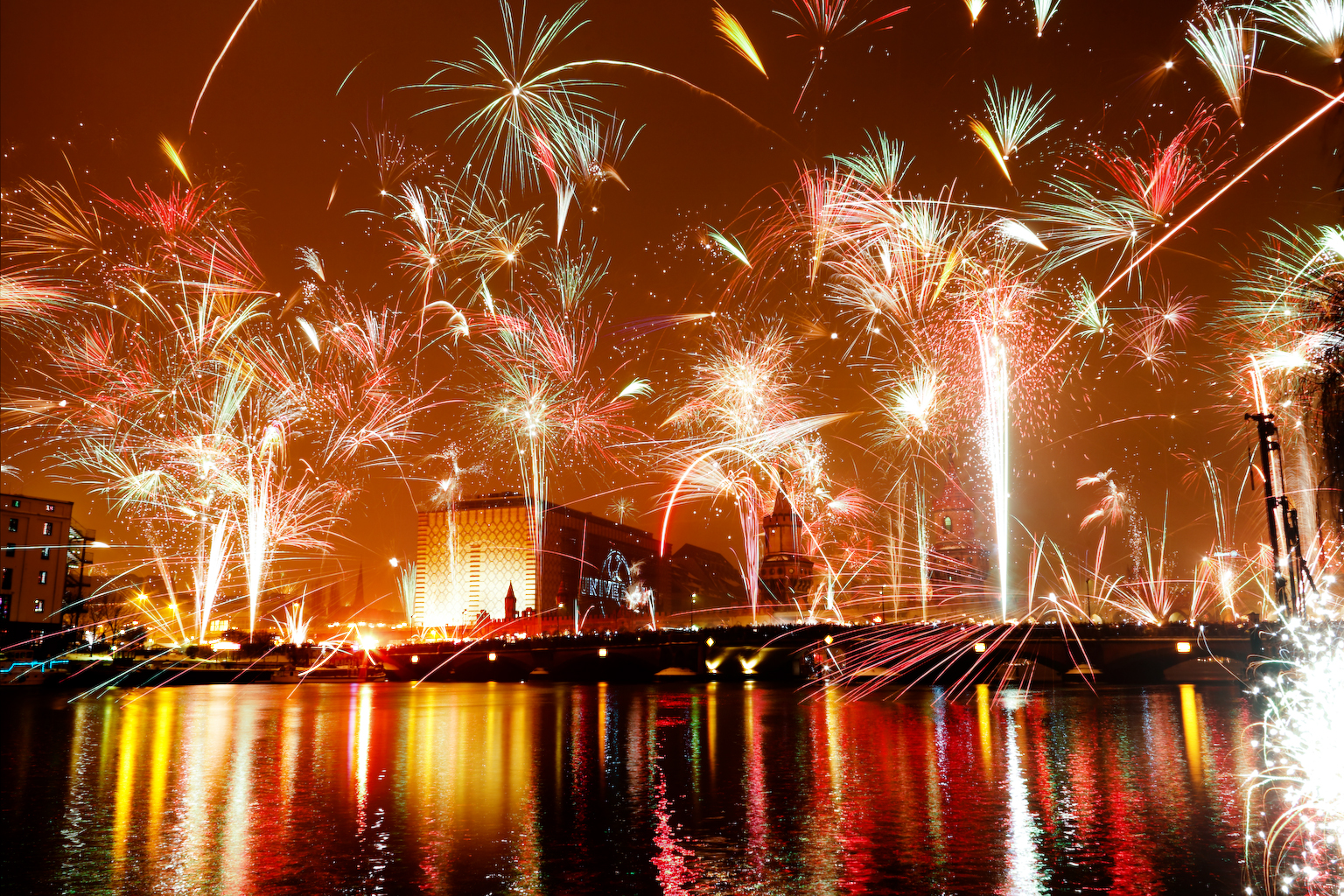
新年

ベルリンは世界有数のコンベンション都市でもあり、欧州でも大きなコンベンションセンターとしてメッセ・ベルリンがある 。そこではオーディオ・ビジュアルや家電関連の国際コンシューマ・エレクトロニクス展（IFA）や園芸関連のベルリン国際グリーンウィーク、世界最大の国際鉄道技術見本市イノトランス、国際的な旅行の見本市であるベルリン国際観光フェア（ITB）など、各種見本市が開催され、多くのビジネス客が訪れる。

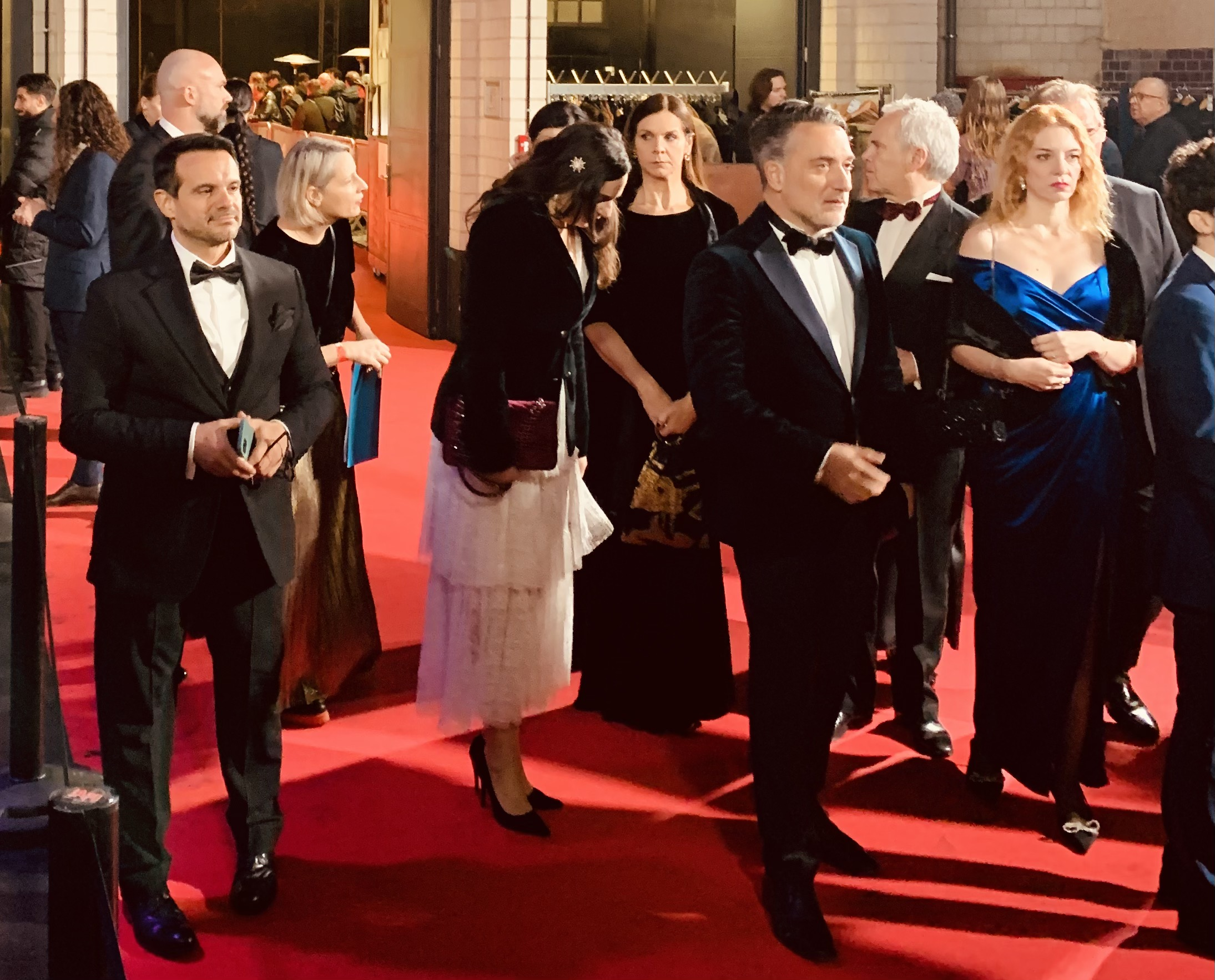
ヨーロッパ映画賞

### 創造産業
音楽やエンターテイメントと言った創造産業はベルリンの経済にとり重要でかなり大きな部分を占めている。音楽や映画、広告、建築、ファッション、舞台芸術、研究開発、ソフトウェア産業 、テレビ、ラジオ、テレビゲームなどは創造産業に含まれる。22,600の企業が創造産業に関わり、これらは中小企業が占めており合計186億ユーロの収益がある。ベルリンの創造産業は2005年のベルリンの市域内総生産の20%に寄与している。
ヨーロッパ映画賞 は、ヨーロッパ映画に与えられる映画賞である。1988年に設立された。ヨーロピアン・フィルム・アカデミーにより優秀なヨーロッパ映画・ヨーロッパを拠点とする俳優が表彰される。

## 交通

### 道路・鉄道・公共交通

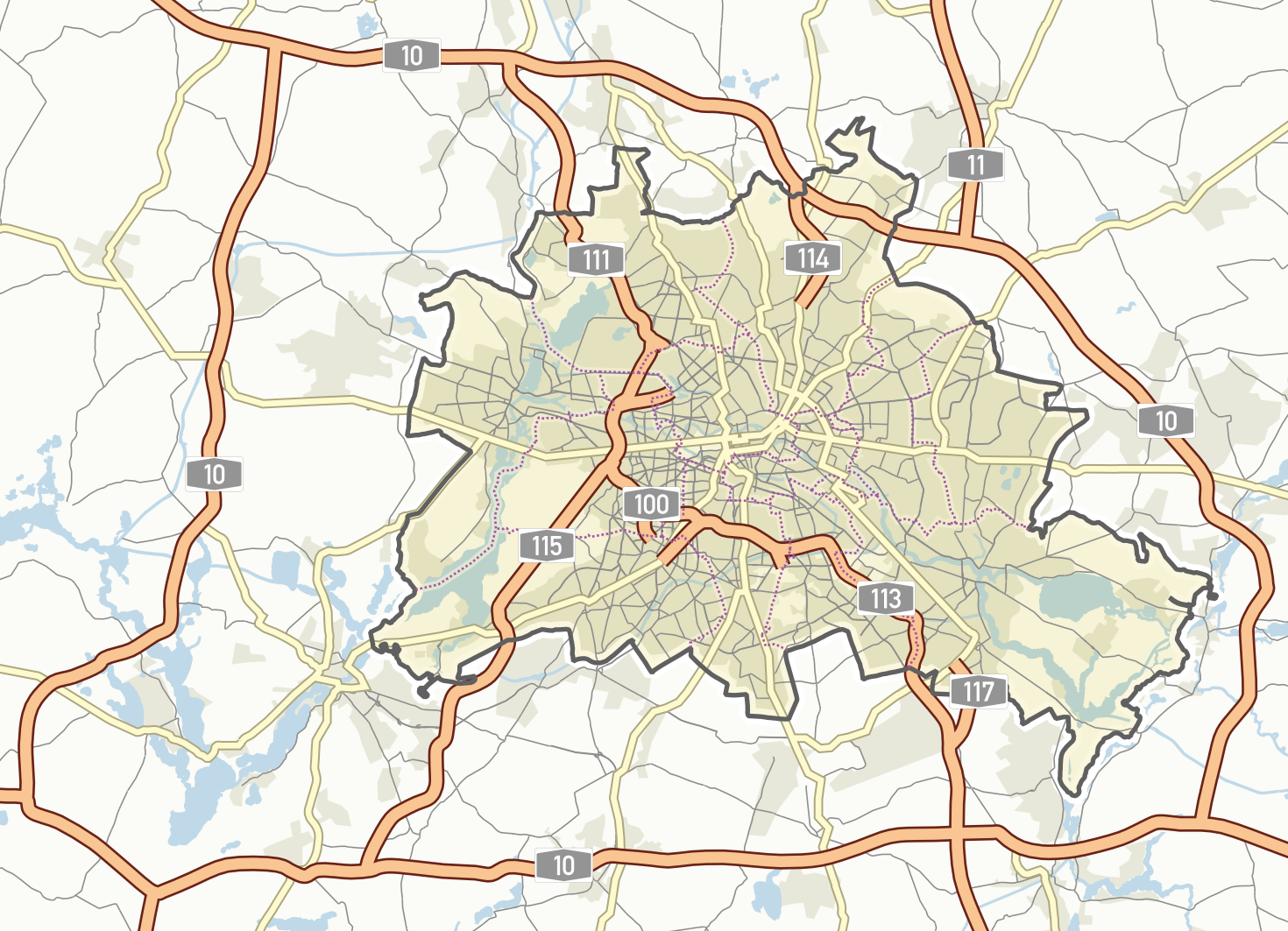
ベルリンの道路網

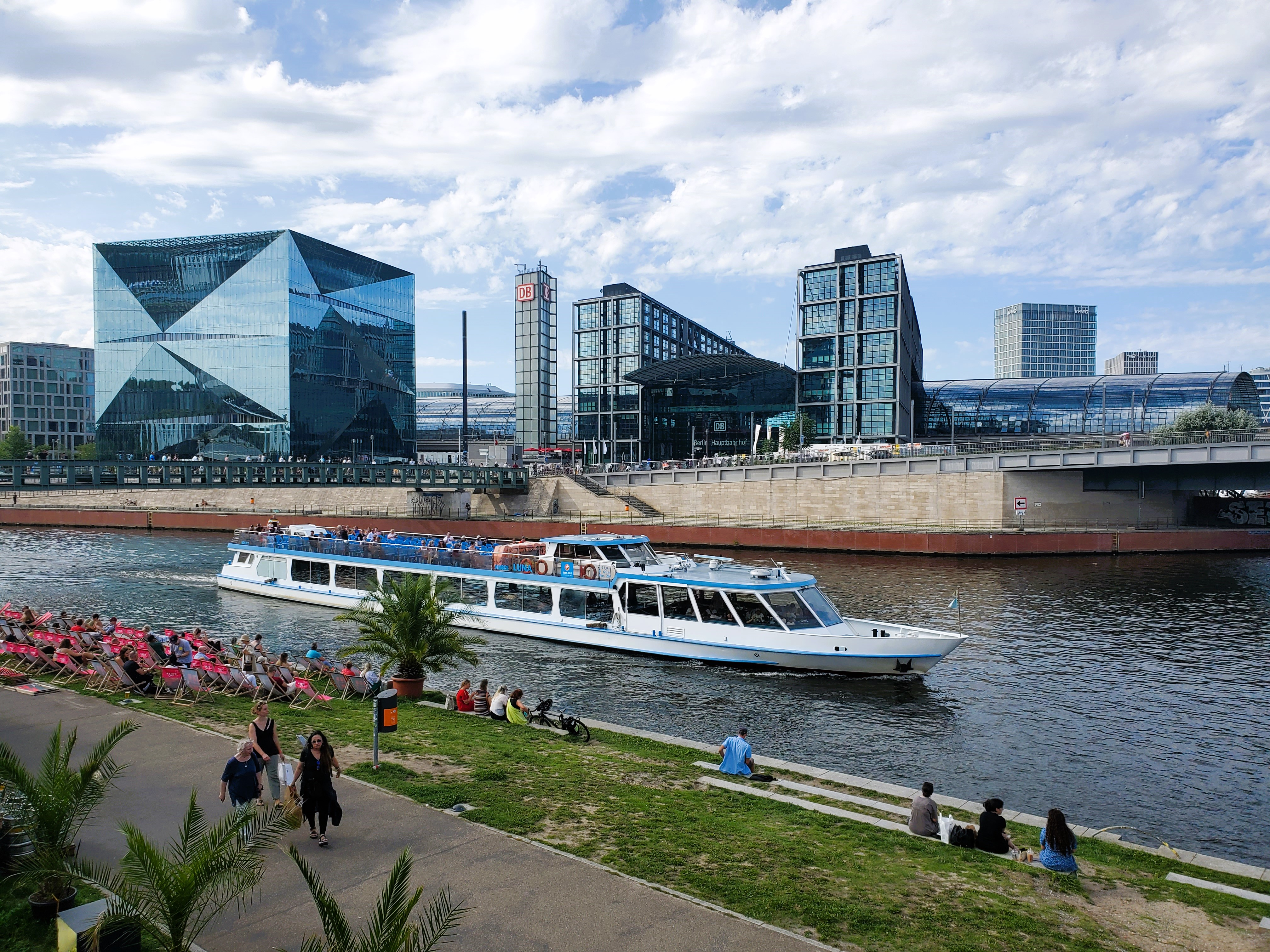
2006年に開業したベルリン中央駅

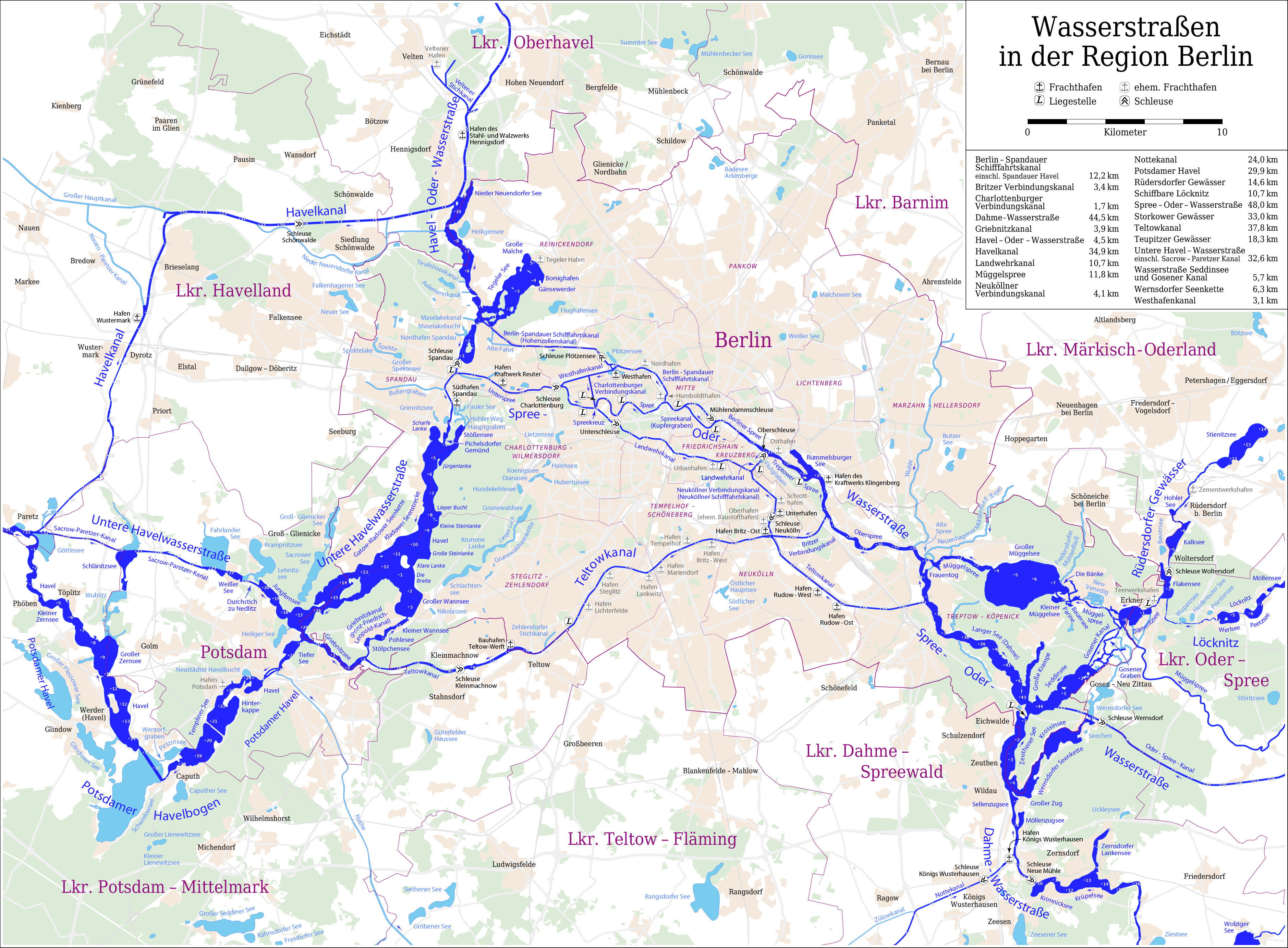
ベルリンの水路網

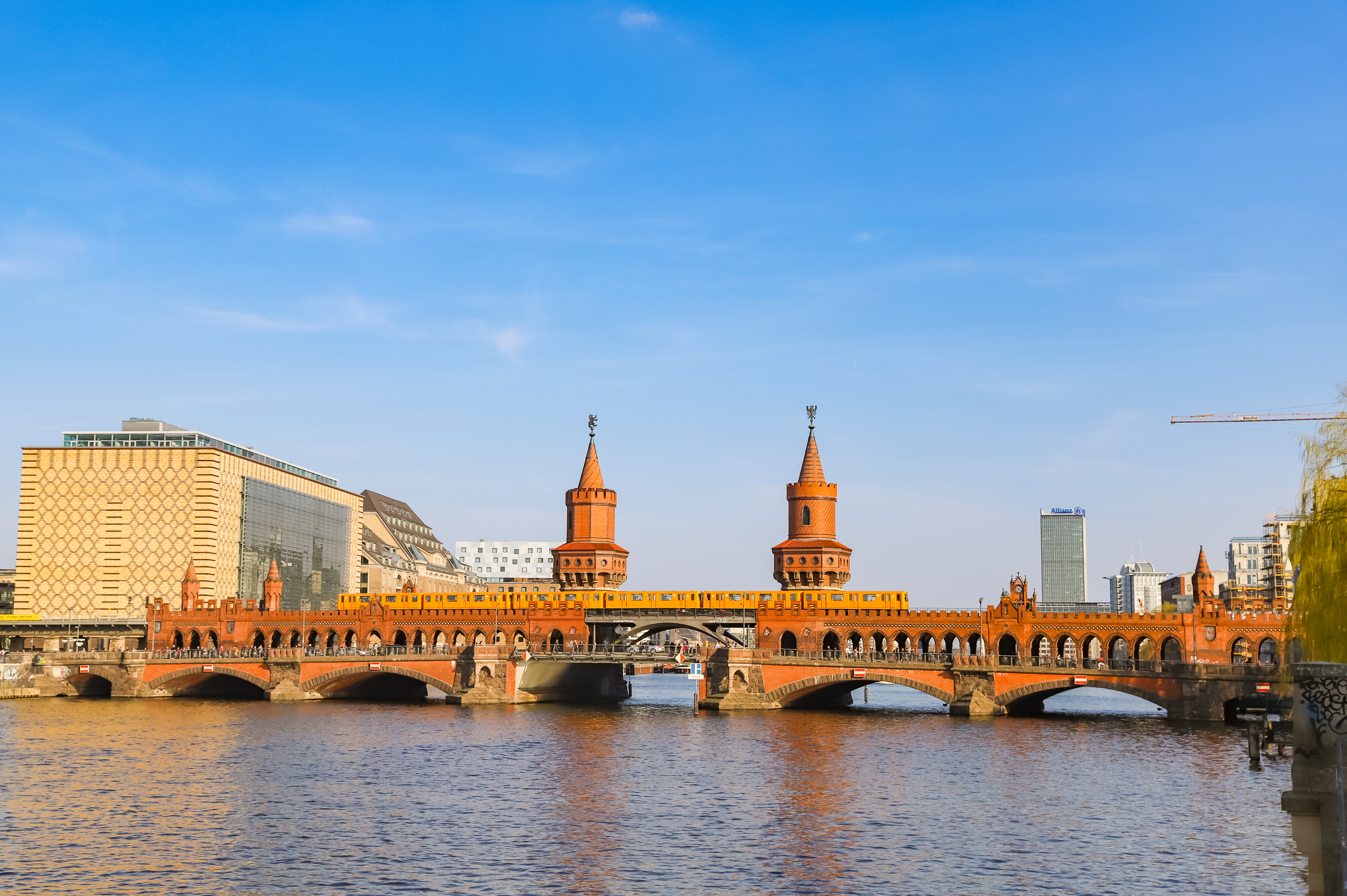
オーバーバウム橋

ベルリンの交通インフラは非常に複雑で多様であり、都市内を移動しやすくしている。英国拠点のメディア「タイムアウト」の調査によれば、公共交通機関への地元住民らの満足度において、ベルリンが97％のランキング1位であった（2位は96％のプラハ、3位が94％の東京）。ベルリンは、交通網が広がった地下鉄で移動が簡単、近郊鉄道や路線バスを含め、快適、安全、定時運行が称賛の的となっている。
ベルリン市内には979の橋と197 kmの市街地の水路網があり、5,334 km (3,314 mi)の道路網が市内に張り巡らされている。アウトバーンは73 km (45 mi) をカバーしている。2006年には141万6000台の自動車がベルリンでは登録されている。自動車の普及率は2008年には1,000人当たり358台で、ドイツ平均の1,000人当り570台に比べると低く、欧州の他の大都市に比べると低い普及率である。
鉄道の長距離路線はベルリンからドイツ国内の主要都市や他の欧州の近隣国に路線を広げている。地域輸送では近隣のブランデンブルク州やバルト海方面へ路線が広がっている。ベルリン中央駅は2006年に開業し欧州では最大の立体交差型の鉄道駅である。ドイツ鉄道 (DB) によってハンブルクやミュンヘン、ケルンなど主要都市とは高速列車ICEやインターシティで結ばれている。また、東西急行やベルリン-ワルシャワエクスプレスなどの国際列車（EC）によりモスクワやパリ、ワルシャワ、ウィーン、アムステルダムとも結ばれる。スイス方面へもICEや夜行のÖBB Nightjetで結ばれている。ベルリン市交通局(BVG) とドイツ鉄道が複数の高密度都市交通システムを管理している。
| 交通機関 | 駅/ 路線/ 路線距離               | 年間旅客数  | 運営者/ 備考                                                                            |
| -------- | -------------------------------- | ----------- | --------------------------------------------------------------------------------------- |
| S-Bahn   | 166 / 15 / 331 km (206 mi)       | 3億7600万人 | DB/ ベルリン市内や周辺部を結ぶ近郊路線。これ以外にREの路線がある。                      |
| U-Bahn   | 173 / 10 / 147 km (91 mi)        | 4億5700万人 | ベルリン市交通局/ベルリンの地下鉄路線。週末は24時間運行。                               |
| トラム   | 398 / 22 / 192 km (119 mi)       | 1億7100万人 | BVG/ 主な運行路線はベルリン東部地区。                                                   |
| バス     | 2627 / 147 / 1,626 km (1,010 mi) | 4億700万人  | BVG/ ベルリン市内全ての地区で運行。46の夜間路線がある。                                 |
| フェリー | 6系統                            |             | BVG/ 市内すべての公共交通機関は運輸連合が組まれているため、同種のチケットで利用が可能。 |

### 空港

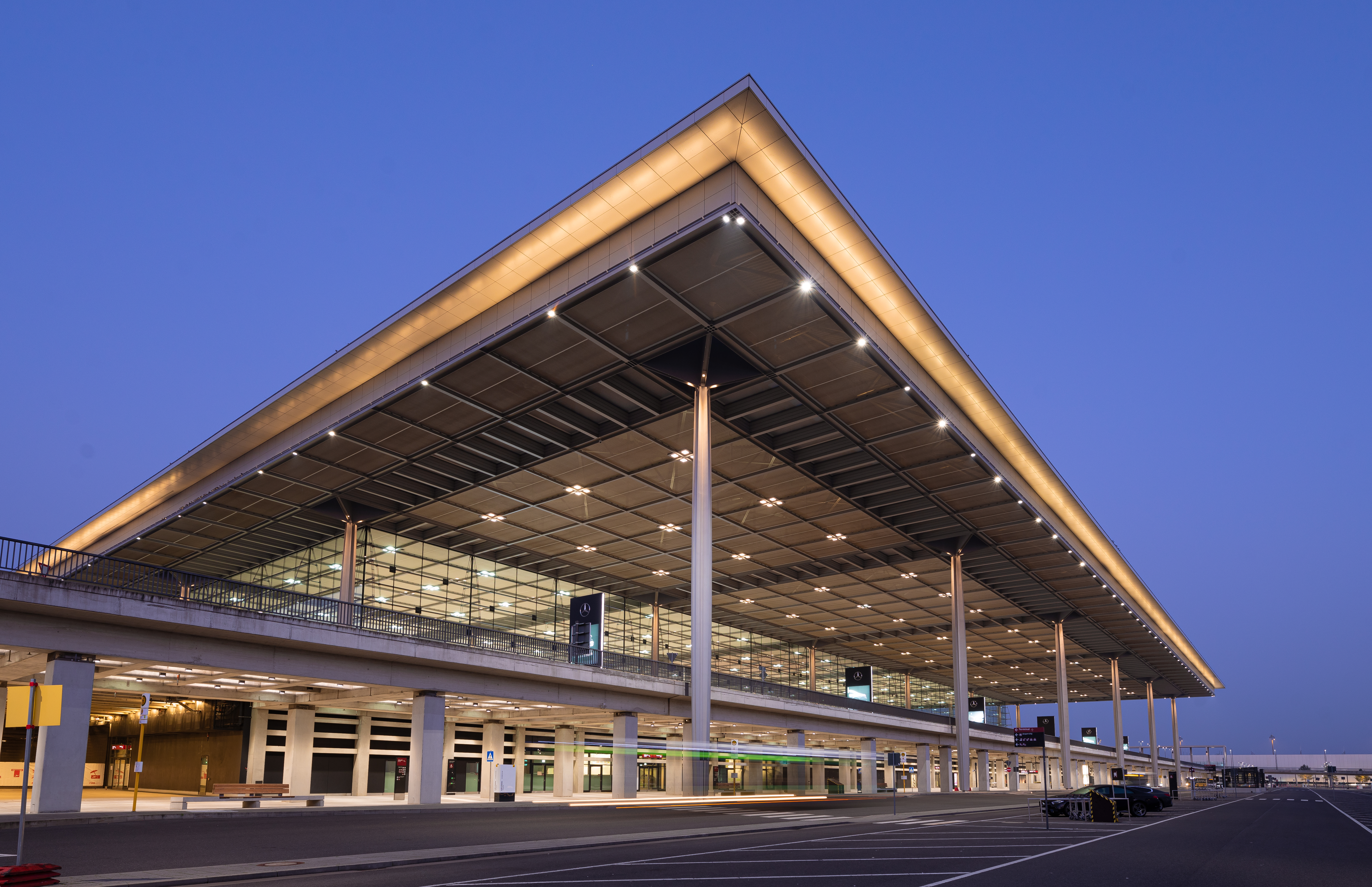
ベルリン・ブランデンブルク国際空港

かつては西ベルリンにベルリン・テンペルホーフ空港(2008年廃港)とベルリン・テーゲル空港(2020年廃港)が、東ベルリンにベルリン・シェーネフェルト空港(2020年廃港)があったが、2020年10月31日に開港したベルリン・ブランデンブルク国際空港に統合された。2006年に建設開始され、当初の完成予定の2011年から9年遅れて2020年10月31日に開港した。空港にはベルリンSバーン(S9,S45)、インターシティ(IC17)、レギオナルエクスプレス(RE7,FEX)、レギオナルバーン(RB14,RB22)が乗り入れており、ベルリン中央駅やベルリン動物園駅等のベルリン各地、ドレスデン等のドイツ各地まで直通で行くことができる。
- ベルリン・ブランデンブルク国際空港 (BER)

### 自転車
ベルリンには良く整備された自転車専用レーンのシステムがある。ベルリンの自転車の普及状況は1000人当たり710台で、2009年には1日当り50万人の人たちが自転車を利用し全交通に占める割合は13%に達する。自転車利用者は620 km (390 mi)の自転車道を利用することができ、150 km (93 mi) は義務的な自転車道、190 km (120 mi)はオフロードの自転車道、70 km (43 mi)はバスレーンと共用で自転車にも開放された道路、100 km (62 mi)は歩道と共用、50 km (31 mi)は歩道にマークされた自転車道である。

## インフラ

### エネルギー

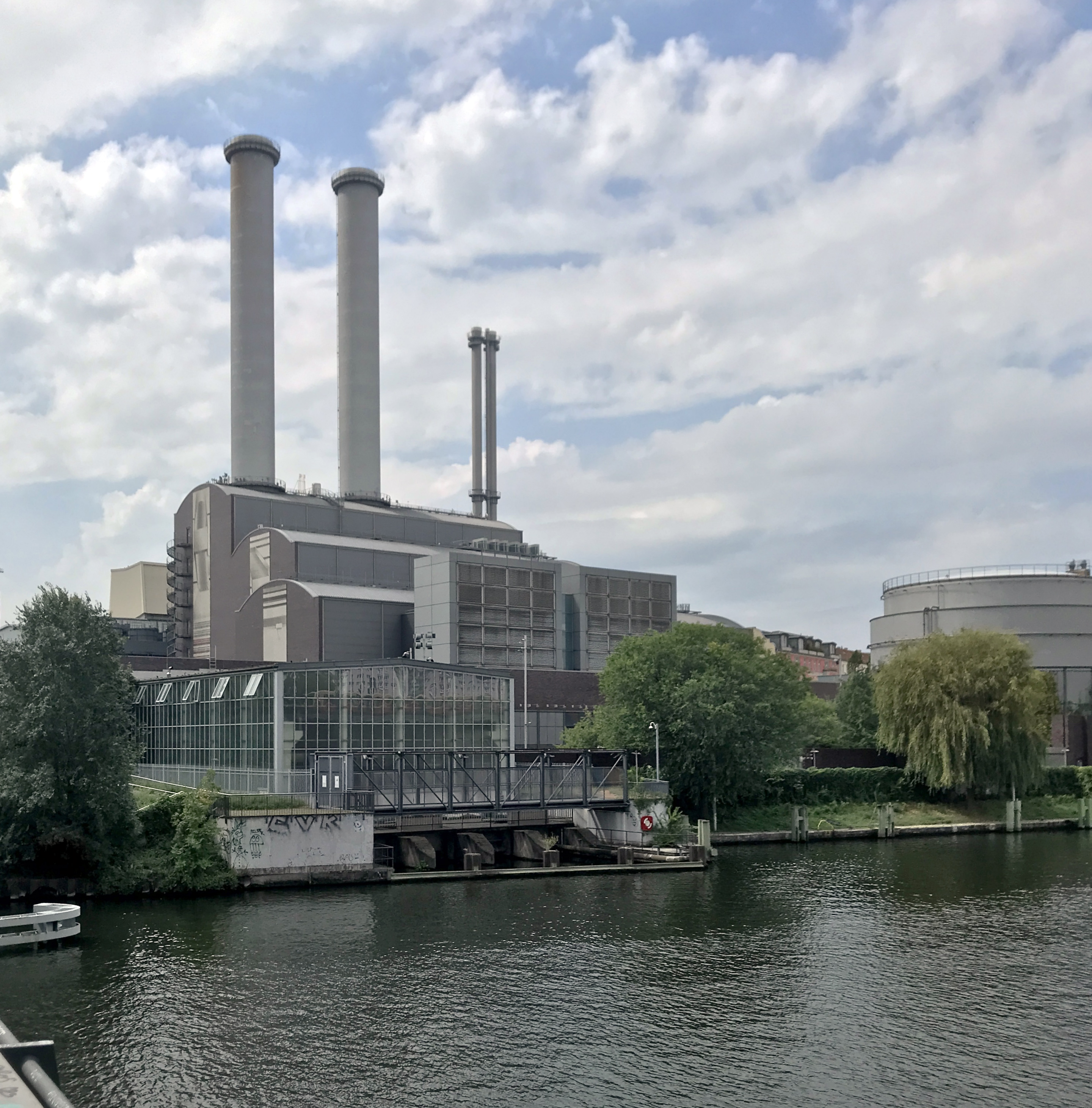
Heizkraftwerk Mitte

ベルリンのエネルギーインフラの供給者は主にスウェーデンのバッテンフォールが担っており、発電源には他の発電事業に比べて褐炭に大きく依存している。褐炭に依存することは有害な物質を発生させることになるため、バッテンフォールではクリーンな再生可能エネルギーへの転換を表明している。以前の西ベルリンの電力は火力発電所により供給されていた。1980年代にピーク時に緩和するために蓄電池がいくつかの発電所に導入されている。静止インバーターが送電網と接続され電力の使用が少ない時間帯には蓄えられ、電力の使用が多い時には開放される。1951年以来、周辺地域と接続が断たれていた送電網は1993年に接続され元の状態に戻されている。西ベルリン地区の全ての送電は地下化され、380 kVと110 kVの高圧線だけがロイター変電所から市街地のアウトバーンに敷かれ、その区間は地上を通っている。ベルリンの380 kV高圧線は西ベルリンの送電線として造られ、東ベルリンや西ドイツとは接続されていなかった。自動車製造大手のダイムラーと 電力会社のRWE AGは共同でベルリンにおいて"E-Mobility Berlin"と呼ばれる電気自動車と充電スタンドのテストプロジェクトを始める。

### 医療

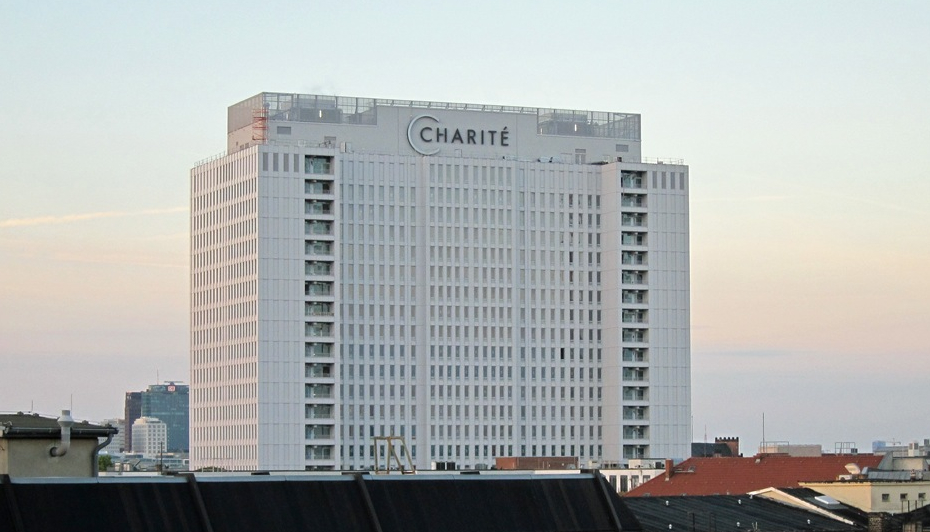
シャリテ

ベルリンは医療技術や医学の技術革新に関しては豊かな経験を有している。近代医学はベルリンの科学者から大きな影響を受けている。ルドルフ・ルートヴィヒ・カール・フィルヒョウは細胞病理学の基礎を築いた人物で、ロベルト・コッホは炭疽菌やコレラ、結核のワクチンを開発した人物で「近代細菌学の開祖」と呼ばれている。シャリテー（フンボルト大学医学部）の複合病院施設は欧州では最大の大学病院で起源は1710年に遡る。シャリテは4箇所に分かれており、3,300床に14,000人の医療スタッフと8,000人の学生、60を超える手術室を完備し、年間10億ユーロを超える収益を上げている。ベルリン自由大学とフンボルト大学には共同の機関があり、幅広い専門的な医療センターを成している。ベルリンにはこれ以外にも良く知られた移植センターであるドイツ心臓センターや分子医療の機関であるマックス・デルブリュック・センター、シーメンスなど多くの研究機関がある。

## 統計
2019年12月31日現在のベルリン市の登録人口は3,669,491人を数え、市域面積は891.82 km2 (344.33 sq mi)で、人口密度は4,114人/km2であった。2010年3月現在、ベルリンの市域を超えて広がる市街地の都市的地域の人口は370万人、ベルリン＝ブランデンブルク地域の大都市圏は5,370 km2 (2,070 sq mi)の範囲で広がり人口は430万人である。2004年現在、ユーロスタットが統計的に定めている大都市圏域（Larger Urban Zones (LUZ)）では17,385 km2 (6,712 sq mi)の範囲に490万人が居住している。

ベルリンの人口推移 1880–2012.

国内外からベルリンへの移住には長い歴史がある。1685年にフランスでナントの勅令が取り消されるとポツダムの勅令でそれに応え、10年間フランスのユグノー難民に宗教的な自由と免税特権を保証した。1920年に大ベルリン法によって多くの郊外部やベルリン周辺の都市が統合された。これは現代のベルリンの市域のほとんどを構成するものである。大ベルリン法によってベルリン市の面積は66 km2 (25 sq mi)から883 km2 (341 sq mi) に拡大し、人口は190万人から400万人へ増大した。1960年代から1970年代の西ベルリンの積極的な移住、保護の政治は移民の波となった。現在、ベルリンにはトルコ系の人たち (en) は250,000人（クロイツベルク地区、ノイケルン地区、ミッテ区のヴェディング地区など）が居住しており、トルコ国外では最大のトルコ人コミュニティを形成している。1990年代、移民法（ドイツ）によってソビエト連邦の居住者だった民族的ドイツ人たちがドイツに移住出来るようになった。彼らによって今日、最大のロシア語コミュニティが形成されている。
ここ10年来、西ヨーロッパ諸国の人々も増加している。とくに欧州連合域内の若者がベルリンに移民としてやって来ている。2000年代後半からの南欧経済の悪化でギリシャなどからの移民も増加している。それに加え、この20年来、ベルリンではアフリカ系の人たちも増加している。2010年12月現在、人口の13.5%に当たる457,806人は外国籍の人たちである。190ヵ国に由来する。外国人はトルコが104,556人、ポーランドが40,988人、セルビアが19,230人、イタリアが15,842人、ロシアが15,332人、フランスが13,262人、ベトナムが13,199人、アメリカが12,733人、ボスニア・ヘルツェゴビナが10,198人、イギリスが10,191人、クロアチアが10,104人、イスラエルが10,000人である。おおよそ人口の12.2%に当たる394,000人の市民は外国からの移民由来でドイツに帰化したか、ドイツで出生して市民権を得ている。全人口の25-30%は外国由来である。
2010年現在、人口の27%にあたる約90万人は移民を背景としてベルリンに居住している。しかしながら、マイノリティーの分布には大きな違いがある。事実、旧西ベルリンのヴェディング地区やノイケルン地区、ゲズントブルネン地区では移民を背景とするドイツ人や外国籍の人たちで人口の70%を占めるが、旧東ベルリンでは、はるかに低い割合である。移民のコミュニティは非常に多様であるが、中東（トルコやアラブ他）や東ヨーロッパ、少数の東アジアやサハラ以南のアフリカ系、他のヨーロッパ系の人々が、移民の中で大きなグループを形成している。約7万人のアフリカ系ドイツ人がベルリンに居住している。さらに25を超える固有でないコミュニティと国籍の1万人近くの人たちが暮らし、その中にはトルコ、ポーランド、ロシア、レバノン、パレスティナ、ボスニア・ヘルツェゴビナ、ベトナム、アメリカ、ルーマニア、中国、オーストリア、ガーナ、ウクライナ、フランス、イギリス、イスラエル、タイ、イラン、エジプト、シリアなど多くの国が含まれる。
2015年以降、シリア内戦の激化とアフガニスタン情勢の混乱によりシリアとアフガニスタンから多数の難民がベルリンに辿り着き、2022年からはロシアのウクライナ侵攻の影響で多くののウクライナ人難民がベルリンに在住している。
| 移民を背景としないドイツ人                             | 移民を背景としないドイツ人                                                                           | 71% (2,450,000) |
| 移民背景を持つ ドイツ人 (ドイツ国籍を持たない人も含む) | 計                                                                                                   | 29% (1,000,000) |
| 移民背景を持つ ドイツ人 (ドイツ国籍を持たない人も含む) | ムスリム/中東由来 (トルコ, アラブ連盟, イラン etc.)                                                  | 9% (300,000)    |
| 移民背景を持つ ドイツ人 (ドイツ国籍を持たない人も含む) | ドイツ以外のヨーロッパ由来 (ロシア, ポーランド, イギリス, ギリシャ, セルビア, スペイン, フランス 他) | 11% (380,000)   |
| 移民背景を持つ ドイツ人 (ドイツ国籍を持たない人も含む) | その他 (東アジア, アフリカ系ドイツ人, アメリカ, イスラエル, サハラ以南のアフリカ, ラテンアメリカ 他) | 9% (300,000)    |

子供やティーンエイジャーの移民を素地とする人口の割合は50%である。ノイケルンでは80%近くに達する。
これに加えて10万人から25万人の不法移民がいる。
ルーマニアやブルガリアが欧州連合に加盟するとロマの人々の流入が起こっている。地元の社会福祉事務所は彼らや他の移民をドイツ語や職業訓練によって溶け込ませようとしている。ベルリンで広く話されている外国語にはトルコ語、ロシア語、アラビア語、ポーランド語、クルド語、ベトナム語、英語、セルビア語、クロアチア語、ギリシャ語、他にアジアの諸言語である。大きな中東やユーゴスラビアであった地域からの移民によるコミュニティがあることからトルコ語やアラビア語、セルビア語、クロアチア語はベルリンの西側でよく聞くことが出来る。これに対して、ベトナム語やロシア語、ポーランド語の母語話者はベルリン東部により多く居住している。

### 宗教
| ベルリンの宗教人口の割合 - 2010 | ベルリンの宗教人口の割合 - 2010 | ベルリンの宗教人口の割合 - 2010 | ベルリンの宗教人口の割合 - 2010 | ベルリンの宗教人口の割合 - 2010 |
| ------------------------------- | ------------------------------- | ------------------------------- | ------------------------------- | ------------------------------- |
| 宗教                            |                                 |                                 | 割合                            |                                 |
| 無宗教                          | 無宗教                          |                                 | 60.0%                           | 60.0%                           |
| プロテスタント                  | プロテスタント                  |                                 | 18.7%                           | 18.7%                           |
| カトリック教会                  | カトリック教会                  |                                 | 9.1%                            | 9.1%                            |
| ムスリム                        | ムスリム                        |                                 | 8.1%                            | 8.1%                            |
| 他のキリスト教                  | 他のキリスト教                  |                                 | 2.7%                            | 2.7%                            |
| 他の宗教                        | 他の宗教                        |                                 | 1.0%                            | 1.0%                            |

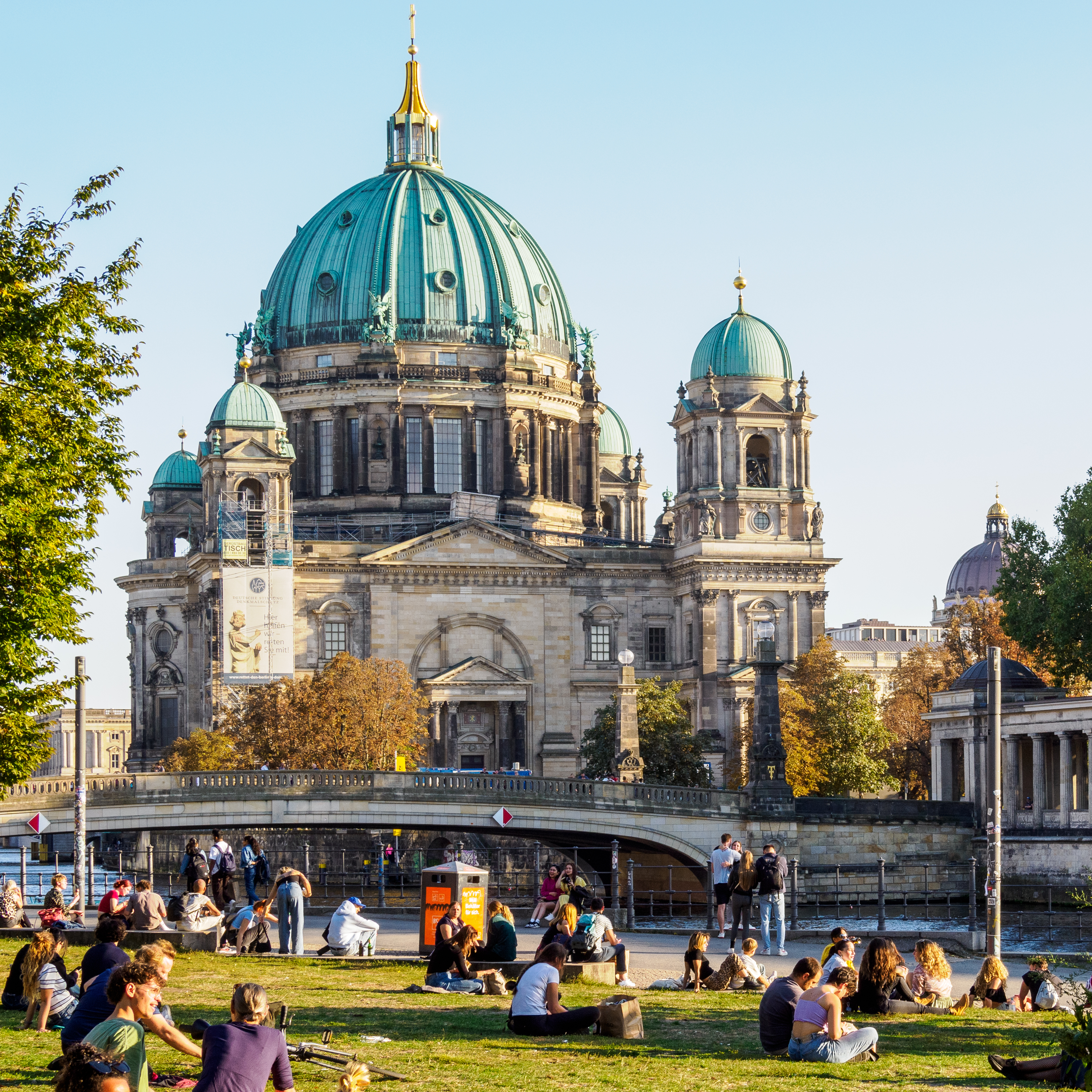
ベルリン大聖堂

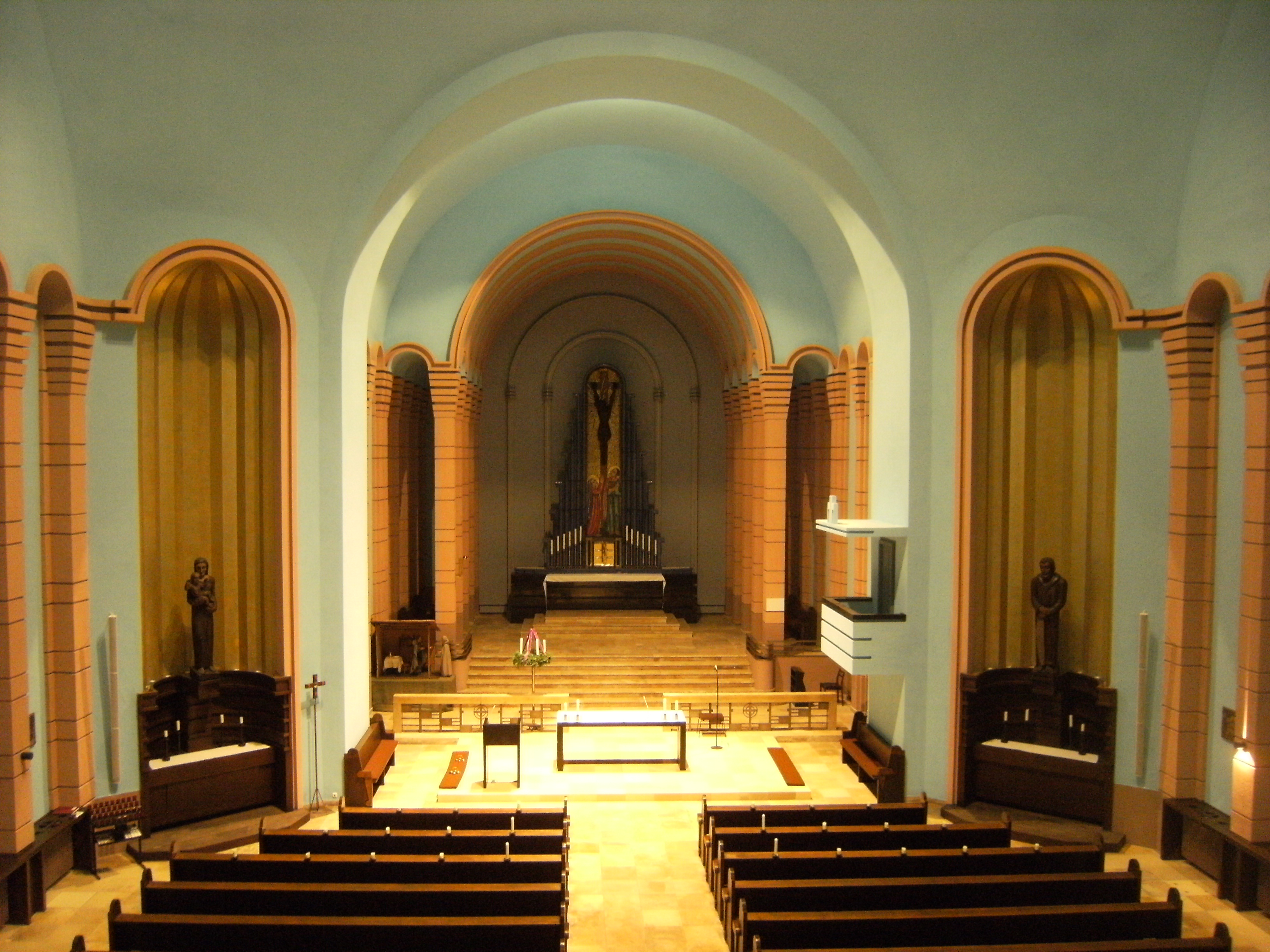
St. Augustinus

60%以上のベルリンの住民は宗教を登録しておらず、ベルリンは「欧州の無神論者の首都」と表現されている。
2010年現在、福音主義州教会であるEKBO（合同教会）の大部分はルター派で構成され、若干の改革派教会信徒を含む。EKBOはドイツ福音主義教会(EKD)と福音主義合同教会のメンバーである。プロテスタントがベルリンの人口に占める割合は18.7%で、カトリック教会は9.1%を占める。人口の2.7%はプロテスタントやカトリック以外のキリスト教を信仰し、そのほとんどは正教会で、イスラム教は8.1%を占めている。0.9%のベルリンの住民は他の宗教を信仰している。他の宗教を信仰する人のうち80%（12,000人）はユダヤ教に登録しており、実際にユダヤ教の信仰者は50,000人とみられ現在、旧ソ連からの移民によってその数は増えている。加えてベルリンは世界でも急速にユダヤ人コミュニティが増加している都市で、これはロシアやイスラエル、ユダヤ系のドイツ人 (en) が増加しているためで、彼らの祖先はホロコーストの時代にドイツから追われた。ベルリンにはローマ・カトリック教会のベルリン大司教区が置かれ、EKBOは教会員による選挙によって選ばれた監督の下で運営されている。
さらにベルリンは正教の主教座聖堂の拠点で、聖ボリス・バプティスト大聖堂はブルガリア正教会の西・中央ヨーロッパの拠点で、復活大聖堂はモスクワ総大主教のベルリン教区の拠点である。異なる宗教や宗派の信徒はベルリンに崇拝するための多くの場所を維持している。独立した福音ルーテル教会はベルリンの異なった規模の8の教区を有している。ベルリンには36のバプテスト教会、29の新使徒教会、8の福音自由教会、6の末日聖徒イエス・キリスト教会、他に復古カトリック教会や聖公会がある。ベルリンには他にも76のモスクと11のシナゴーグ、2つの仏教寺院があり、多くのヒューマニズムや無神論者のグループもベルリンにはある。

## 教育・研究機関
ベルリンでは878の学校の13,727のクラスに340,658人の子供たちが学び、56,787人が職業教育を受けている。ベルリンには6年間の初等教育課程があり、初等教育を完了した生徒は中等教育課程でゼクンダールシューレを経て職業訓練を目指すか、ギムナジウムを経て大学を目指すか選択する。ベルリンには特別な二言語教育課程の学校であるオイローパシューレがある。通う学校で子供たちはドイツでも外国語で小学校から始まり高校まで教育を受ける。ベルリンのほぼすべての行政区で9つのヨーロッパの主要な言語を選択出来る学校が29校ある。フランス・ギムナジウム・ベルリンは1689年にユグノーの難民の子供たちの教育のために設立されドイツ語とフランス語の教育が提供された。 ジョン・F・ケネディ学校はバイリンガルのドイツ人、アメリカ人の公立学校でツェーレンドルフ地区にあり。

### 高等教育機関
ベルリン・ブランデンブルク首都圏は欧州連合の中でも高等教育機関や研究施設が集積した地域の一つである。ベルリンには4つの公立大学と5の私立大学および20の工業大学があり、幅広い学科課程が提供されている。200,000人の学生が31の大学やカレッジに2022-2023年には在籍していた。4つの大きな大学だけで約11万人の学生が在籍している。フンボルト大学には35,000人、ベルリン自由大学には35,000人、ベルリン工科大学には35,000人の学生がそれぞれ在籍している。ベルリン芸術大学には4,500人、ベルリン経済法科大学には10,000人の学生が在籍する。
ベルリンには高い密度で研究機関が集り、代表的なものにはフラウンホーファー協会、ゴットフリート・ヴィルヘルム・ライプニッツ学術連合、マックス・プランク研究所などがあり研究機関は単独か緩やかに大学と連携している。65,000人の科学者が研究開発に携わっている。欧州工科大学の知識やイノベーション・コミュティ（将来の情報通信社会や気候変動の緩和や適応など）の中心の一つでもある。様々な大学と提携している図書館に加え、ベルリン国立図書館は主要な研究図書館である。ウンター・デン・リンデンとポツダム通りに国立図書館の主要施設が立地する。ベルリンには108の公立図書館がある。

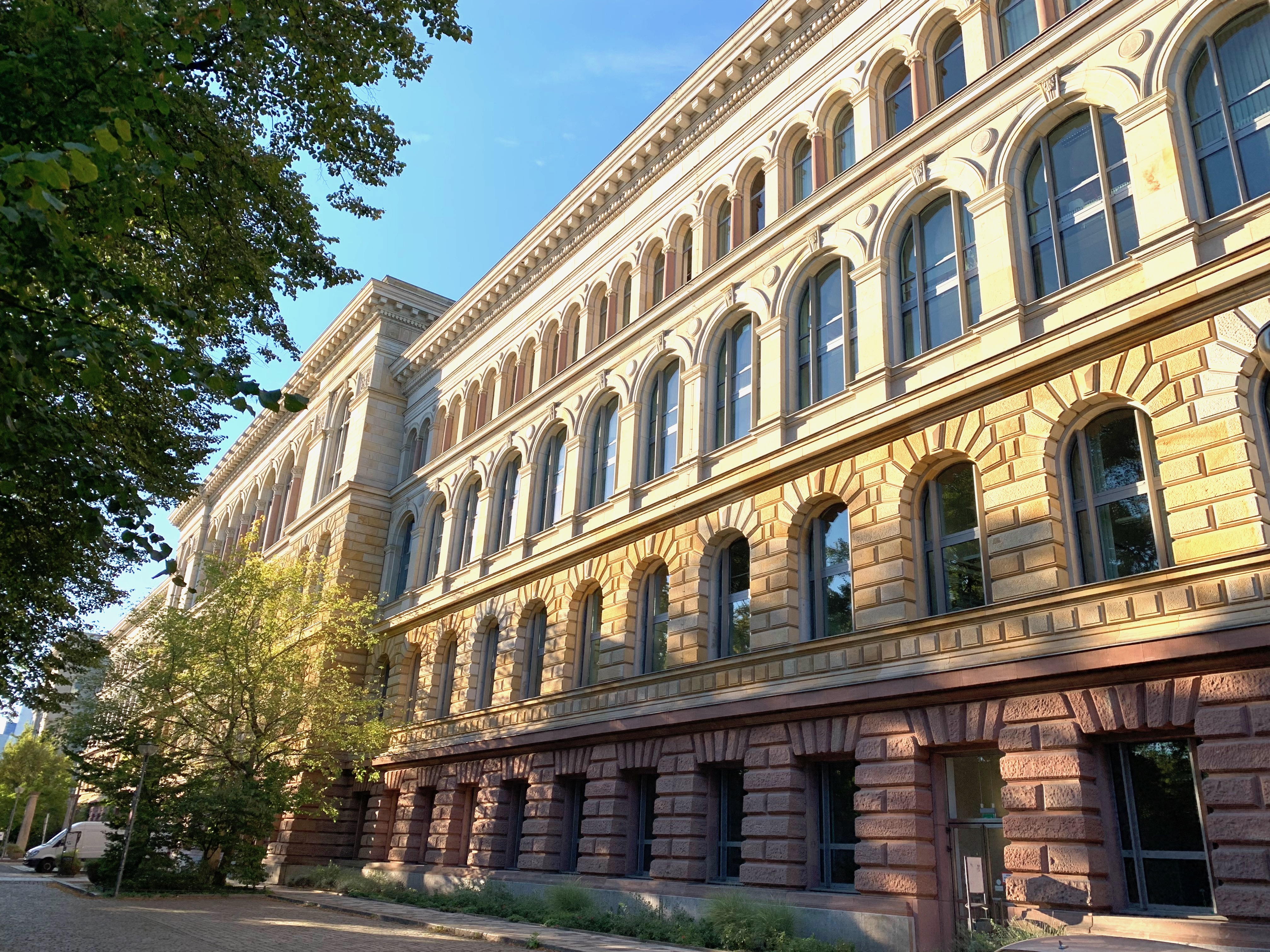
ベルリン工科大学
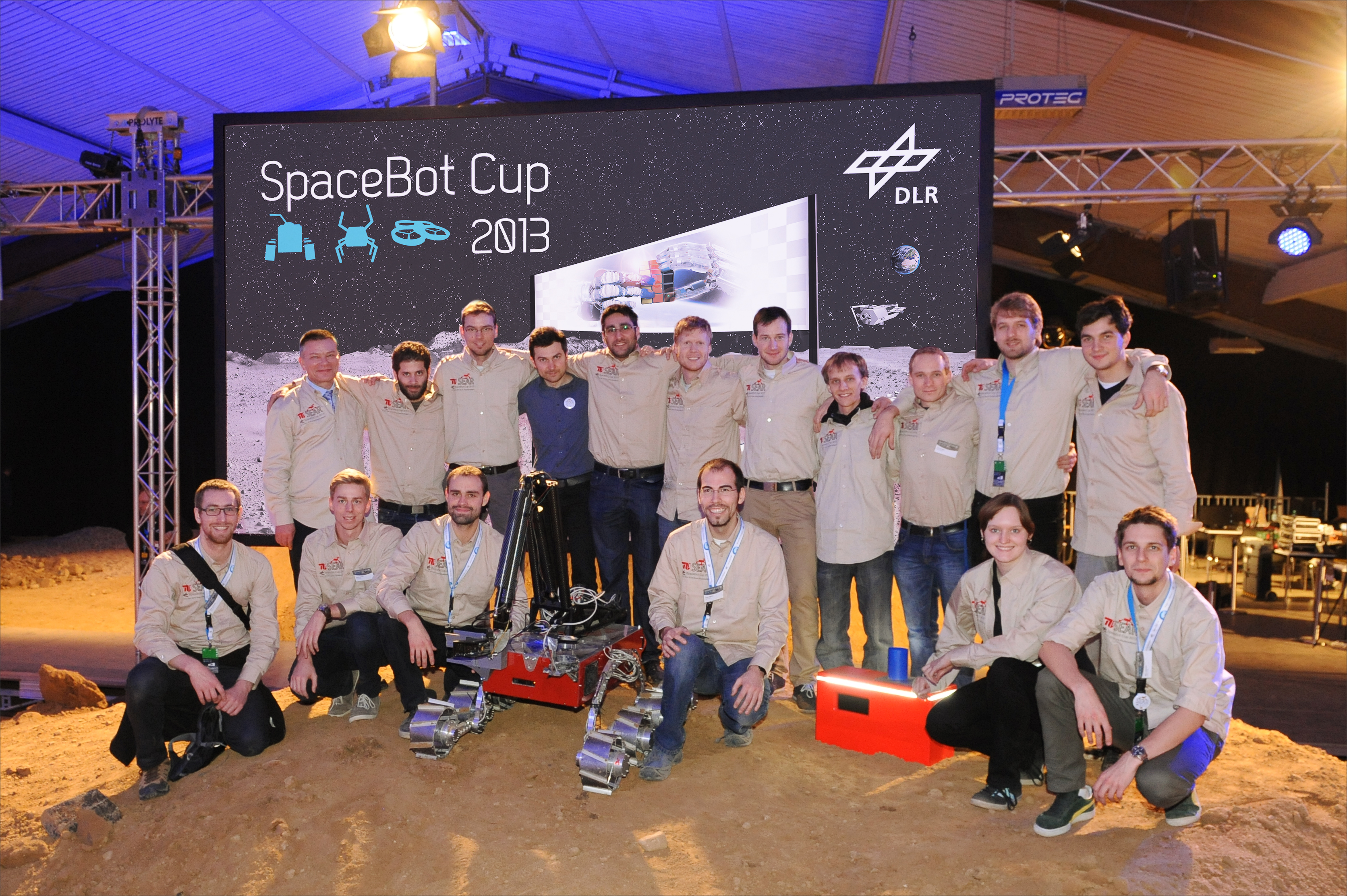
ベルリンの学生たち
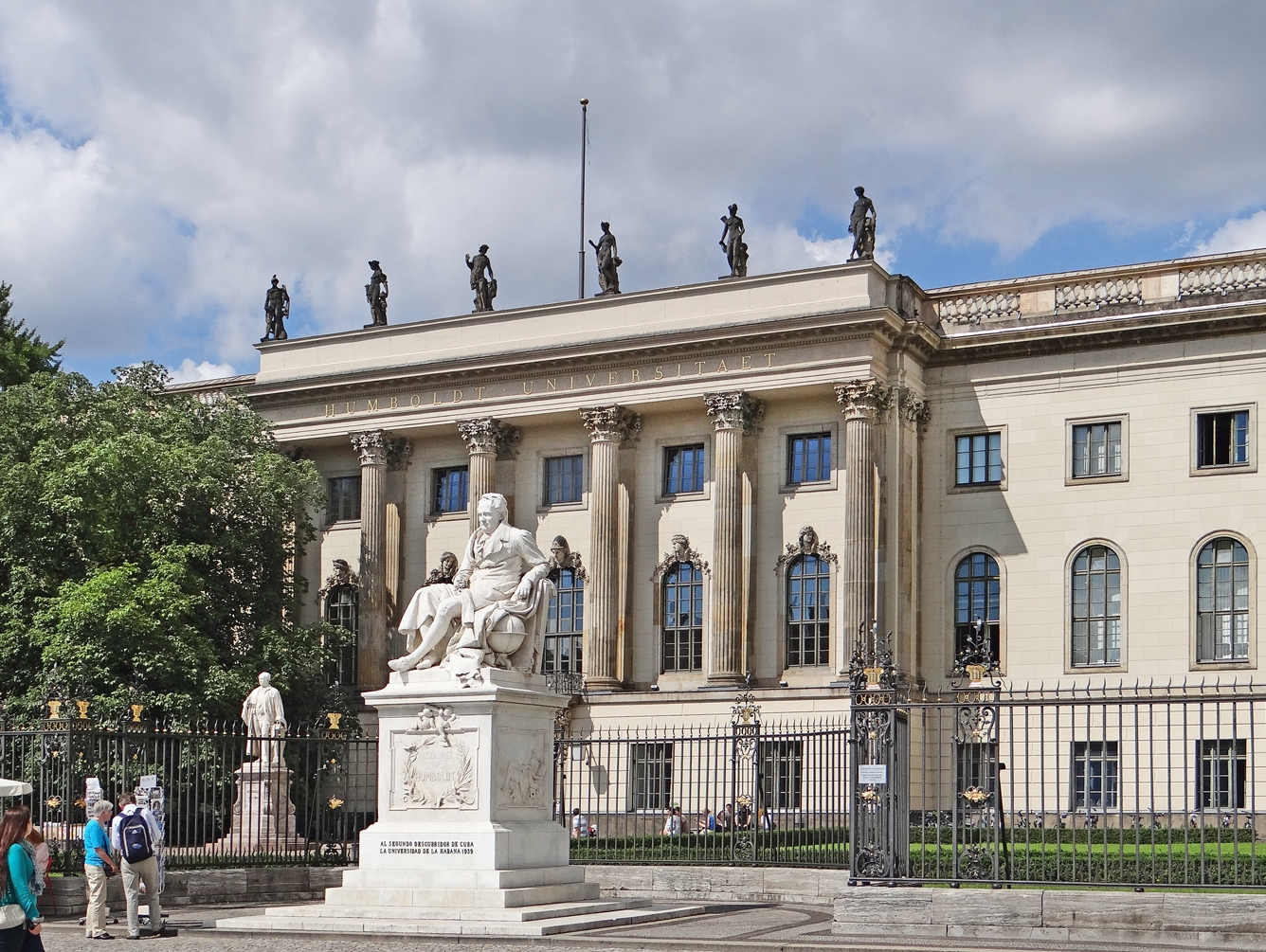
フンボルト大学ベルリン
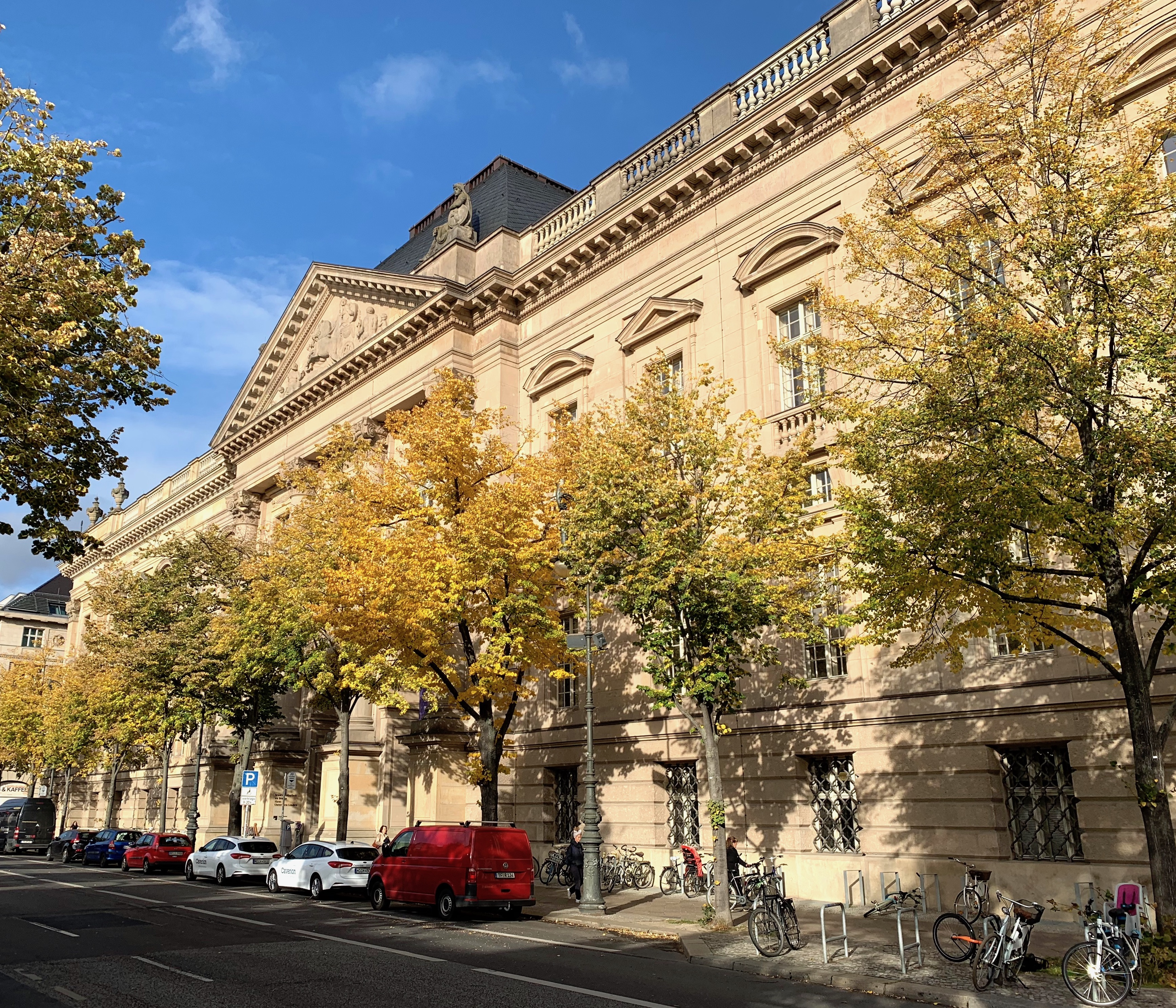
ベルリン国立図書館

## 文化

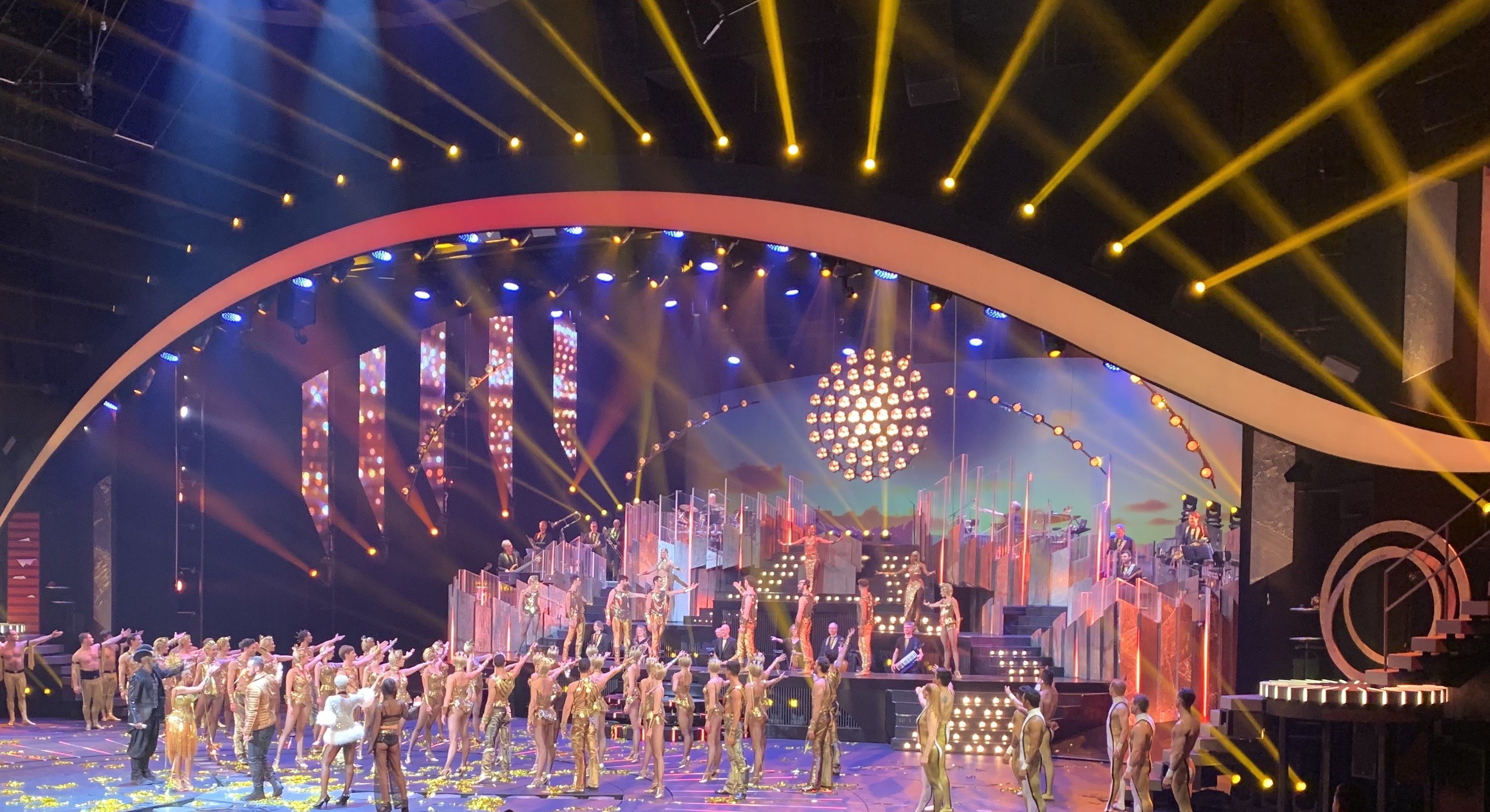
Friedrichstadt-Palast

ベルリンには多くの文化施設があり、その多くは国際的な評価を受けている。多様性や活発さは「ツァイトガイスト・メトロポリス」Zeitgeist Metropolis（時代潮流の中心地）として大都市の中で流行を創り出すイメージに結び付いている。ベルリンにはオーケストラやオペラハウスが世界で類を見ない規模で集積している。またベルリンには非常に多彩なアートシーンがあり、280の美術館がある (2019)。
多くの若者や国際的なアーティストがベルリンの街には居住し、ベルリンは若者や大衆文化の欧州での中心地として確立している。2005年、ベルリンはユネスコのユネスコ創造都市ネットワークに「デザイン」部門で参加している。

### メディア

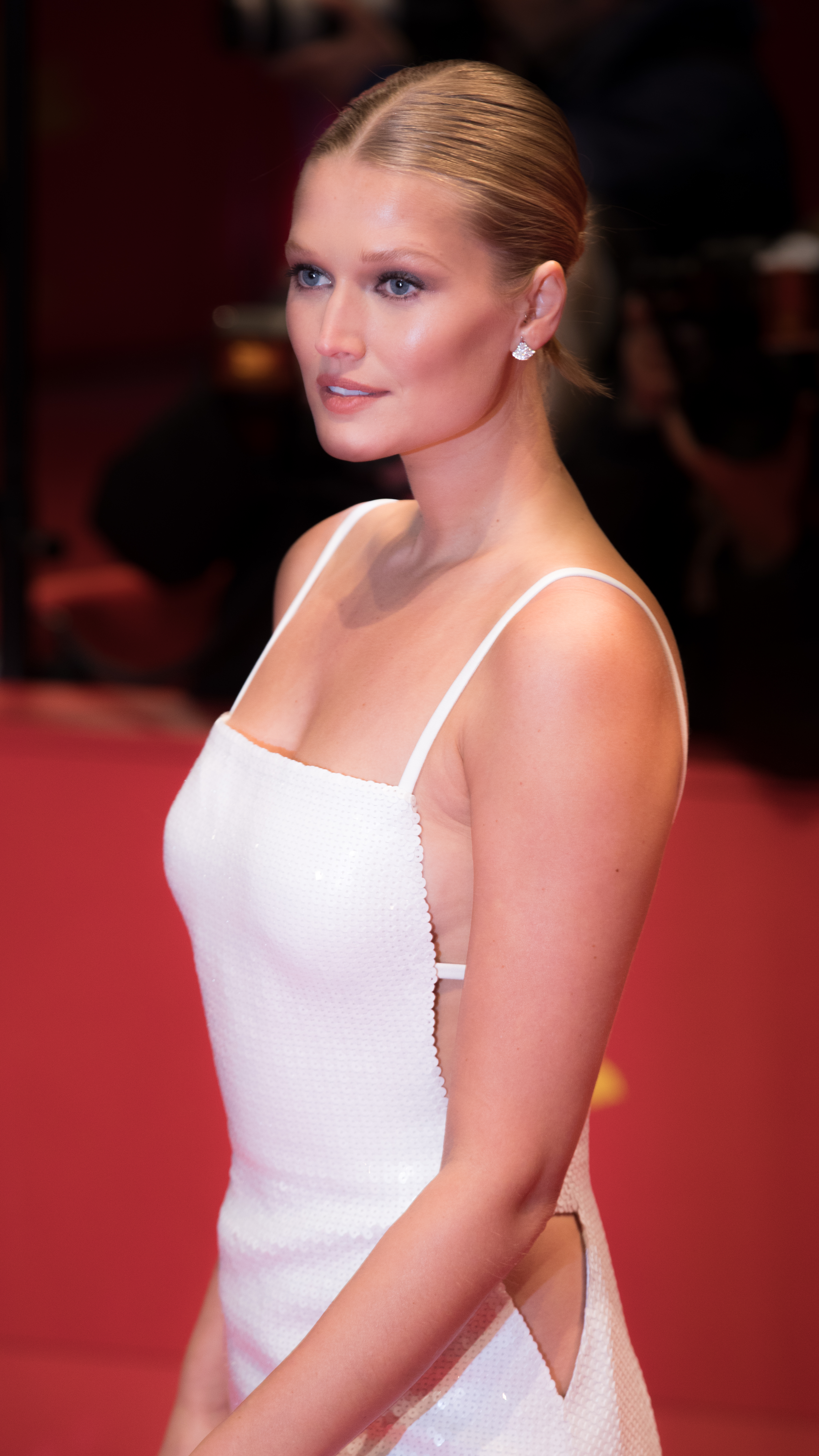
2018年ベルリン国際映画祭の会場

ベルリンには、多くの国際的なメディアや、地元のテレビ局やラジオ局がある。
公共放送のベルリン・ブランデンブルク放送（RBB）はベルリンに本拠地を置いている。ドイツの国際放送事業体であるドイチェ・ヴェレはテレビ部門をベルリンに置いている。ドイツのほとんどの放送事業者はベルリンにスタジオを持っている。
新聞に関しては、ベルリンではドイツで最大数の日刊紙が発行されている。多くのブランケット判の地元紙、例えばBerliner Morgenpost、Berliner Zeitung、Der Tagesspiegel がある。またタブロイド判の3大紙や、様々な紙のサイズや政治姿勢の全国紙も発行されていて、Die Welt、Neues Deutschland（かつては東ドイツの社会主義統一党の機関紙）、Die Tageszeitungなどがある。

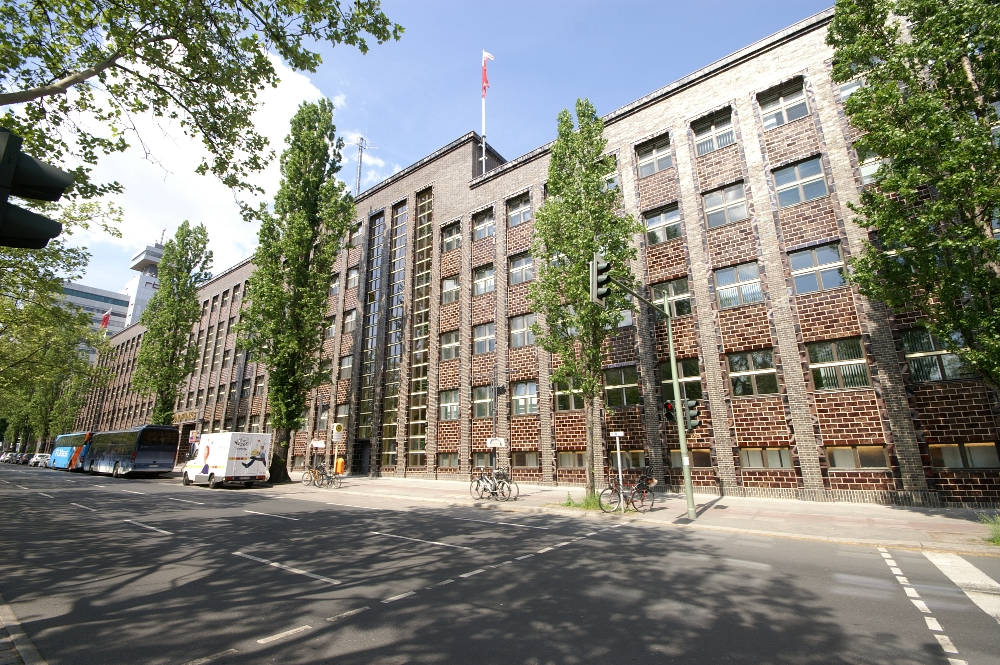
ベルリン＝ブランデンブルク放送

出版では、2つの大きなドイツ語の出版社である、ヴァルター・デ・グロイターと、アクセル・シュプリンガー社は、書籍や定期刊行物、マルチメディア関連の出版物を発行している。
映画に関しては、ベルリンはヨーロッパの映画産業、ドイツの映画産業の中心地である。市内には1,000を超える映画やテレビ番組製作関連の企業と270を超える映画館がある。毎年300を超える国内や海外との共同製作の映画の撮影が地域で行われている。歴史的に有名なバーベルスベルク・スタジオや映画制作会社ウーファはベルリン郊外のポツダムにある。ベルリンにはヨーロッパ・フィルム・アカデミーやドイツ・フィルムアカデミーがある。
ベルリンでは毎年ベルリン国際映画祭が開催される。ベルリン国際映画祭は1951年に創設された。1978年以来毎年2月に開催され、43万人の入場者を集める世界最大の映画祭である。2002年第52回での『千と千尋の神隠し』の金熊賞受賞など、多くの日本の作品も過去に様々な賞を受賞している。

### 博物館・美術館

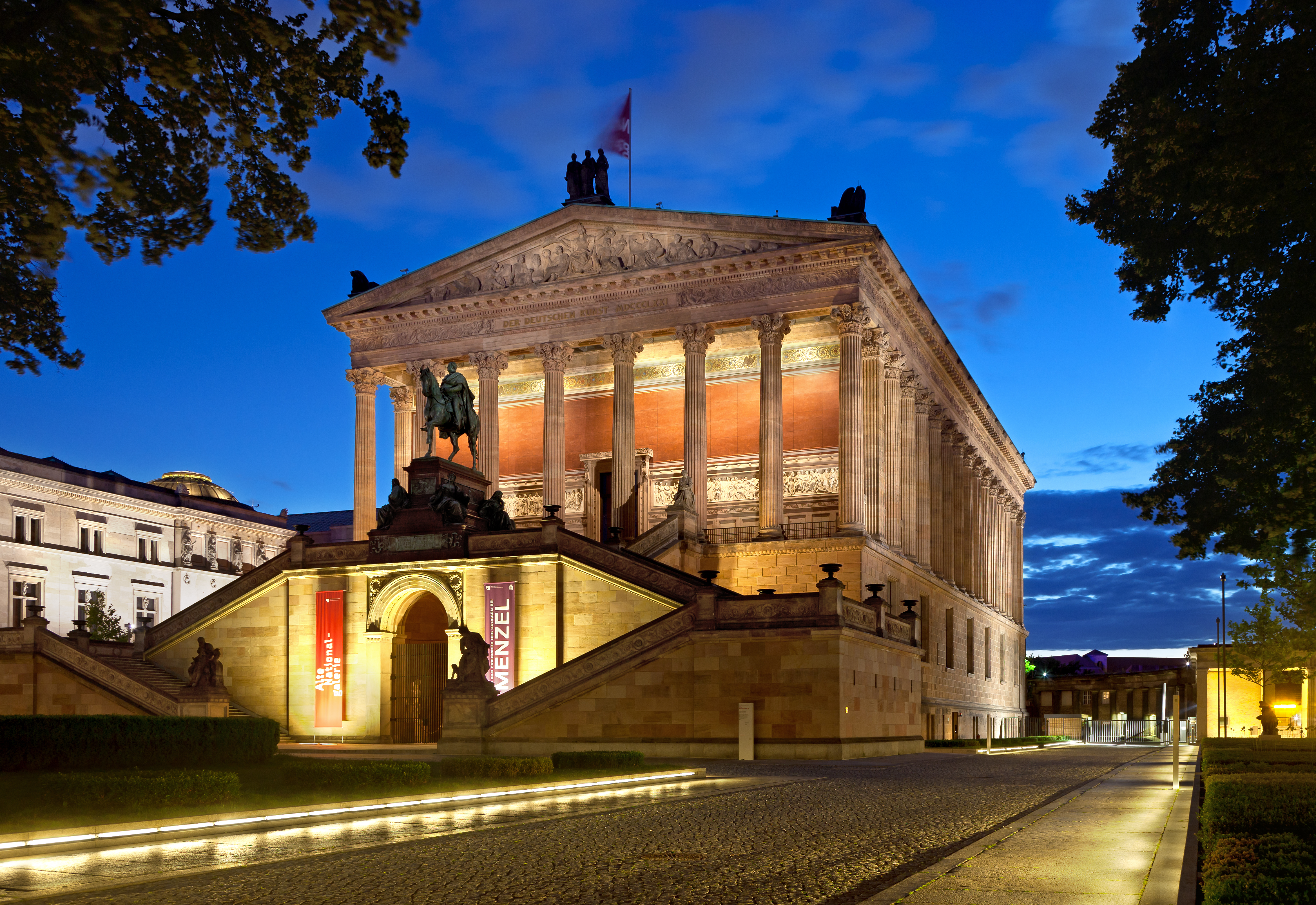
旧国立美術館

ベルリンには153の博物館がある。多くの博物館が一緒になったムゼウムスインゼル（博物館島）はユネスコの世界遺産に登録されている。1841年に勅令によって「芸術と歴史の地区」と定められた。旧博物館はルストガルテンに建てられた。新博物館にはネフェルティティの胸像が展示され、旧国立美術館、ペルガモン博物館、ボーデ博物館は博物館島に建てられている。それぞれの博物館は別々に建てられているが、もはや収蔵品と建物の名称は必ずしも一致していない。

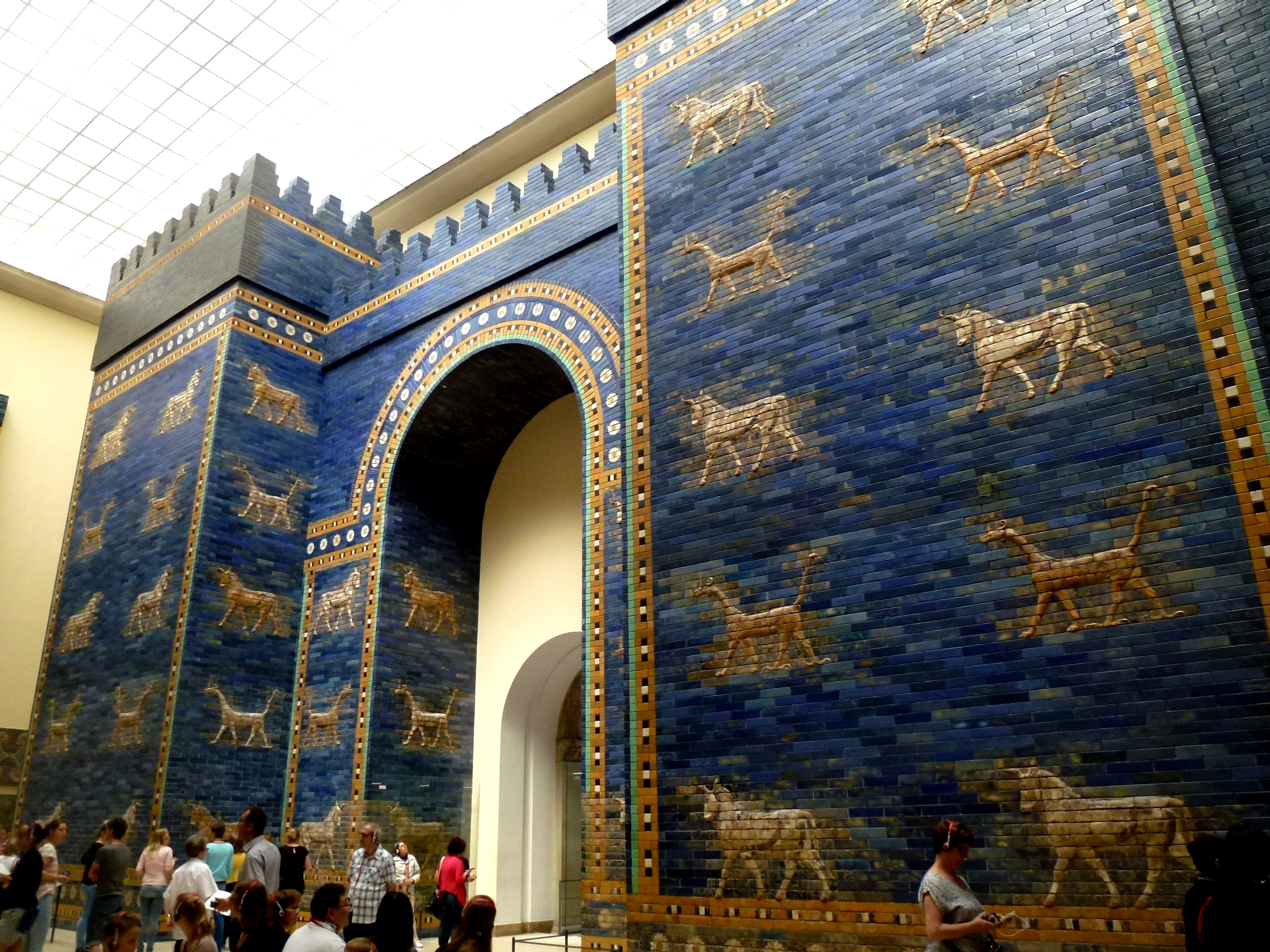
ペルガモン博物館に復元されたイシュタル門

博物館島から離れた市内にも多くの博物館や美術館がある。絵画館は13世紀から18世紀にかけての巨匠の作品に焦点を当てている。新ナショナルギャラリーはミース・ファン・デル・ローエにより建てられたモダニズム建築で、20世紀のヨーロッパ絵画を専門としている。ハンブルク駅＝現代美術館はモアビート地区にあり、近代や現代の有名な作品を展示している。ドイツ歴史博物館はかつてのツォイクハウス（兵器庫）に2006年春に拡張再開され、1989年のベルリンの壁崩壊を通じたドイツの歴史を概観することが出来る。バウハウスアーカイブは建築の博物館になっている。

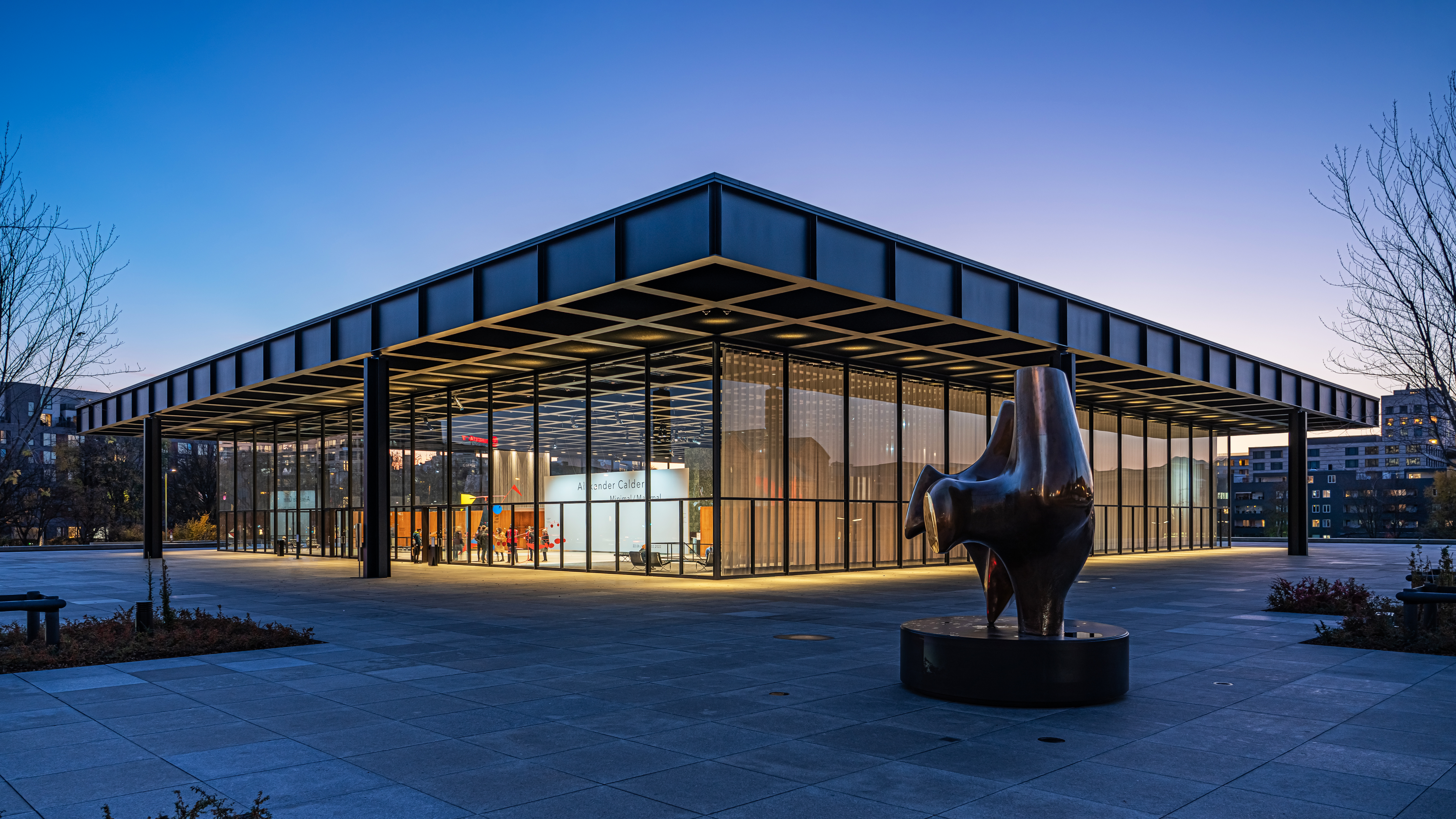
新ナショナルギャラリ

ベルリン・ユダヤ博物館はドイツのユダヤ人の200年の歴史に関して展示が行われている。ドイツ技術博物館はクロイツベルク地区にあり、歴史的な技術的成果の最大の展示施設である。フンボルト博物館はベルリン中央駅の近くにあり、自然史に関する展示を行う博物館になっている。ブラキオサウルスや始祖鳥の標本は有名である。ダーレム地区にはいくつかの世界的芸術・文化に関する博物館や美術館があり、アジア芸術博物館やベルリン民族学博物館、ヨーロッパ文化博物館、連合国博物館（冷戦博物館）、ブリュッケ美術館などがある。
リヒテンベルク地区には東ドイツ時代は国家保安省（通称：シュタージ）が置かれていたが、現在ではシュタージ博物館になっている。また同じく東ドイツに関する博物館としてはDDR博物館もある。チェックポイント・チャーリーはベルリンの壁と並んで東西分断の象徴であった。現在でも保存され私営のチェックポイント・チャーリー博物館として東から逃げようとした人々によって考案された詳細な計画や戦略、広範囲にわたる文書が展示されている。

### 音楽

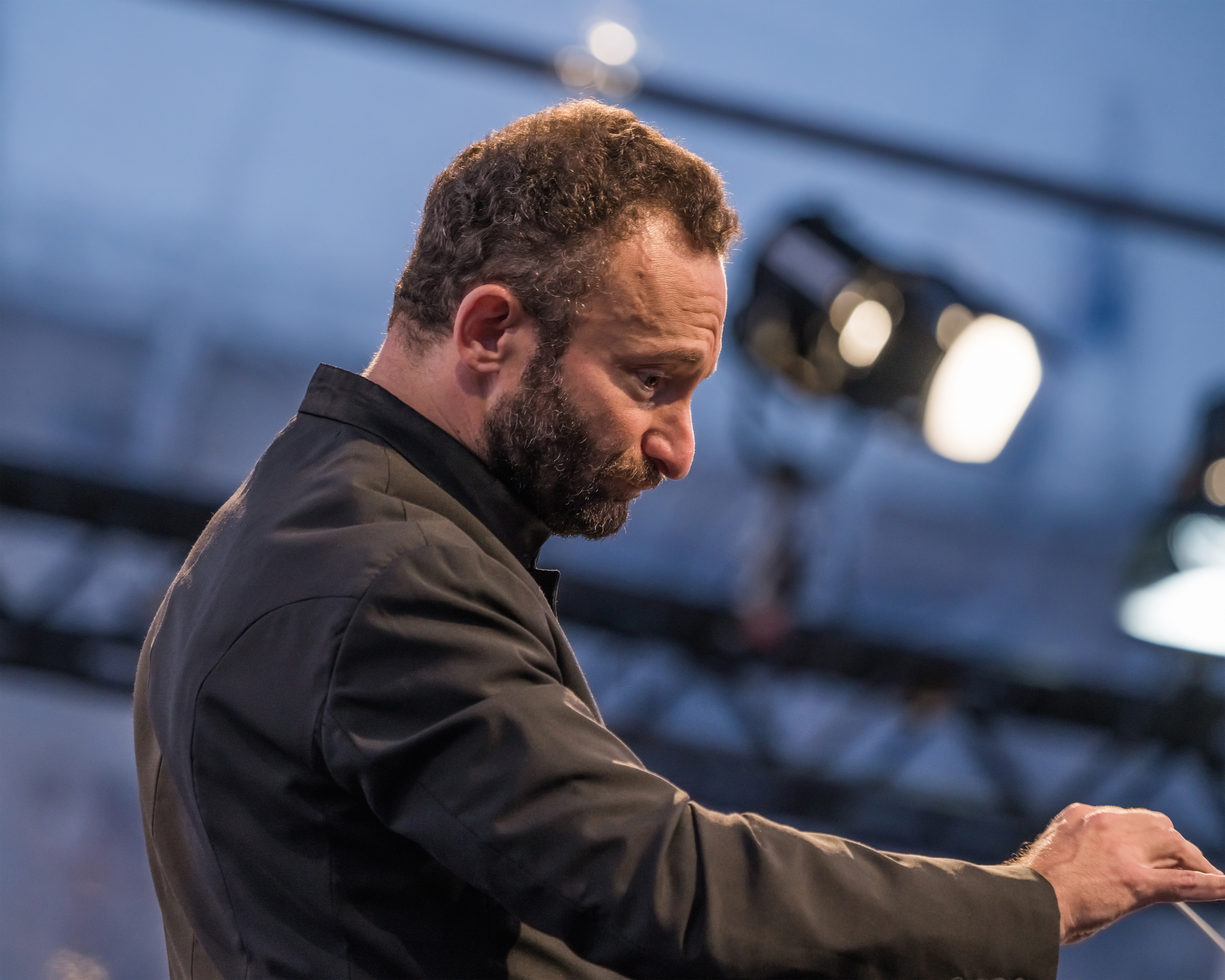
ベルリン・フィルハーモニー管弦楽団の音楽監督キリル・ペトレンコ

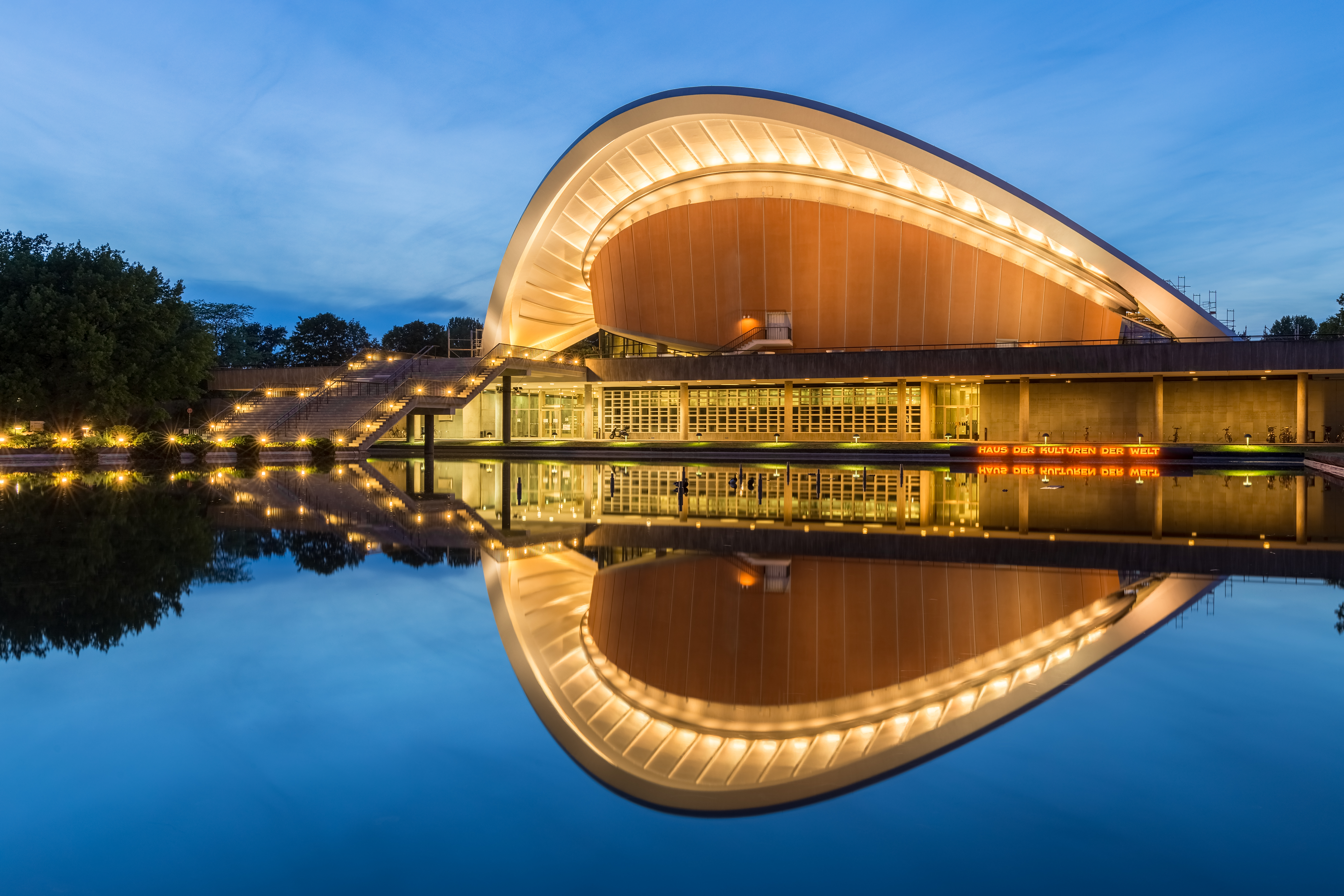
世界文化の家

ベルリンにはベルリン・ドイツ・オペラ、ベルリン国立歌劇場、ベルリン・コーミッシェ・オーパーの3つの著名なオペラハウスがある。
ウンター・デン・リンデンにあるベルリン国立歌劇場は1742年に開かれ、3つのオペラハウスの中では最古の歴史がある。現在の音楽監督はダニエル・バレンボイムである。ベルリン・コーミッシェ・オーパーは伝統的にオペレッタを得意とし、同じくウンター・デン・リンデンにある。
ベルリン・ドイツ・オペラは1912年にシャルロッテンブルク地区ビスマルク通りに設立された。現在の音楽監督はドナルド・ラニクルズである。ベルリンが東西に分断されていた1961年から1989年にかけては、西ベルリンにとってはベルリン・ドイツ・オペラが唯一のメジャーなオペラハウスであった。1990年の東西ドイツ再統一後に、一つの都市内で３つの歌劇場が専属の完全4管編成フルオーケストラを持つ(この条件を満たす歌劇場を２つ持つ都市としてはウィーン、ミュンヘン、モスクワ、サンクトペテルブルクなどがあるが、３つはベルリンが世界唯一である。英米仏には国全体で１つずつしかない)という贅沢な状況になり、しばらくの間統合論議が起こった。しかし経営が軌道に乗り、現在では３劇場のそれぞれの特徴を持ち共存している。いずれもレパートリー制で公演数も多いことから、ベルリンは世界でも群を抜いてオペラ上演の多い都市となっている。3劇場の専属バレエ団のみは2004年に統合されてベルリン国立バレエ団となった。ベルリンのメインのミュージカルシアターたるテアーター・デス・ヴェステンス（「西部劇場」の意）は1895年に建てられた。他に、欧州最大のレビュー専用施設であるフリードリッヒ・シュタットパラスト劇場もあり、ベルリンでの音楽劇はこれらを拠点に上演されている。
ベルリンには7つのオーケストラがある。
ベルリン・フィルハーモニー管弦楽団は世界でも最も傑出したオーケストラの一つで、ポツダム広場近くのベルリン・フィルハーモニーを本拠地としている。ベルリン・フィルハーモニーが面した通りは楽団で長い間指揮者として活躍したヘルベルト・フォン・カラヤンの名にちなんで名称が付けられている。現在の音楽監督はキリル・ペトレンコである。
ベルリン・コンツェルトハウス管弦楽団は1952年に設立され、東ベルリンの管弦楽団として設立された。現在の首席指揮者はクリストフ・エッシェンバッハである。
世界文化の家では異文化間の問題と共に様々な展示が扱われ、世界の音楽のステージや会議が行われている。

### 演劇

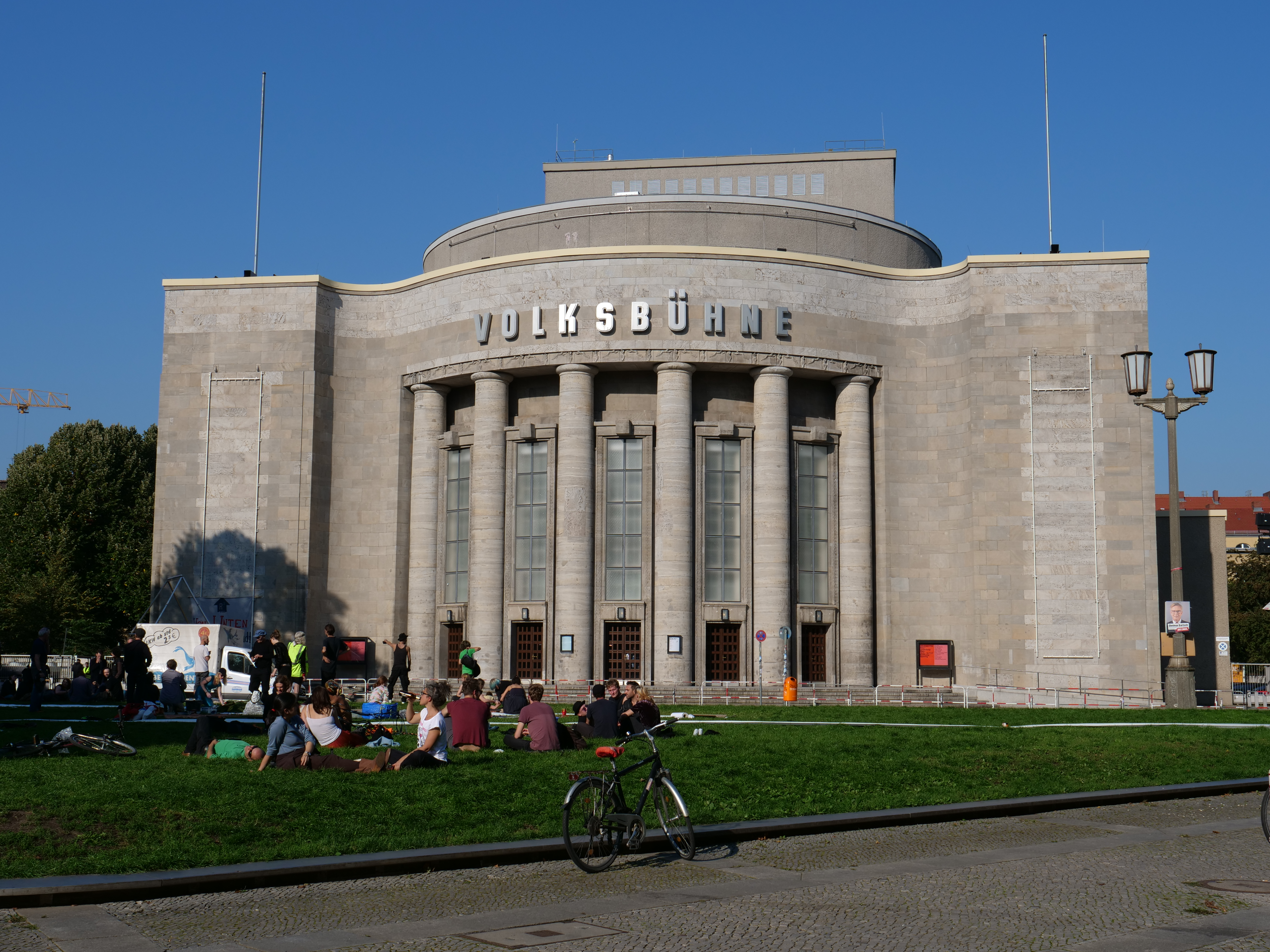
フォルクスビューネ

ベルリンには50を超える数多くの劇場がある。ミッテ地区にあるドイツ座は1849-1850年にかけ建てられ、それ以来1944-1945年の第二次世界大戦末期の中断を除いて運営が続いている。
フォルクスビューネはローザ・ルクセンブルク広場の近くに1913-14年に建てられたが、設立は1890年である。ベルリーナー・アンサンブルはベルトルト・ブレヒトの作品を上演することで知られ、1949年にドイツ座からそう離れていない場所に設立された。
シャウビューネは1962年に設立されクロイツベルクにあったが、1981年にクアフュルステンダムの旧ウニヴェルズム映画館の建物に移転した。ベルリンでは20世紀の初め以来、政治的な風刺やユーモアに満ちたカバレットも盛んである。

### 食文化

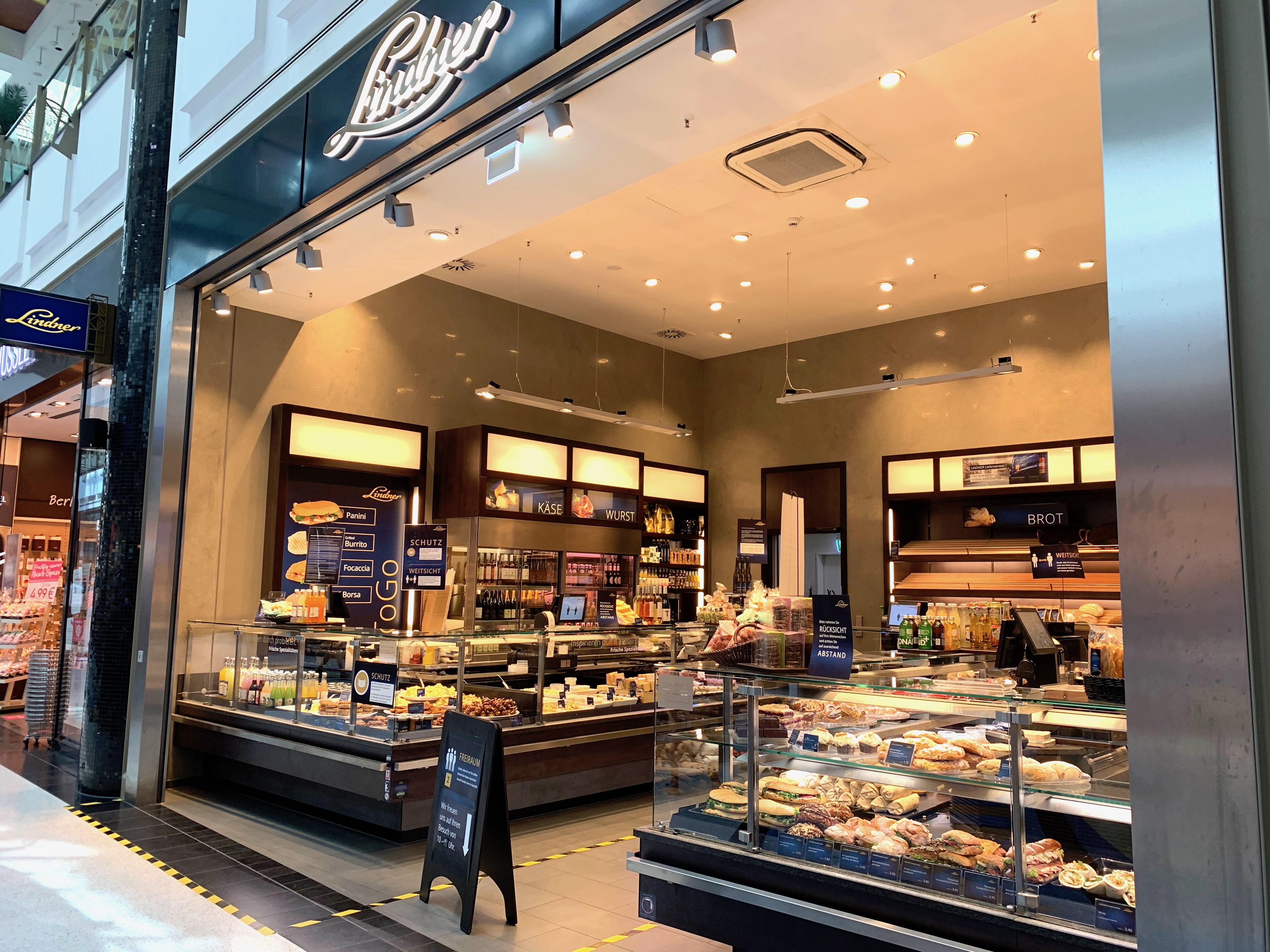
ベルリンのデリカテッセンショップ

ベルリンには移民や街の歴史を背景とした食文化があり、ベルリンの12のレストランはミシュランガイドに掲載され、ドイツの都市の中では一番多い。またベルリンは菜食主義やヴィーガニズム、持続可能性の食物（公正取引や有機農産物）を指向する人々に幅広い提供を行っていることでも知られる。
ベルリンの多くの地元料理は北ドイツ料理の伝統を起源とし、豚やガチョウ、魚、エンドウ、豆、キュウリまたはジャガイモなどを使った素朴で温かい料理が含まれる。典型的なベルリンの名物料理には1949年に発明されたカリー・ヴルスト、アイスバイン、ベルリーナー・プファンクーヘン、牛のレバーを使った料理ベルリン風レバーがある。トルコやアラブからの移民労働者はベルリンに伝統的な料理をもたらし、ドネルケバブやファラフェル、ラフマージュンはカリー・ヴルストと並んでベルリンのファーストフード（IMBISS、インビス）の基本になって来ている。現代的なファーストフードのバージョンとしてのドネルケバブは1971年にベルリンで発明されたとも言われる。アジア風のインビスも広がっている。

### レクリエーション

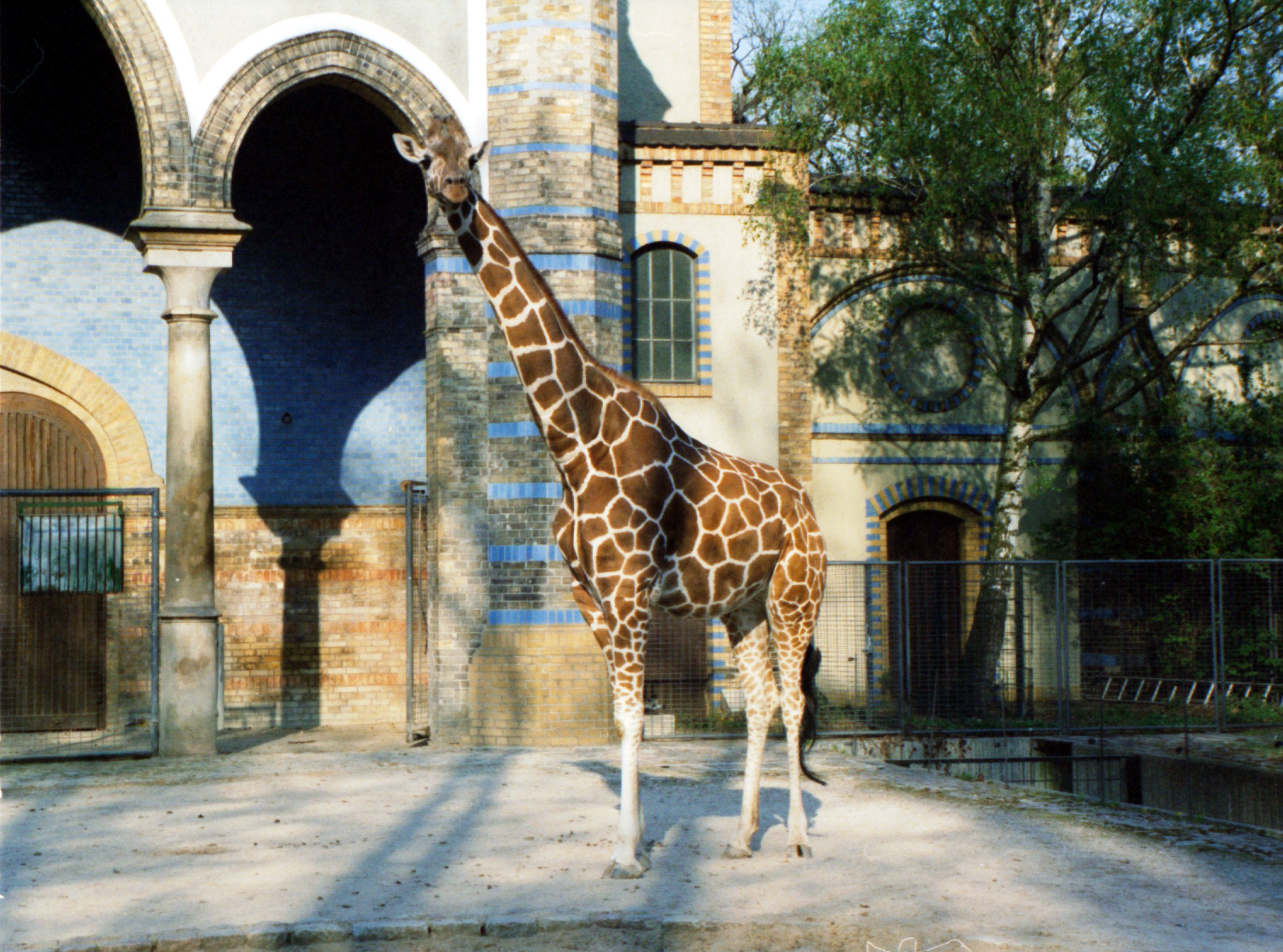
ベルリン動物園

ベルリン動物園はベルリンにある動物園では最古の動物園で、1844年に開園した。現在では世界でももっとも幅広い種類を集めている。ベルリン動物園は人工哺育で育った2006年12月に生まれたクヌートが有名であったが、2011年に死亡している。ベルリン市内にはベルリン動物園のほかに、旧東ベルリンのリヒテンベルク地区で1955年に設立されたベルリン動物公園（Tierpark Berlin）がある。

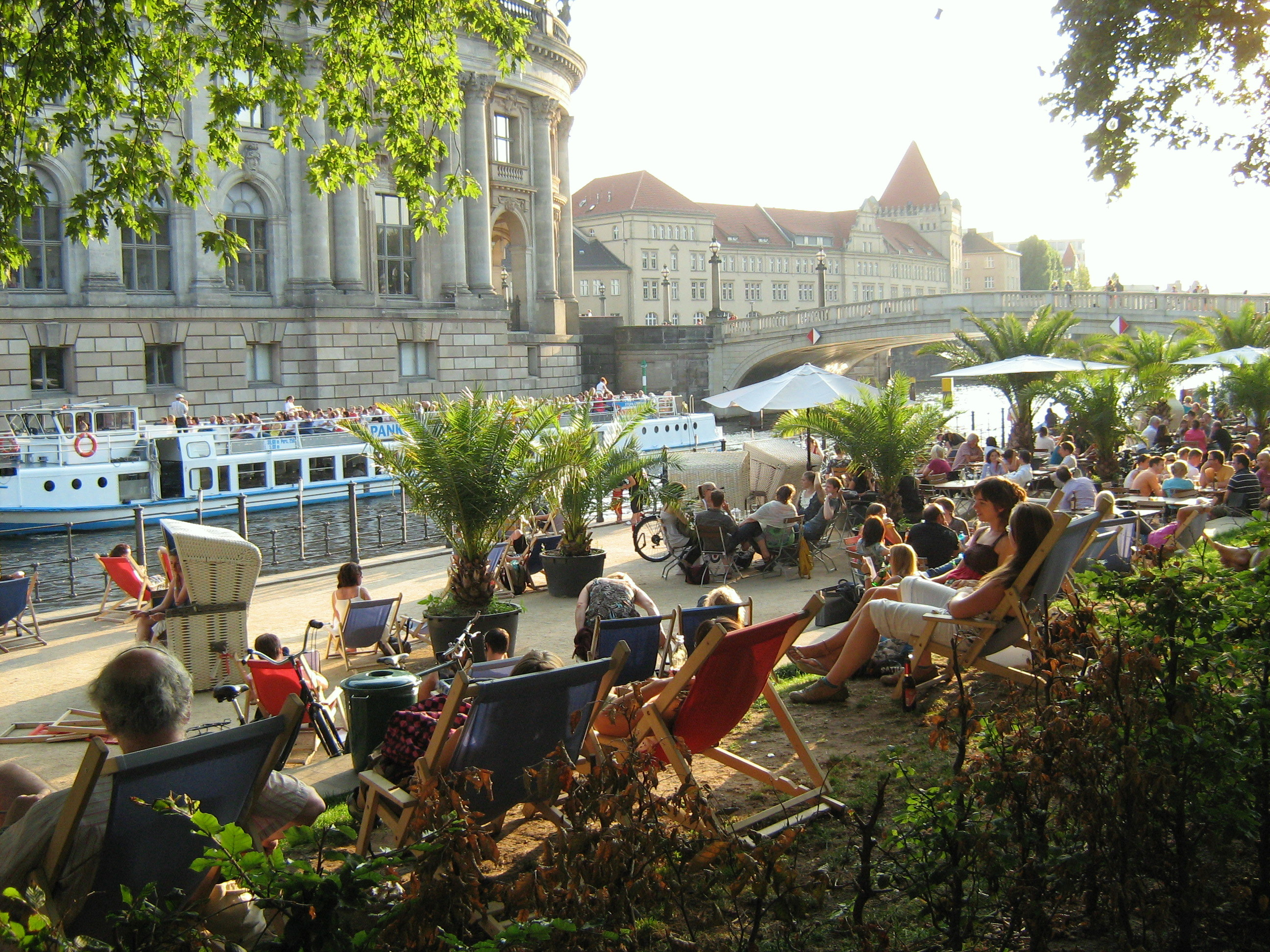
シュプレー川沿いに設けられたビーチのうち最古のもの。対岸は博物館島

ベルリン植物園にはベルリン植物博物館が含まれる。面積は43ヘクタール (110エーカー)あり22,000の異なった多様な種類の植物がある。他には1985年の連邦園芸博覧会の会場となったブリッツ庭園や、「世界中の庭園」をモットーにつくられたマルツァーン保養公園 がある。ティーアガルテンはベルリン最大の公園でミッテに位置し、ペーター・ヨセフ・レンネにより整備された。クロイツベルクにあるヴィクトリア公園はベルリン市街の南部に素敵な眺望を与えている。トレプトウ公園はシュプレー川河畔のアルト＝トレプトウ地区にあり、1945年のベルリンの戦いで戦死したソ連兵を讃えるため整備された。フリードリヒスハイン地区にあるフォルクスパーク（市民公園）は1848年に開園し、市内では最も古い公園である。
ベルリンはシュプレー川沿いに多くのビーチやバーがあることで知られ、それと一緒にカウンターのないカフェやレストラン、緑地のスペースがありレクリエーションやレジャーの時間を作るのに大きな役割を果たしている。

### ナイトライフ・行事

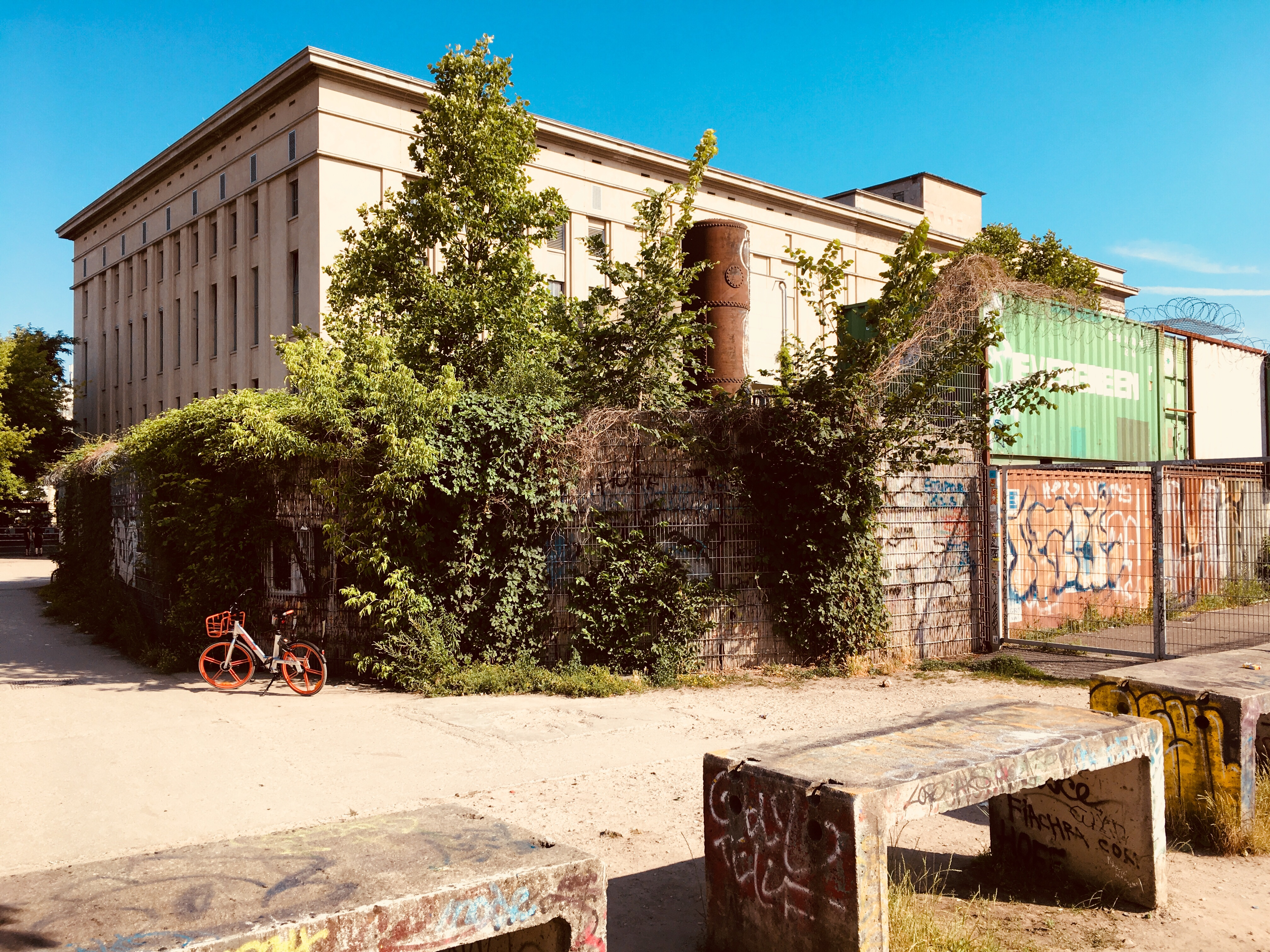
Berghain

ベルリンのナイトライフは欧州の中でも多様性に富んだもののひとつである。1990年代を通じて20代の若者が多くの国からやって来て、とくに東欧や中欧からの若者がベルリンのヨーロッパでの最高のナイトライフ地としてのクラブシーンを作っている。ベルリンのディスコのパーティーが遅くまで行われることは有名である。週末は特定時間に店舗を閉める必要がなく、多くの人たちが夜通し楽しんでいる。

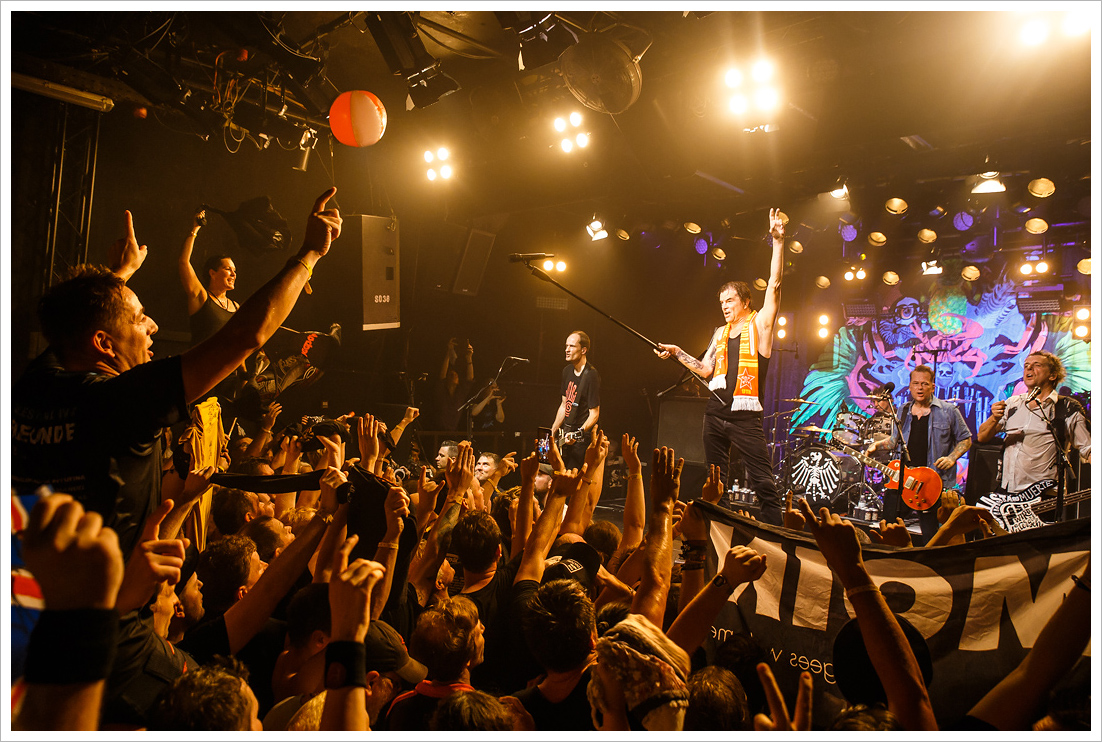
SO36

1989年のベルリンの壁崩壊後、以前の東ベルリンの中心であったミッテ地区の多くの歴史的な建築物は若い無断居住者に不法占拠されたり、再構築されカウンターカルチャーや前衛的な文化を集める肥沃な土壌となった。ミッテ地区やその周辺には多くのナイトクラブが林立し、その中にはKunsthaus Tacheles、トレゾア、WMF、Ufo、E-Werk、KitKatClub、Berghainがある。
クロイツベルク地区にあるSO36 はもとは大部分をパンクミュージックに主眼を置いたものであったが、今日では多くのダンスやパーティーサウンドにとって人気ある場所となっている。多文化カーニヴァルは多民族的なストリートパレードでペンテコステごとの週末に行われクリストファーストリートデーと共にベルリン市が後援している。
ベルリンではまた文化的な催しとしてベルリン音楽祭が知られており、その中にはジャズフェスト・ベルリンも含まれる。いくつもの技術やメディア、芸術関連の祭典や国際会議がベルリンで行われている。

### ゲイライフ
ベルリンにはゲイカルチャーの長い歴史があり、ポピュラーエンターテイメントや一部の作家により1920年代、「ヨーロッパのゲイの首都」と表現されていた。今日、ベルリンには多くのゲイクラブやフェスティバルがありイースターに開催されるフェティッシュウイークイースター・イン・ベルリン、ベルリンプライドなどは中央ヨーロッパ最大のゲイやレズビアンなどの同性愛者の行事になっている。

## スポーツ
ベルリンでは高い評価を得ている国際的なスポーツイベントが開かれている。1936年にはベルリンオリンピックが、2006年にはFIFAワールドカップ・ドイツ大会の決勝が開催されている。2009年には世界陸上競技選手権大会がオリンピアシュタディオンで開かれた。
毎年、ベルリンマラソンやIAAFゴールデンリーグ、国際スタジアム・フェスティバルなどの陸上競技の大会が行われている。ベルリンeプリ は、ドイツのベルリン・テンペルホーフ空港の跡地のコースで行われるフォーミュラE世界選手権レースの1戦であり。ベルリン大賞 はドイツで行われる競馬の競走。グループ制ではG1に類される。例年8月に行われ、2400mG1においては3歳馬と古馬との初対決の舞台であり。WTAドイツ・オープン はドイツ・ベルリンで毎年6月に行われるWTAテニストーナメントである。ドイツテニス連盟（DTB）が主催し、大会の格はWTA 500、サーフェスはグラスである。
「Fan Mile」と呼ばれるイベントは2年に一度、ブランデンブルク門の近くで開催されている。ベルリンもとよりドイツ国内においては、オープンエアの空間に数万の観客が集まり、国際的なサッカー大会であるUEFA欧州選手権などを観戦することは非常にポピュラーになっている。多くのファンやビジターは、巨大なスクリーンで一緒になって試合を観戦する。
いくつかの大きなスポーツクラブはドイツでの人気のあるスポーツの部門を代表し、ベルリンにも拠点が置かれている。
- ベルリンのスポーツクラブ一覧

| クラブ                             | スポーツ         | 設立年 | リーグ         | スタジアム                   |
| ---------------------------------- | ---------------- | ------ | -------------- | ---------------------------- |
| ヘルタ・ベルリン                   | サッカー         | 1892   | ブンデスリーガ | オリンピアシュタディオン     |
| 1.FCウニオン・ベルリン             | サッカー         | 1966   | ブンデスリーガ | アルテ・フェルステライ       |
| ALBAベルリン                       | バスケットボール | 1991   | BBL            | ウーバー・アレーナ           |
| アイスベーレン・ベルリン           | アイスホッケー   | 1954   | DEL            | ウーバー・アレーナ           |
| フュクセ・ベルリン                 | ハンドボール     | 1891   | HBL            | マックス・シュメリング・ハレ |
| ベルリン・リサイクリング・バレーズ | バレーボール     | 1911   | DVL            | マックス・シュメリング・ハレ |

- スポーツイベントのギャラリー

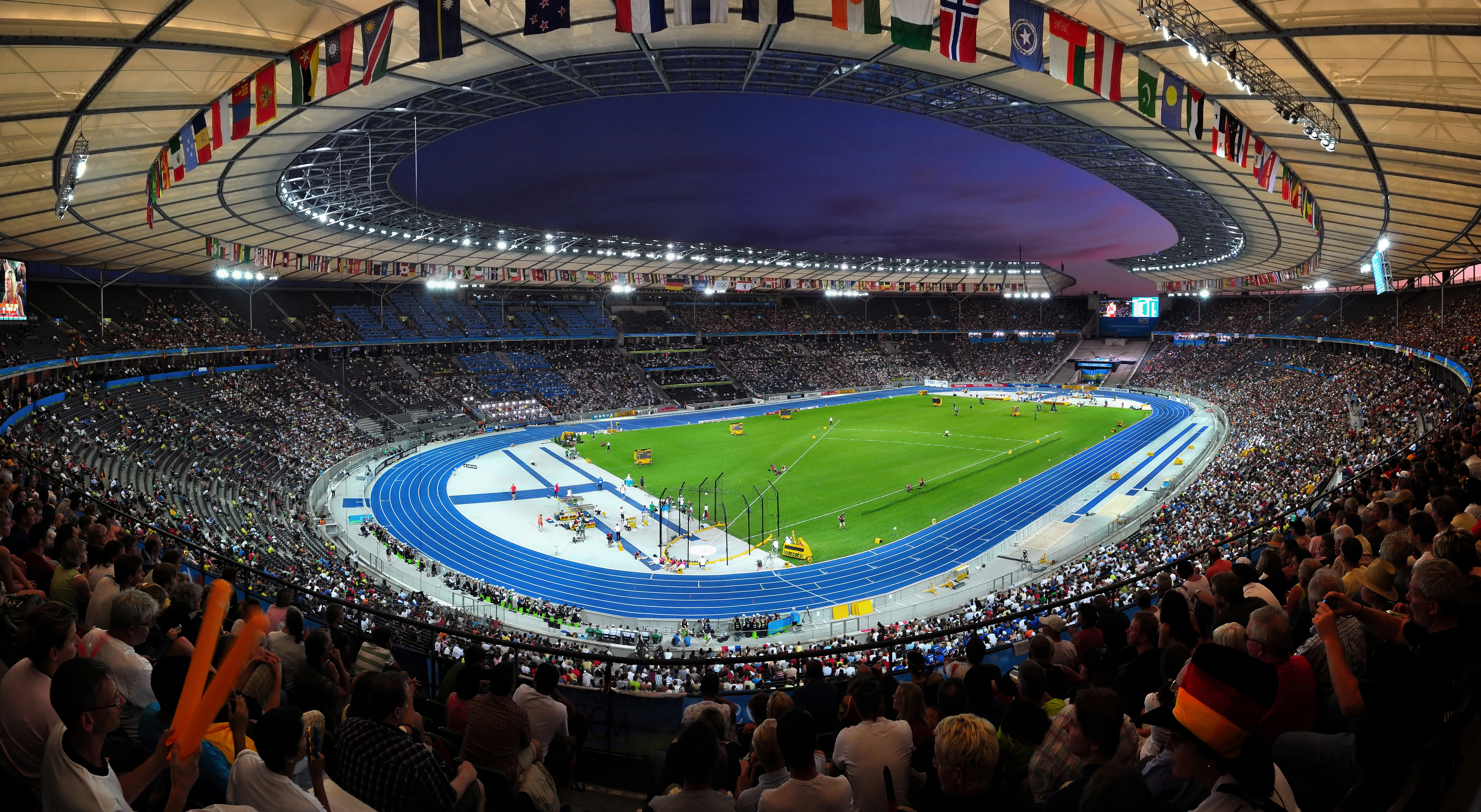
1936年ベルリンオリンピックや2006 FIFAワールドカップ決勝が開かれた「ベルリン・オリンピアシュタディオン」
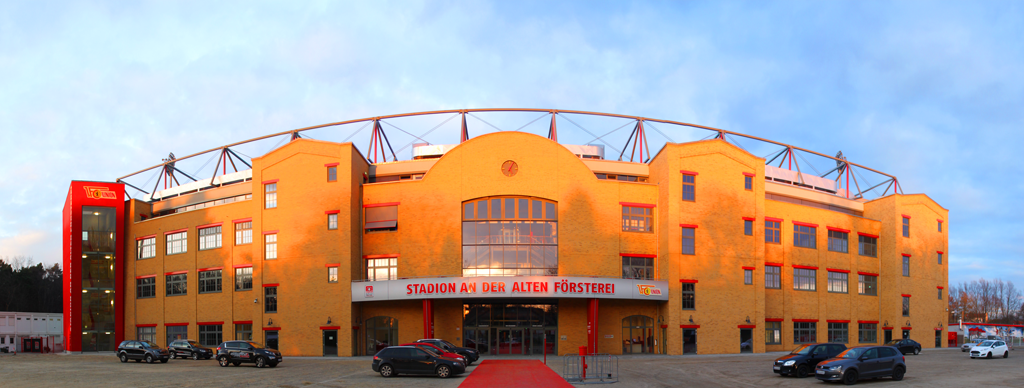
アルテ・フェルステライ・スタジアムの正面風景
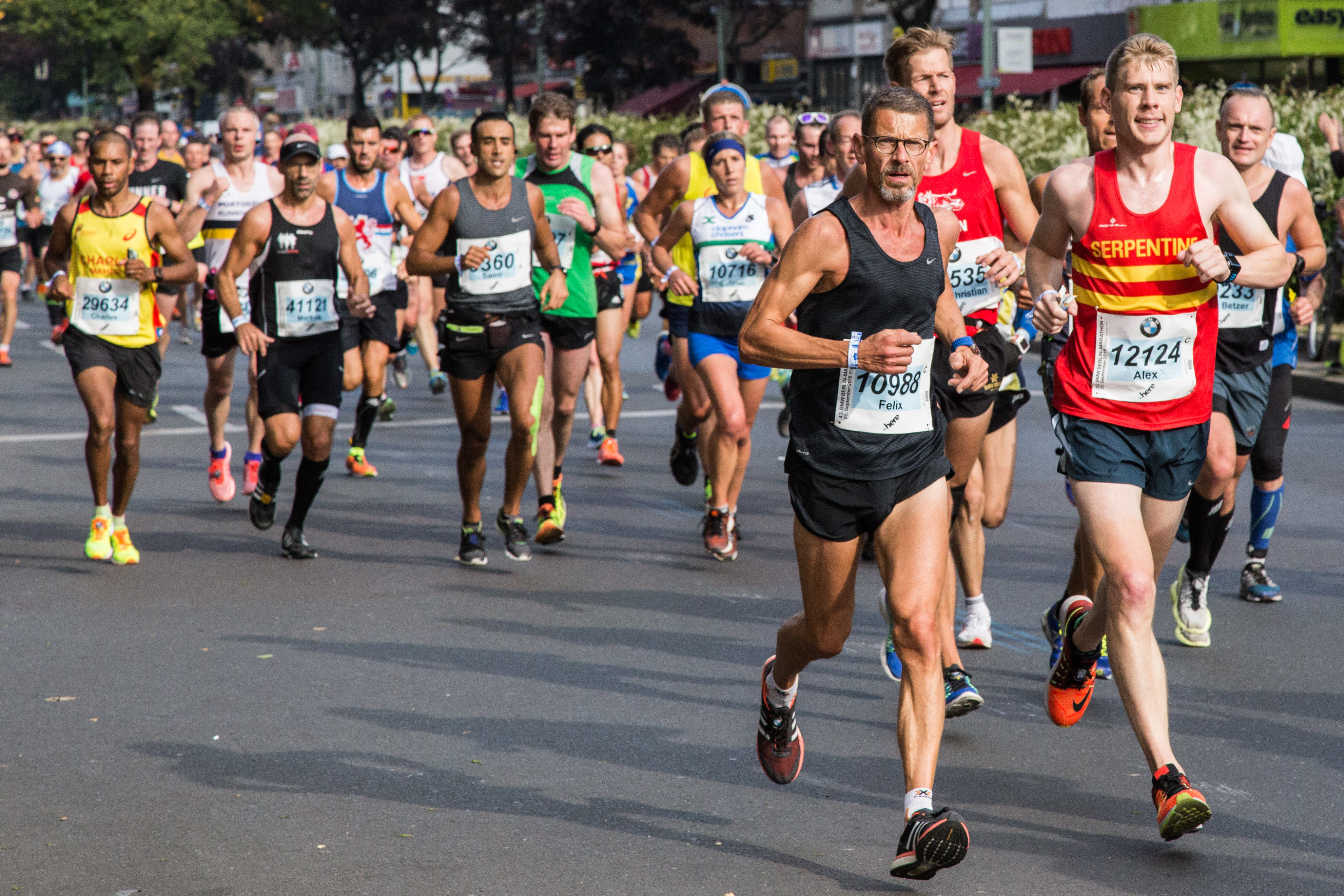
毎年開催される「ベルリンマラソン」

## 姉妹都市
ベルリン州は以下の都市と姉妹都市協定を締結している。またベルリン各区も、これらとは別に姉妹都市協定を結んでいる。
- - ロサンゼルス（アメリカ合衆国、1967年）
- - パリ（フランス共和国、1987年）
- - マドリード（スペイン、1988年）
- - イスタンブール（トルコ共和国、1989年）
- - ワルシャワ（ポーランド共和国、1991年）
- - モスクワ（ロシア連邦、1991年）
- - ブダペスト（ハンガリー共和国、1991年）
- - ブリュッセル（ベルギー王国、1992年）
- - ジャカルタ（インドネシア共和国、1993年）
- - タシュケント（ウズベキスタン共和国、1993年）
- - メキシコシティ（メキシコ合衆国、1993年）
- - 北京（中華人民共和国、1994年）
- - 東京（日本、1994年）
- - ブエノスアイレス（アルゼンチン共和国、1994年）
- - プラハ（チェコ共和国、1995年）
- - ウィントフック（ナミビア共和国、2000年）
- - ロンドン（イギリス、2000年10月）
- - キーウ（ウクライナ、2023年）

## 著名な出身者
- 多和田葉子